# Ngũ đại Thập quốc
Ngũ đại Thập quốc (giản thể: 五代十国; phồn thể: 五代十國; bính âm: Wǔdài Shíguó, 907－979) là một thời kỳ trong lịch sử Trung Quốc, bắt đầu từ khi triều Đường diệt vong, kéo dài đến khi triều Tống thống nhất Trung Quốc bản thổ. Thời kỳ này phân thành Ngũ đại (907-960) cùng Thập quốc (907-979). Ngũ đại Thập quốc là một thời kỳ trọng yếu trong lịch sử Trung Quốc.
Về bản chất, Ngũ đại Thập quốc là sự tiếp nối của tình trạng phiên trấn cát cứ dưới triều Đường và tình hình chính trị hậu kỳ của triều Đường. Sau khi triều Đường diệt vong, phiên trấn các nơi tự lập quốc, trong đó tại khu vực Hoa Bắc, các quốc gia phiên trấn lực mạnh được gọi là Ngũ đại, trong đó có các chính quyền do tộc Sa Đà kiến lập. Năm nước này mặc dù có thực lực lớn mạnh, song vẫn không có khả năng khống chế toàn bộ Trung Quốc bản thổ, chỉ là triều đình theo kiểu phiên trấn.
Ở các phương khác cũng có một vài chính quyền phiên trấn xưng đế, một vài chính quyền phụng Ngũ đại làm tông chủ quốc, trong đó có mười nước với thời gian tồn tại tương đối lâu dài, quốc lực khá mạnh, gọi chung là "Thập quốc". Trong thời kỳ này, thường phát sinh tình huống phản biến đoạt vị, dẫn đến chiến loạn không ngừng nghỉ, những người thống trị phần nhiều là trọng võ khinh văn. Trong bối cảnh Trung Quốc có nội loạn, Khiết Đan Quốc có cơ hội xâm lấn phương Nam, Liêu Quốc được kiến lập.

## Tổng quan

### Ngũ đại
Năm 907, tại Biện Kinh, Chu Ôn soán Đường, kiến lập Hậu Lương, khởi đầu cho Ngũ đại. Con của Lý Khắc Dụng là Lý Tồn Úc diệt Hậu Lương, lập nên Hậu Đường. Sau thời Hậu Đường, quân vương Ngũ đại đều xuất thân là tử tôn hoặc bộ thuộc của Lý Khắc Dụng. Trải qua khuếch trương và chỉnh đốn dưới thời Hậu Đường Minh Tông, quốc lực Hậu Đường cường thịnh, nhưng sau lại phát sinh nội loạn, Thạch Kính Đường dẫn quân Khiết Đan diệt Hậu Đường, kiến lập Hậu Tấn. Không lâu sau, quan hệ giữa Khiết Đan và Hậu Tấn trở nên xấu đi, quân Khiết Đan tiến về phía nam tiêu diệt Hậu Tấn, kiến lập triều Liêu. Đồng thời, Lưu Tri Viễn tại Thái Nguyên kiến lập Hậu Hán, sau đó thu phục Trung Nguyên. Tiếp đến, Quách Uy soán Hậu Hán, kiến lập Hậu Chu, Hậu Chu Thế Tông Sài Vinh khổ tâm mưu hoạch phát triển, khiến Hậu Chu có tia hy vọng thống nhất Thiên hạ, song ông đột ngột qua đời khi Bắc phạt nhằm lấy lại Yên Vân thập lục châu từ tay người Khiết Đan. Sau đó, Hậu Chu bị Triệu Khuông Dẫn soán, Ngũ đại kết thúc.

### Thập quốc
Ngô ở Giang Nam là mạnh nhất, nhưng sau bị Lý Biện soán vị, lập ra Nam Đường, tiếp đến có Ngô Việt và Mân. Vùng Hồ-Quảng lại có các nước Kinh Nam, Sở và Nam Hán. Nam Đường có quốc lực mạnh nhất, trước sau công diệt Mân, Sở, song cũng vì nhiều lần dụng binh mà quốc lực suy thoái, cuối cùng bại trước Hậu Chu. Đất Thục có Tiền Thục và Hậu Thục, quốc gia phú cường, chỉ kém có Nam Đường, song vì trì trệ trong an lạc, cuối cùng bị thế lực Trung Nguyên tiêu diệt. Bắc Hán là nước duy nhất ở phía bắc trong Thập quốc, do hậu duệ hoàng tộc Hậu Hán kiến lập. Triệu Khuông Dẫn kiến lập triều Tống (sử gọi là Bắc Tống), cùng với hoàng đệ là Tống Thái Tông lần lượt tiêu diệt quần hùng, đến năm 979 thì thống nhất Trung Quốc bản thổ, Thập quốc kết thúc.
Ngũ đại Thập quốc về đại thể vẫn kế tục thể chế chính trị hậu kỳ triều Đường, song rất nhiều chức quan có chữ "sứ". Trong đó, Ngũ đại có rất nhiều biến hóa, chủ yếu là thiết tam tỉnh lục bộ làm cơ quan chủ quản hành chính, tam ty làm cơ quan chủ quản tài chính, xu mật viện làm cơ quan chủ quản quân sự, về sau được triều Tống kế thừa. Trong Thập quốc, có một số thần phục Ngũ đại, song cơ cấu chính trị thì phần lớn tương đồng với Ngũ đại. Do tiết độ sứ địa phương không bị quản chế, đương thời họ thường quay sang phản lại Trung ương, do vậy triều đình phải tăng cường quân lực của cấm quân để áp chế nhóm thực lực địa phương. Để ngăn ngừa hiện tượng võ nhân can chính như thời Ngũ đại, triều Tống thực thi chính sách "Cường cán nhược chi".
Trên phương diện ngoại giao, thời Đường, Hồ-Hán dung hợp, các dân tộc phi Hán liên tiếp đến cư trú trên khắp Trung Quốc. Sau khi bước sang thời kỳ Ngũ đại Thập quốc, xuất hiện một số quốc gia ngoại tộc, như người Sa Đà kiến lập Hậu Đường, Hậu Tấn và Hậu Chu. Hay như người Khiết Đan ban đầu kiến lập Khiết Đan Quốc, sau khi nam hạ diệt Hậu Tấn thì kiến quốc triều Liêu; cũng có thể kể đến người Đảng Hạng, họ có ảnh hưởng sâu sắc đến thế cục của triều Tống sau này.
Do phương Bắc nội loạn, ngoại tộc xâm nhập, phương nam chiếm ưu thế trên phương diện nhân khẩu, kinh tế, văn hóa và khoa học-kỹ thuật so với phương bắc. Đây cũng là thời khắc mà kinh tế Hoa Nam một lần nữa vượt qua Hoa Bắc, cục diện này sau đó chưa từng lại bị đảo ngược. Thập quốc mở rộng kinh tế, xem trọng xây dựng và sửa chữa công trình thủy lợi cũng như cây trồng kinh tế, phát triển mậu dịch, sản xuất trà, dệt, đê đá sông Tiền Đường cũng được xây dựng trong thời kỳ này.
Trên phương diện văn hóa, đây là thời kỳ phát triển then chốt của thể loại văn học "từ". Thiền tông tại thời kỳ này tiến vào "kỳ toàn hưng". Thời Ngũ đại Thập quốc, người ta tiếp tục dùng mộc bản in Cửu kinh, giúp bảo tồn nhiều kinh điển Nho giáo. Trên phương diện hội họa, cả phương Bắc và phương Nam đều có chỗ độc đáo.

## Tóm tắt thông tin các nước

### Các nước được xếp vào Ngũ đại Thập quốc
| Ngũ đại   | Ngũ đại                         | Ngũ đại                              | Ngũ đại                                | Ngũ đại                                                                   | Ngũ đại                                           |
| --------- | ------------------------------- | ------------------------------------ | -------------------------------------- | ------------------------------------------------------------------------- | ------------------------------------------------- |
| Quốc gia  | Hậu Lương                       | Hậu Đường                            | Hậu Tấn                                | Hậu Hán                                                                   | Hậu Chu                                           |
| Vị thế    | Đế quốc                         | Đế quốc                              | Đế quốc                                | Đế quốc                                                                   | Đế quốc                                           |
| Thủ đô    | Biện châu Khai Phong            | Lạc Dương Hà Nam                     | Biện châu Khai Phong                   | Biện châu Khai Phong                                                      | Biện châu Khai Phong                              |
| Quân chủ  | 3 vua Chu Hoảng Chu Hữu Trinh   | 4 vua Lý Tồn Úc Lý Tòng Kha          | 2 vua Thạch Kính Đường Thạch Trọng Quý | 2 vua Lưu Tri Viễn Lưu Thừa Hựu                                           | 3 vua Quách Uy Sài Tông Huấn                      |
| Khai quốc | 3 vua Chu Hoảng Chu Hữu Trinh   | 4 vua Lý Tồn Úc Lý Tòng Kha          | 2 vua Thạch Kính Đường Thạch Trọng Quý | 2 vua Lưu Tri Viễn Lưu Thừa Hựu                                           | 3 vua Quách Uy Sài Tông Huấn                      |
| Vong quốc | 3 vua Chu Hoảng Chu Hữu Trinh   | 4 vua Lý Tồn Úc Lý Tòng Kha          | 2 vua Thạch Kính Đường Thạch Trọng Quý | 2 vua Lưu Tri Viễn Lưu Thừa Hựu                                           | 3 vua Quách Uy Sài Tông Huấn                      |
| Thành lập | 907                             | 923                                  | 936                                    | 947                                                                       | 951                                               |
| Diệt vong | 923                             | 937                                  | 946                                    | 951                                                                       | 960                                               |
| Bắt đầu   | 907, Chu Ôn soán ngôi nhà Đường | 923, Lý Tồn Úc diệt Hậu Lương        | 936, Thạch Kính Đường diệt Hậu Đường   | 947, nhân lúc quân Liêu rút về sau khi diệt Hậu Tấn, Lưu Tri Viễn xưng đế | 951, Quách Uy diệt Hậu Hán                        |
| Kết thúc  | 923, Lý Tồn Úc diệt Hậu Lương   | 936, Thạch Kính Đường diệt Hậu Đường | 946, Liêu diệt Hậu Tấn                 | 951, Quách Uy diệt Hậu Hán                                                | 960, Triệu Khuông Dẫn binh biến, Hậu Chu đầu hàng |

| Thập quốc | Thập quốc                                      | Thập quốc                                      | Thập quốc                                 | Thập quốc                                   | Thập quốc                                            |
| --------- | ---------------------------------------------- | ---------------------------------------------- | ----------------------------------------- | ------------------------------------------- | ---------------------------------------------------- |
| Quốc gia  | Ngô                                            | Nam Đường                                      | Ngô Việt                                  | Mân                                         | Nam Hán                                              |
| Vị thế    | Vương quốc Từ 927, đế quốc                     | Đế quốc                                        | Vương quốc                                | Vương quốc Từ 941, đế quốc                  | Đế quốc                                              |
| Thủ đô    | Dương châu Giang Đô                            | Thăng châu Kim Lăng                            | Hàng châu Tây phủ                         | Phúc châu Trường Lạc                        | Quảng châu Hưng Vương                                |
| Quân chủ  | 3 vua Dương Ác Dương Phổ                       | 3 vua Lý Biện Lý Dục                           | 5 vua Tiền Lưu Tiền Thục                  | 6 vua Vương Thẩm Tri Vương Diên Chính       | 4 vua Lưu Nghiễm Lưu Sưởng                           |
| Khai quốc | 3 vua Dương Ác Dương Phổ                       | 3 vua Lý Biện Lý Dục                           | 5 vua Tiền Lưu Tiền Thục                  | 6 vua Vương Thẩm Tri Vương Diên Chính       | 4 vua Lưu Nghiễm Lưu Sưởng                           |
| Vong quốc | 3 vua Dương Ác Dương Phổ                       | 3 vua Lý Biện Lý Dục                           | 5 vua Tiền Lưu Tiền Thục                  | 6 vua Vương Thẩm Tri Vương Diên Chính       | 4 vua Lưu Nghiễm Lưu Sưởng                           |
| Thành lập | 907                                            | 937                                            | 907                                       | 909                                         | 917                                                  |
| Diệt vong | 937                                            | 976                                            | 978                                       | 945                                         | 971                                                  |
| Bắt đầu   | 907, Dương Ác từ chối công nhận Hậu Lương      | 937, Lý Biện phế Dương Phổ (Ngô)               | 907, Tiền Lưu xưng thần với Hậu Lương     | 909, Vương Thẩm Tri xưng thần với Hậu Lương | 917, Lưu Nhiễm ly khai Hậu Lương, xưng đế            |
| Kết thúc  | 937, Lý Biện phế Dương Phổ, lập nước Nam Đường | 976, Tống diệt Nam Đường                       | 978, Ngô Việt đầu hàng Tống               | 945, Nam Đường diệt Mân                     | 971, Tống diệt Nam Hán                               |
| Quốc gia  | Tiền Thục                                      | Hậu Thục                                       | Kinh Nam                                  | Mã Sở                                       | Bắc Hán                                              |
| Vị thế    | Đế quốc                                        | Đế quốc                                        | Vương quốc                                | Vương quốc                                  | Đế quốc                                              |
| Thủ đô    | Thành Đô phủ                                   | Thành Đô phủ                                   | Giang Lăng phủ                            | Trường Sa                                   | Thái Nguyên phủ                                      |
| Quân chủ  | 2 vua Vương Kiến Vương Diễn                    | 2 vua Mạnh Tri Tường Mạnh Sưởng                | 5 vua Cao Quý Hưng Cao Kế Xung            | 6 vua Mã Ân Mã Hy Sùng                      | 4 vua Lưu Sùng Lưu Kế Nguyên                         |
| Khai quốc | 2 vua Vương Kiến Vương Diễn                    | 2 vua Mạnh Tri Tường Mạnh Sưởng                | 5 vua Cao Quý Hưng Cao Kế Xung            | 6 vua Mã Ân Mã Hy Sùng                      | 4 vua Lưu Sùng Lưu Kế Nguyên                         |
| Vong quốc | 2 vua Vương Kiến Vương Diễn                    | 2 vua Mạnh Tri Tường Mạnh Sưởng                | 5 vua Cao Quý Hưng Cao Kế Xung            | 6 vua Mã Ân Mã Hy Sùng                      | 4 vua Lưu Sùng Lưu Kế Nguyên                         |
| Thành lập | 907                                            | 934                                            | 924                                       | 907                                         | 951                                                  |
| Diệt vong | 925                                            | 965                                            | 963                                       | 951                                         | 979                                                  |
| Bắt đầu   | 907, Vương Kiến xưng đế                        | 934, Mạnh Tri Tường ly khai Hậu Đường, xưng đế | 924, Cao Quý Hưng xưng thần với Hậu Đường | 907, Mã Ân xưng thần với Hậu Lương          | 951, Quách Uy soán Hậu Hán, Lưu Sùng tuyên bố kế tục |
| Kết thúc  | 925, Hậu Đường diệt Tiền Thục                  | 965, Tống diệt Hậu Thục                        | 978, Kinh Nam đầu hàng Tống               | 951, Sở đầu hàng Nam Đường                  | 979, Tống diệt Bắc Hán                               |

### Các tiểu quốc và phiên trấn khác
| Tiểu quốc (ngoài Thập quốc) | Tiểu quốc (ngoài Thập quốc)              | Tiểu quốc (ngoài Thập quốc)                                  | Tiểu quốc (ngoài Thập quốc)                                                                       | Tiểu quốc (ngoài Thập quốc)                                             | Tiểu quốc (ngoài Thập quốc)                                                             |
| --------------------------- | ---------------------------------------- | ------------------------------------------------------------ | ------------------------------------------------------------------------------------------------- | ----------------------------------------------------------------------- | --------------------------------------------------------------------------------------- |
| Quốc gia                    | Yên                                      | Triệu                                                        | Kỳ                                                                                                | Tấn                                                                     | Ân                                                                                      |
| Vị thế                      | Đế quốc                                  | Vương quốc                                                   | Vương quốc                                                                                        | Vương quốc                                                              | Đế quốc                                                                                 |
| Thủ đô                      | U châu                                   | Chính Định                                                   | Phượng Tường                                                                                      | Thái Nguyên                                                             | Kiến Châu                                                                               |
| Quân chủ                    | 1 vua Lưu Thủ Quang                      | 1 vua Vương Dung                                             | 1 vua Lý Mậu Trinh                                                                                | 2 vua Lý Khắc Dụng Lý Tồn Úc                                            | 1 vua Vương Diên Chính                                                                  |
| Khai quốc                   | 1 vua Lưu Thủ Quang                      | 1 vua Vương Dung                                             | 1 vua Lý Mậu Trinh                                                                                | 2 vua Lý Khắc Dụng Lý Tồn Úc                                            | 1 vua Vương Diên Chính                                                                  |
| Vong quốc                   | 1 vua Lưu Thủ Quang                      | 1 vua Vương Dung                                             | 1 vua Lý Mậu Trinh                                                                                | 2 vua Lý Khắc Dụng Lý Tồn Úc                                            | 1 vua Vương Diên Chính                                                                  |
| Thành lập                   | 911                                      | 910                                                          | 907                                                                                               | 907                                                                     | 943                                                                                     |
| Diệt vong                   | 914                                      | 921                                                          | 924                                                                                               | 923                                                                     | 945                                                                                     |
| Bắt đầu                     | 911, Lưu Thủ Quang ly khai nhà Hậu Lương | 910, Vương Dung li khai Hậu Lương, chuyển sang thần phục Tấn | 907, Lý Mậu Trinh li khai Hậu Lương                                                               | 907, Lý Khắc Dụng từ chối công nhận Hậu Lương                           | 943, Vương Diên Chính ly khai nước Mân                                                  |
| Kết thúc                    | 914, Tấn diệt Yên                        | 921, Tấn diệt Triệu                                          | 924, Lý Mậu Trinh mất. Con trai là Lý Tùng Nghiễm thần phục nước Hậu Đường do Lý Tồn Úc thành lập | 923, Lý Tồn Úc diệt Hậu Lương, cải quốc hiệu là Đường, lập ra Hậu Đường | 945, Vương Diên Chính cải quốc hiệu lại thành Mân nhưng bị Nam Đường tiêu diệt cùng năm |

| Phiên trấn | Phiên trấn                                                                 | Phiên trấn                                        | Phiên trấn                                                          | Phiên trấn                                   | Phiên trấn                                               |
| ---------- | -------------------------------------------------------------------------- | ------------------------------------------------- | ------------------------------------------------------------------- | -------------------------------------------- | -------------------------------------------------------- |
| Quốc gia   | Nghĩa Vũ                                                                   | Quy Nghĩa                                         | Định Nan                                                            | Thanh Nguyên                                 | Vũ Bình                                                  |
| Vị thế     | Phiên trấn                                                                 | Phiên trấn                                        | Phiên trấn                                                          | Phiên trấn                                   | Phiên trấn                                               |
| Thủ đô     | Định châu, Hà Bắc                                                          | Sa châu (nay thuộc Đôn Hoàng, Cam Túc)            | Hạ châu (nay gần Tĩnh Biên, Thiểm Tây)                              | Tuyền châu, Phúc Kiến                        | Lãng châu (nay thuộc Thường Đức, Hồ Nam)                 |
| Tiết độ sứ | 4 tiết độ sứ Vương Xử Tồn Vương Đô                                         | 13 tiết độ sứ Trương Nghĩa Triều Tào Hiền Thuận   | 13 tiết độ sứ Lý Tư Cung Lý Nguyên Hạo                              | 4 tiết độ sứ Lưu Tùng Hiệu Trần Hồng Tiến    | 4 tiết độ sứ Lưu Ngôn Chu Bảo Quyền                      |
| Đầu tiên   | 4 tiết độ sứ Vương Xử Tồn Vương Đô                                         | 13 tiết độ sứ Trương Nghĩa Triều Tào Hiền Thuận   | 13 tiết độ sứ Lý Tư Cung Lý Nguyên Hạo                              | 4 tiết độ sứ Lưu Tùng Hiệu Trần Hồng Tiến    | 4 tiết độ sứ Lưu Ngôn Chu Bảo Quyền                      |
| Cuối cùng  | 4 tiết độ sứ Vương Xử Tồn Vương Đô                                         | 13 tiết độ sứ Trương Nghĩa Triều Tào Hiền Thuận   | 13 tiết độ sứ Lý Tư Cung Lý Nguyên Hạo                              | 4 tiết độ sứ Lưu Tùng Hiệu Trần Hồng Tiến    | 4 tiết độ sứ Lưu Ngôn Chu Bảo Quyền                      |
| Thành lập  | 879                                                                        | 851                                               | 881                                                                 | 949                                          | 951                                                      |
| Diệt vong  | 929                                                                        | 1036                                              | 1038                                                                | 978                                          | 963                                                      |
| Bắt đầu    | 879, Vương Xử Tồn tham gia chống loạn Hoàng Sào, cát cứ tại khu vực Hà Bắc | 851, Trương Nghĩa Triều được phong làm tiết độ xứ | 881, Thác Bạc Tư Cung được phong làm tiết độ xứ, sau được ban họ Lý | 949, Lưu Tùng Hiệu được phong làm tiết độ xứ | 951, Lưu Ngôn đoạt đất sau khi Nam Đường tiêu diệt Mã Sở |
| Kết thúc   | 929, Vương Đô bị Lý Tự Nguyên (Hậu Lương) tiêu diệt                        | 1036, Tào Hiền Thuận đầu hàng Lý Nguyên Hạo       | 1038, Lý Nguyên Hạo xưng đế, lập quốc Tây Hạ                        | 978, Trần Hồng Tiến đầu hàng Tống            | 963, Chu Bảo Quyền đầu hàng Tống                         |

## Lịch sử

### Triều Đường diệt vong

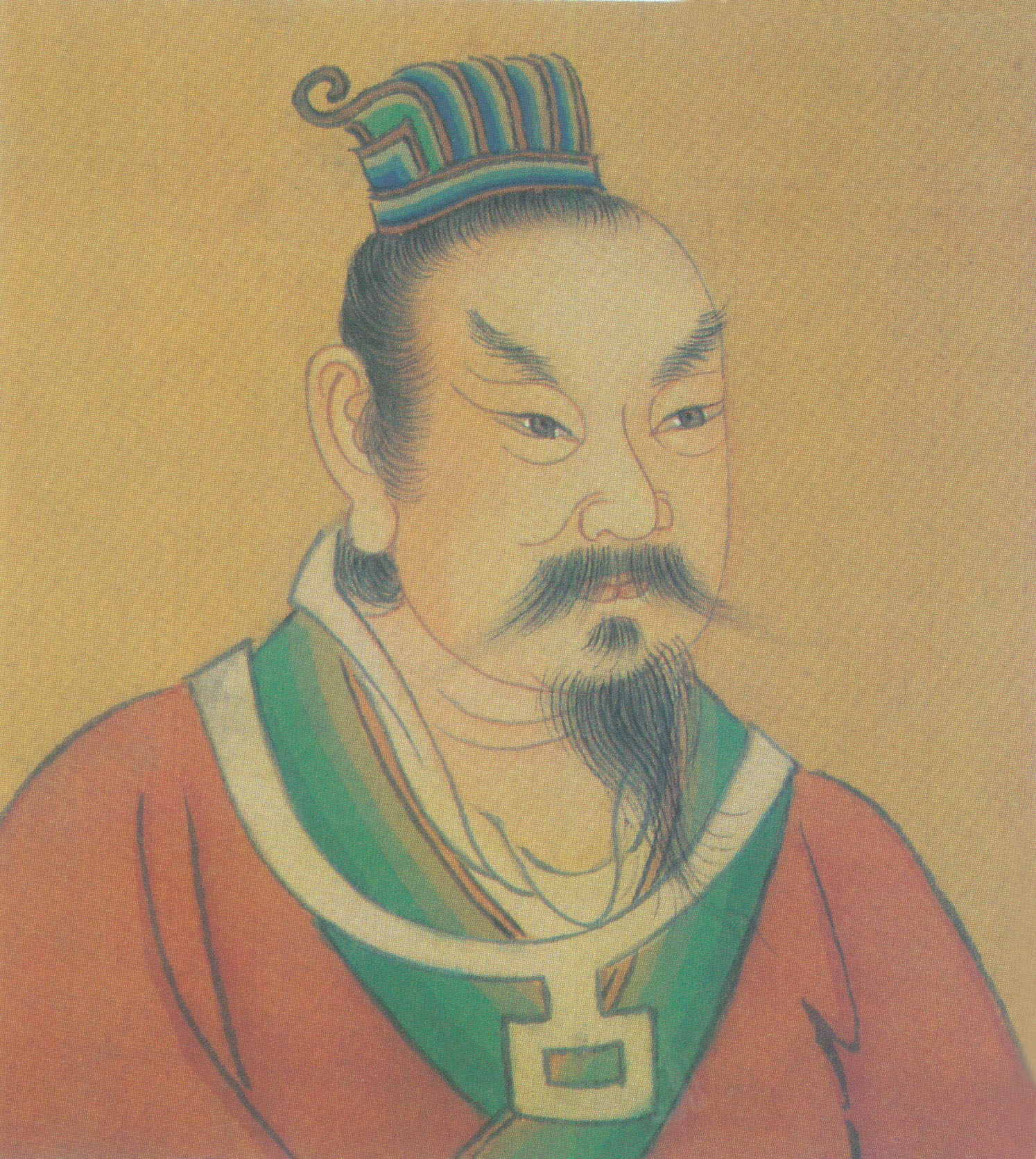
Hậu Lương Thái Tổ Chu Ôn soán vị triều Đường

Từ sau loạn An Sử, Đại Đường liên tục xuất hiện rất nhiều phiên trấn không chịu sự khống chế Tuy nhiên, đến thời Đường Hiến Tông, các phiên trấn gần như thần phục, song nhìn chung vào trung hậu kỳ triều Đường, hoạn quan chuyên chính, đảng tranh và không có cách loại trừ bỏ căn nguyên vấn đề phiên trấn. Do vùng Hà Bắc bị phiên trấn khống chế, Trung Nguyên chiến loạn không kham nổi, triều đình Đường phải dựa vào của cải của vùng Giang Nam. Tuy nhiên, trong biến Bàng Huân và loạn Hoàng Sào, vùng Giang Nam lại bị phá hoại, ảnh hưởng nghiêm trọng đến thu nhập kinh tế của triều đình Đường, triều Đường dần đi đến chỗ diệt vong. Vào hậu kỳ triều Đường, xuất hiện ba phiên trấn trọng yếu: người Sa Đà Lý Quốc Xương (nguyên danh Chu Da Xích Tâm) do có công bình loạn nên được thụ phong là Hà Đông tiết độ sứ, trị sở tại Thái Nguyên; nguyên bộ tướng của Hoàng Sào là Chu Toàn Trung (nguyên danh Chu Ôn) do có công bình loạn nên được thụ phong Tuyên Vũ tiết độ sứ, trị sở tại Biện châu- nay thuộc Khai Phong, Hà Nam; Phượng Tường tiết độ sứ Lý Mậu Trinh (sau phong Kì vương) là thế lực phiên trấn lớn mạnh ở vùng Quan Trung, đương thời thường uy hiếp triều đình. Sau khi Hoàng Sào bị tiêu diệt, hàng tướng Tần Tông Quyền của Hoàng Sào vẫn tiếp tục nổi dậy, suất quân từ Trung Nguyên đánh cướp tứ xứ, từng công hãm Đông Đô (nay là Lạc Dương), tạo thành cục diện "Cực mục thiên lý, vô phục yên hỏa" (Nhìn xa nghìn lý không thấy dấu vết khói lửa). Loạn lan đến khu vực Lưỡng Hoài-Giang Nam, quần hùng địa phương vùng lên kháng địch, trong số Thập quốc thì Ngô và Sở kiến lập theo cách này. Đến thời Đường Chiêu Tông, nhờ nỗ lực của Chu Toàn Trung, loạn Tần Tông Quyền mới chấm dứt.
Ba cánh phiên trấn có ảnh hưởng lớn đối với triều Đường vào hậu kỳ, chính trị đầu thời Ngũ đại là Chu Toàn Trung (Lương), Lý Khắc Dụng (Tấn) và Lý Mậu Trinh (Kỳ). Tử tôn và bộ thuộc của Lý Khắc Dụng trở thành quân chủ Hậu Đường, Hậu Tấn và Hậu Hán. Lý Khắc Dụng và Chu Toàn Trung vốn đã không hợp, hai bên đấu tranh không ngừng cả trên triều đình lẫn dưới phiên trấn. Chu Toàn Trung lợi dụng thế lực trong triều mà đả áp Lý Khắc Dụng, đồng thời thừa cơ uy phục các phiên trấn ở Hà Bắc, thôn tính lãnh địa của Hà Trung quân, Truy Thanh quân và các trấn khác. Việc mở rộng địa bàn khiến cho thế lực của Chu Toàn Trung vượt lên rõ rệt so với Lý Khắc Dụng. Tuy nhiên, khi Lý Mậu Trinh uy hiếp triều đình Đường ở Quan Trung, song vì Lý Khắc Dụng và Chu Toàn Trung can thiệp nên ông ta thất bại. Năm 888, sau khi Đường Chiêu Tông kế vị, tể tướng Thôi Dận và hoạn quan Hàn Toàn Hối (韓全誨) tranh quyền. Đường Chiêu Tông bị Hàn Toàn Hối quản thúc, Thôi Dận khẩn cấp kêu gọi Chu Toàn Trung đến cứu viện. Hàn Toàn Hối buộc Đường Chiêu Tông đến chỗ Lý Mậu Trinh, Chu Toàn Trung suất quân vây khốn Phượng Tường. Năm sau, quân Phượng Tường cạn lương thảo, Lý Mậu Trinh giết Hàn Toàn Hối và các hoạn quan cấp cao khác, hòa giải với Chu Toàn Trung. Chu Toàn Trung thừa cơ nắm giữ đại quyền, khống chế triều đình, còn đồ sát vài trăm hoạn quan, phái binh khống chế Trường An. Thôi Dận sau đó hối hận, có ý muốn thoát khỏi sự uy hiếp của Chu Toàn Trung, ngầm triệu mộ lục quân thập nhị vệ, song bị tai mắt của Chu Toàn Trung ở Trường An phát giác. Năm 904, Chu Toàn Trung giết Thôi Dận, bức bách Đường Chiêu Tông thiên đô đến Lạc Dương, đến tháng 8 cùng năm thì giết Đường Chiêu Tông và lập hoàng tử Lý Chúc làm hoàng đế, tức Đường Ai Đế. Chu Toàn Trung ban đầu muốn sau khi thống nhất Thiên hạ sẽ đoạt vị, song do cuộc chinh phục Hoài Nam kết thúc trong thất bại, đến năm 907, Chu Toàn Trung bức bách Đường Ai Đế thiện nhượng, triều Đường diệt vong, bắt đầu thời kỳ Ngũ đại Thập quốc. Chu Toàn Trung đổi tên thành Chu Hoảng, kiến quốc Hậu Lương, tức Hậu Lương Thái Tổ, cuối cùng định đô tại Biện châu.

### Hậu Lương cải cách, Lương-Tấn đối lập
Tuy nhiên, các triều Ngũ đại chỉ có thể khống chế khu vực Trung Nguyên và Quan Trung, song không giống với tình trạng phiên trấn chung một chủ thời Đường, phạm vi thế lực chủ yếu của Ngũ đại không vượt ra khỏi khu vực Hoa Bắc, chỉ có thể nói là triều đình kiểu phiên trấn. Sau khi triều Đường diệt vong, có phiên trấn tôn Ngũ đại là tông chủ, một số vẫn còn ủng hộ Đường thất, họ cố thủ bảo toàn ranh giới hoặc xưng đế tranh thiên hạ. Bất chấp sách lược đối ngoại có thế nào, các phiên trấn này đều độc lập tự chủ, trong đó có 10 quốc gia đại diện xuất hiện không đồng thời, sử gọi là Thập quốc. Ở phương Bắc, quy phục Hậu Lương có thể kể đến như Nghĩa Vũ quân của Bắc Bình vương Vương Xử Trực, Thành Đức quân của Triệu vương Vương Dung; các phiên trấn bán độc lập gồm: Phượng Tường quân (nước Kỳ) của Lý Mậu Trinh, Lô Long quân (nước Yên của Lưu Nhân Cung, Hà Đông quân (nước Tấn) của Lý Khắc Dụng. Ở đất Thục, Tây Xuyên tiết độ sứ Vương Kiến kiến lập nước Tiền Thục. Tại vùng Hồ-Quảng; Kinh Nam tiết độ sứ Cao Quý Hưng chiếm cứ khu vực Giang Lăng, sang thời Hậu Đường thì kiến lập nước Kinh Nam; ở Hồ Nam, Vũ An tiết độ sứ Mã Ân kiến lập nước Sở; ở vùng Lưỡng Quảng (Lĩnh Nam), có Thanh Hải tiết độ sứ Lưu Ẩn, sau khi Lưu Nghiễm kế nhiệm thì lập nước Nam Hán. Tại Giang Nam, Hoài Nam tiết độ sứ Dương Hành Mật chiếm cứ đất Ngô ở Lưỡng Hoài, sau kiến lập nước Ngô; ở Chiết Giang, Tiền Lưu kiến lập nước Ngô Việt; ở Phúc Kiến, Vương Thẩm Tri kiến lập nước Mân. Ngoài ra, ở Giao Chỉ, Tĩnh Hải quân tiết độ sứ Khúc Thừa Dụ tự lập, trong lịch sử Việt Nam gọi là họ Khúc, khởi đầu việc Việt Nam thoát ly khỏi lịch sử Trung Quốc. Người Đảng Hạng hợp thành Định Nan quân, cát cứ tự lập ở Hạ châu thuộc Thiểm Bắc. Ở Qua châu thuộc Hà Tây, Quy Nghĩa quân từng lập nên Kim Sơn Quốc.

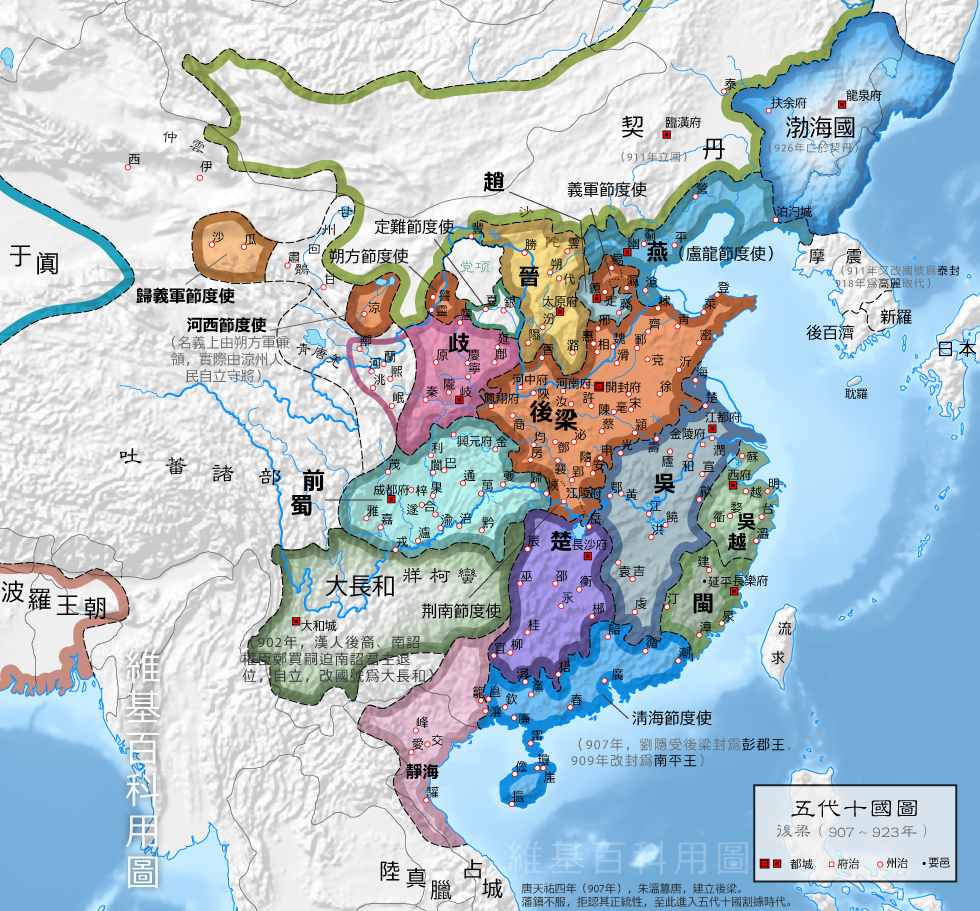
Thời nhà Hậu Lương (907-923)
Bột Hải Quốc (渤海國)
Yên (燕)
Tấn (晉), tiền thân của Hậu Đường
Triệu (趙)
Kỳ (岐)
Hậu Lương (後梁)
Tiền Thục (前蜀)
Ngô (吳)
Ngô Việt (吳越)
Mân (閩)
Sở (楚)
Đại Trường Hòa (大長和)
Nam Hán (南漢)
Tĩnh Hải quân tiết độ sứ (靜海軍節度使)

Hậu Lương Thái Tổ tiến hành không ít các cải cách mạnh mẽ nhằm chống lại những điều tiêu cực vào hậu kỳ triều Đường, ngoài ra ông còn rất chán ghét hoạn quan, từng cự tuyệt các hoạn quan từ phương Nam đến kinh thành tị nạn  giết chết hoặc áp bức quan viên cao cấp triều Đường, song sử dụng những sĩ nhân "thất ý" như Lý Chấn, Kính Tường, còn nghe theo kiến nghị của Lý Chấn mà đồ sát 30 danh cao quan như tể tướng Bùi Xu, Thôi Viễn, sử gọi là Bạch Mã chi họa. Các sĩ nhân này trọng thực tế và khinh danh nghĩa, là đại biểu cho các nhân vật chính trị thời Ngũ đại Thập quốc. Trên phương diện kinh tế, Hậu Lương xem trọng phát triển nông nghiệp, giảm nhẹ thuế má. Trên phương diện quân sự, Hậu Lương rất nghiêm nhặt, nếu như tướng chiến tử, binh sĩ dưới quyền đều bị chém đầu, xưng là "bạt đội trảm". Tuy nhiên vào những năm cuối, Hậu Lương Thái Tổ hoang dâm vô độ, thậm chí trái với luân lý, thường triệu thê của các con vào cung để hầu hạ. Trên phương diện ngoại giao, những năm đầu Hậu Lương lập quốc, hầu như tất cả các quốc gia và phiên trấn đều tuyên bố thần phục, chỉ có Tấn, Kỳ, Tiền Thục, và Ngô là đối địch với Hậu Lương, dùng niên hiệu cũ của triều Đường nhằm thể hiện tôn thờ Đường thất. Trong đó, nước Tấn của Lý Khắc Dụng là tử địch của Hậu Lương Thái Tổ, sau khi khai quốc, Hậu Lương Thái Tổ liền bắc phạt đánh Tấn, tại Lộ châu (nay thuộc Trường Trị, Sơn Tây) lâm vào thế ngang ngửa với Lý Khắc Dụng, sử gọi là chiến dịch Lộ châu. Sau khi Lý Khắc Dụng qua đời do lo âu và kiệt sức, con ông là Lý Tồn Úc giành được thắng lợi với sự phụ tá của Lý Khắc Ninh và Trương Thừa Nghiệp. Năm 910, Hậu Lương Thái Tổ nghi ngờ Thành Đức quân và Tấn bí mật liên kết, vì thế suất quân tiến đánh, khiến Thành Đức tiết độ sứ Vương Dung và Nghĩa Vũ tiết độ sứ Vương Xử Trực quay sang với Lý Tồn Úc. Lý Tồn Úc suất quân đến Bách Hương, đánh tan quân Hậu Lương, cứu viện thành công Thành Đức quân, còn nguyên khí quân Hậu Lương tổn hao nặng nề, sử gọi là trận Bách Hương. Ở xa hơn về phía bắc, Lưu Thủ Quang là người tàn bạo, cũng là một địch thủ mạnh của Tấn. Năm 909, Lưu Thủ Quang được Hậu Lương Thái Tổ phong làm Yên vương, ba năm sau, Lưu Thủ Quang xưng đế, kiến lập nước Yên. Năm sau, Lý Tồn Úc phái Chu Đức Uy tiến đánh Lưu Thủ Quang, Hậu Lương Thái Tổ tự suất quân cứu viện cho Lưu Thủ Quang, song bị quân Tấn đánh tan. Cuối cùng, đến mùa đông năm 903, U châu thất thủ, Lưu Thủ Quang sau đó bị quân Tấn bắt giữ.
Sau khi chiến bại, Hậu Lương Thái Tổ triệt thoái về Lạc Dương, sau lâm bệnh nặng, thứ tử Chu Hữu Khuê bất mãn vì phụ hoàng có ý muốn lập con nuôi là Chu Hữu Văn làm thái tử, nên thừa cơ sát hại phụ hoàng rồi kế vị. Tuy nhiên, Chu Hữu Khuê hoang dâm vô độ, không được lòng người, đến năm 913 thì em trai là Chu Hữu Trinh liên hiệp với Thiên Hùng (tức Ngụy Bác) tiết độ sứ Dương Sư Hậu tiến đánh đoạt vị. Sau khi Dương Sư Hậu qua đời, các phiên trấn ở Hà Bắc như Thiên Hùng quân liên tiếp quy phục Tấn. Năm 916, tại Ngụy châu, quân Hậu Lương thảm bại trước quân Tấn, biên cương phía bắc của Hậu Lương chỉ có thể cố gắng duy trì tại bờ nam Hoàng Hà. Năm 918, Lý Tồn Úc lại suất quân nam chinh, đối kháng với quân Hậu Lương ở khu vực Bộc châu. Quân Hậu Lương lại thảm bại, song tướng Tấn Chu Đức Uy cũng chiến tử, chiến tranh Lương-Tấn sau đó bước vào một thời kỳ yên lặng. Năm 921, Trương Văn Lễ giết Thành Đức tiết độ sứ Vương Dung, khống chế Thành Đức quân, liên hiệp với Khiết Đan Quốc và Hậu Lương để đối kháng với Tấn. Tuy nhiên, Lý Tồn Úc suất quân đến Trấn châu (trị sở nay thuộc huyện Chính Định, Hà Bắc), đánh tan liên quân Triệu-Lương, lại đoạt được Hà Bắc tam trấn. Ngày Kỷ Tị (25) tháng 4 năm Quý Mùi (13 tháng 5 năm 923), Lý Tồn Úc xưng đế, tức Hậu Đường Trang Tông, kiến lập Hậu Đường, không lâu sau lại tiến hành nam chinh. Tướng Hậu Lương là Vương Ngạn Chương chọn phương thức khiên chế ở Vận châu (nay thuộc Đông Bình, Sơn Đông), ngăn chặn thành công quân Hậu Đường ở phụ cận Dương Lưu (nay thuộc Đông A, Sơn Đông). Hai bên lâm vào thế bế tắc trong một thời gian dài, quân Hậu Đường không có đủ quân lương, có ý triệt thoái. Tuy nhiên, trong triều đình Hậu Lương, Triệu Nham và Trương Hán Kiệt tiến sàm ngôn, khiến Vương Ngạn Chương bị triệu về, Hậu Đường Trang Tông lại suất quân qua Vận châu, đến tiến công Biện châu đang không được phòng bị. Ngày Mậu Dần tháng 10 (tức 18 tháng 11 năm 923), Chu Hữu Trinh thấy không đối phó nổi nên cùng với hoàng hậu tự sát, Hậu Lương diệt vong.

### Hậu Đường mở đất và nội loạn

Hậu Đường Trang Tông Lý Tồn Úc diệt Hậu Lương, kiến lập Hậu Đường. Trong thời gian tại vị, quốc lực cường thịnh.

Sau khi tiêu diệt Hậu Lương, Hậu Đường Trang Tông định đô tại Lạc Dương. Đương thời, Hà Bắc tam trấn đã được bình định, quốc lực Hậu Đường cường thịnh. Nước Kỳ của Lý Mậu Trinh xưng thần với Hậu Đường, Hậu Đường Trang Tông phong Lý Mậu Trinh là Kỳ vương. Năm 924, Lý Mậu Trinh qua đời, Hậu Đường Trang Tông bổ nhiệm con trưởng của mình là Lý Kế Ngập giữ chức Phượng Tường tiết độ sứ, thôn tính nước Kỳ. Sau khi kiến quốc, Vương Kiến tại Thục chú trọng vào việc cày cấy, trồng dâu nuôi tằm, tăng cường thủy lợi, Tiền Thục về mặt kinh tế và quân sự đều rất cường thịnh. Tuy nhiên, sau khi Vương Kiến qua đời vào năm 918, con là Vương Diễn lại xa xỉ vô độ, tàn bạo ngu tối. Năm 925, Hậu Đường Trang Tông phái Quách Sùng Thao và Lý Kế Ngập suất quân đánh chiếm Thành Đô, Vương Diễn đầu hàng vào ngày Bính Thìn tháng 11 (15 tháng 12), Tiền Thục diệt vong.
Mặc dù đối ngoại cường thịnh, song mâu thuẫn nội bộ Hậu Đường lại ngày càng lớn. Sau khi Hậu Đường Trang Tông định đô ở Lạc Dương, ông chiêu hồi hoạn quan về đảm nhiệm các chức vụ trọng yếu, tin dùng nhóm người bảo thủ như Lý Tập Cát, gần như tương đồng với nền chính trị hậu kỳ triều Đường, triều chính ngày càng bại hoại. Hậu Đường Trang Tông tự nhận định cơ nghiệp đã vững vàng, không chuyên tâm triều chính, tứ tình túng dục, tự dùng nghệ danh "Lý Thiên Hạ", tin dùng đám người như linh nhân Kính Tân Ma, linh quan Cảnh Tiến. Đương thời, quân đội có quy mô lớn, quốc khố eo hẹp, song Lưu hoàng hậu can dự việc triều chính, tham lam yêu tiền bạc, đưa một nửa số thuế thu được đến hậu cung, khiến triều đình phải giảm bớt quân lương để chi cho các khoản khác, do vậy mà xuất hiện tâm lý bất mãn, sau khi chinh phục được Tiền Thục thì quân Hậu Đường tiến hành binh biến.
Sau khi Quách Sùng Thao hoàn thành nhiệm vụ tiêu diệt Tiền Thục, Lý Kế Ngập cảm thấy bất mãn do không được tham dự sâu vào quân vụ. Lý Kế Ngập mật báo với triều đình, có ý muốn hãm hại Quách Sùng Thao. Hậu Đường Trang Tông có ý điều tra trước rồi sau mới quyết định, song Lý hoàng hậu tự ý mệnh cho Lý Kế Ngập xử tử Quách Sùng Thao. Năm 926, Quách Sùng Thao bị giết, quân Đường lòng quân tan tác, xảy ra binh biến khắp nơi. Lưu hoàng hậu không muốn đem của cải của mình ra để lạo quân, khiến tình hình càng thêm tồi tệ. Không lâu sau, binh lính Ngụy Bác quân do Triệu Tại Lễ suất lĩnh nổi dậy ở Ngụy châu (nay thuộc Đại Danh, Hà Bắc), Hậu Đường cho Lý Chiêu Vinh đi trấn áp song thất bại, Hậu Đường Trang Tông buộc phải phái Lý Tự Nguyên đem quân đi bình định. Tại Ngụy châu, Lý Tự Nguyên nhận được sự ủng hộ của bộ chúng và loạn quân, quay sang đem quân tiến về phía nam đánh lại Hậu Đường Trang Tông. Quân Hậu Đường ở các nơi không muốn tác chiến vì Hậu Đường Trang Tông, Biện châu và Lạc Dương liên tiếp bị chiếm, Hậu Đường Trang Tông bị tên lạc giết chết trong cảnh nội loạn. Sau khi tiến vào Lạc Dương, Lý Tự Nguyên đồ sát các quan lại và xưng đế, tức Hậu Đường Minh Tông, Lý Kế Ngập tự sát ở Trường An.
Trong thời gian chấp chính, Hậu Đường Minh Tông trừ bỏ các tệ chính dưới thời Hậu Đường Trang Tông, triều chính dần ổn định. Ông diệt trừ hoạn quan, tin dùng sĩ nhân; triệt tiêu không ít cơ quan dư thừa, thiết lập cơ quan tài chính như tam ty; đề xướng tiết kiệm, củng cố thủy lợi, quan tâm đến nỗi thống khổ của bách tính; tăng cường quân lực trung ương, kiến lập thị vệ thân quân để áp chế phiên trấn. Đây là một giai đoạn ổn định hiếm thấy vào thời Ngũ đại, sử gia nhận định Hậu Đường Minh Tông là minh quân chỉ đứng sau Hậu Chu Thế Tông vào thời Ngũ đại, một số chế độ do ông lập ra sau được triều Tống kế thừa. Song đến những năm cuối Triều đại của Hậu Đường Minh Tông, Hậu Đường lại xảy ra tình trạng nội loạn. Năm 933, Hậu Đường Minh Tông lâm trọng bệnh, con là Lý Tòng Vinh đoạt vị rồi bị giết chết, ấu tử là Lý Tòng Hậu kế vị, tức Hậu Đường Mẫn Đế. Đương thời, hai vị đại tướng của Hậu Đường Minh Tông: con nuôi Lý Tòng Kha nhậm chức Phượng Tường tiết độ sứ, con rể Thạch Kính Đường nhậm chức Hà Đông tiết độ sứ, đều có binh lực hùng mạnh. Tể tướng Chu Hoằng Chiêu, Phùng Bản chủ trương tước bỏ binh quyền của các tiết độ sứ, song lại châm ngòi cho binh biến. Năm 934, Lý Tòng Kha đem quân tiến đến Lạc Dương, Hậu Đường Mẫn Đế bị Thạch Kính Đường bắt giữ trên đường chạy đến Ngụy châu, cuối cùng bị Lý Tòng Kha giết. Lý Tòng Kha xưng đế, tức Hậu Đường Mạt Đế. Trong lúc Trung Nguyên có rối loạn, xảy ra sự kiện Hậu Thục độc lập. Nguyên do là sau khi Tiền Thục diệt vong, Hậu Đường Trang Tông bổ nhiệm Mạnh Tri Tường làm Tây Xuyên tiết độ sứ, không lâu sau Hậu Đường Minh Tông đoạt vị, Mạnh Tri Tường luyện binh để thực hiện ý đồ độc lập. Năm 932, sau khi thôn tính Đông Xuyên quân của Đổng Chương, Mạnh Tri Tường được Hậu Đường Minh Tông phong làm Thục vương, đến khi Hậu Đường Mạt Đế phát động nội loạn, Mạnh Tri Tường xưng đế, kiến quốc Hậu Thục. Cùng năm đó, Mạnh Tri Tường qua đời, con là Mạnh Sưởng kế vị. Mạnh Sưởng cai trị tốt đẹp, lãnh thổ được mở rộng, Hậu Thục duy trì cục diện hòa bình trong vòng 30 năm.

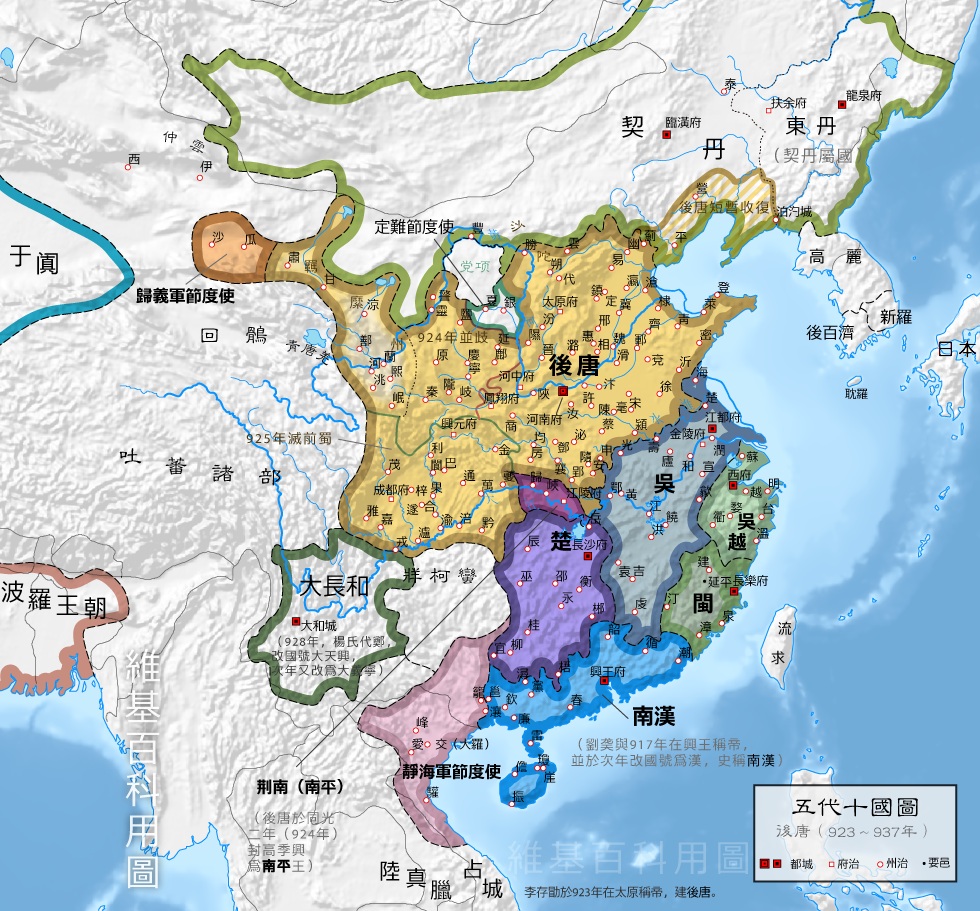
Thời nhà Hậu Đường (923-936)
nhà Hậu Đường
Ngô (吳)
Ngô Việt (吳越)
Mân (閩)
Sở (楚)
Nam Hán (南漢)
Tĩnh Hải quân tiết độ sứ (靜海軍節度使)
Kinh Nam (荆南)

Ngay từ thời Hậu Đường Minh Tông, Hậu Đường Mạt Đế và Thạch Kính Đường đã phân bì không hợp tác. Sau khi Hậu Đường Mạt Đế kế vị, ông rất nghi kị Thạch Kính Đường, Thạch Kính Đường lo sợ và trong lòng có ý muốn vùng dậy. Năm 926, Hậu Đường Mạt Đế điều nhiệm Thạch Kính Đường đến Thiên Bình quân, lại mệnh cho Trương Kính Đạt và Dương Quang Viễn suất quân hối thúc. Thạch Kính Đường nghe theo kiến nghị của Tang Duy Hàn và Lưu Tri Viễn, quyết định mượn binh Khiết Đan Quốc để nổi dậy, còn xưng là "con" với Liêu Thái Tông Da Luật Đức Quang, xin cắt nhượng Yên Vân thập lục châu cho người Khiết Đan. mỗi năm dâng tặng 30 vạn thất lụa. Trương Kính Đạt nghe tin về vụ nổi dậy, liền suất quân vây đánh thành Thái Nguyên, Thạch Kính Đường kiên trì cố thủ. Đương thời, Lô Long quân của Triệu Đức Quân và quốc chủ Khiết Đan Da Luật Đức Quang có ý hợp tác cùng thôn tính Trung Nguyên, Thạch Kính Đường hết sức lo sợ, lập tức lệnh cho Tang Duy Hàn đến gặp Da Luật Đức Quang. Tang Duy Hàn quỳ gối trước trướng của người Khiết Đan, ra sức cầu xin, khiến Da Luật Đức Quang từ bỏ kế hoạch hợp tác với Triệu Đức Quân. Da Luật Đức Quang suất quân giải vây cho Thạch Kính Đường, trợ giúp Thạch Kính Đường kiến quốc Hậu Tấn tại Thái Nguyên, tức Hậu Tấn Cao Tổ. Năm 937, quân Hậu Tấn và quân Khiết Đan tiến về phía nam, Dương Quang Viễn, Triệu Đức Quân và các trấn khác liên tiếp đầu hàng. Quân Hậu Tấn tự mình đánh Lạc Dương, Hậu Đường Mạt Đế phóng hỏa tự sát, Hậu Đường diệt vong. Hậu Tấn Cao Tổ định đô ở Biện châu, và cắt nhượng Yên Vân thập lục châu cho Khiết Đan Quốc theo cam kết trước đây, và từ đó Khiết Đan Quốc có ảnh hưởng rất lớn đối với Ngũ đại.

### Giang Nam khuếch trương
Đến thời Hậu Tấn, quốc lực Ngũ đại không còn được như trước, đương thời thường bị Khiết Đan Quốc uy hiếp. Ở Giang Nam, Ngô và hậu kế Nam Đường có quốc thế cường thịnh, họ lựa chọn sách lược liên hiệp với Khiết Đan Quốc ở phương bắc để hạn chế Ngũ đại, nhiều lần tiến đánh các nước xung quanh, thế lực càng lớn thêm, trở thành một mối uy hiếp lớn đối với Vương triều Trung Nguyên. Nước Ngô vốn do Hoài Nam tiết độ sứ Dương Hành Mật đặt nền móng, ngay từ loạn Tần Tông Quyền, bộ thuộc của Tần Tông Quyền là Tất Sư Đạc đã đem quân đánh Dương châu, Dương Hành Mật phát triển thế lực cát cứ trong quá trình kháng địch, cuối cùng kiến lập nước Ngô. Năm 902, Dương Hành Mật được triều đình Đường phong làm Ngô vương, kiến đô ở Quảng Lăng, gọi là Giang Đô phủ. Trong thời gian chấp chính, Dương Hành Mật khuyến khích cày cấy và trồng dâu nuôi tằm, ổn định kinh tế, khiến khu vực Giang Hoài dần phục hồi. Về mặt đối ngoại, Dương Hành Mật lại ủng hộ Đường thất, đối địch với Tuyên Vũ quân của Chu Toàn Trung (sau là Hậu Lương Thái Tổ). Năm 905, Dương Hành Mật qua đời, con là Dương Ác kế vị. Năm sau, Chung Truyền ở vùng Giang Tây qua đời, các con nội loạn, Dương Ác thừa cơ phái Tần Bùi công chiếm Giang Tây, thống nhất Giang Hoài. Tuy nhiên, Dương Ác đam mê chơi đùa và thưởng nhạc, lại nghi kỵ công thần, do vậy các đại thần Trương Hạo và Từ Ôn phát động binh biến, giết chết Dương Ác. Năm 908, Từ Ôn ủng hộ em của Dương Ác là Dương Long Diễn lên ngôi, rồi trừ bỏ Trương Hạo, triệt để nắm giữ đại quyền nước Ngô.

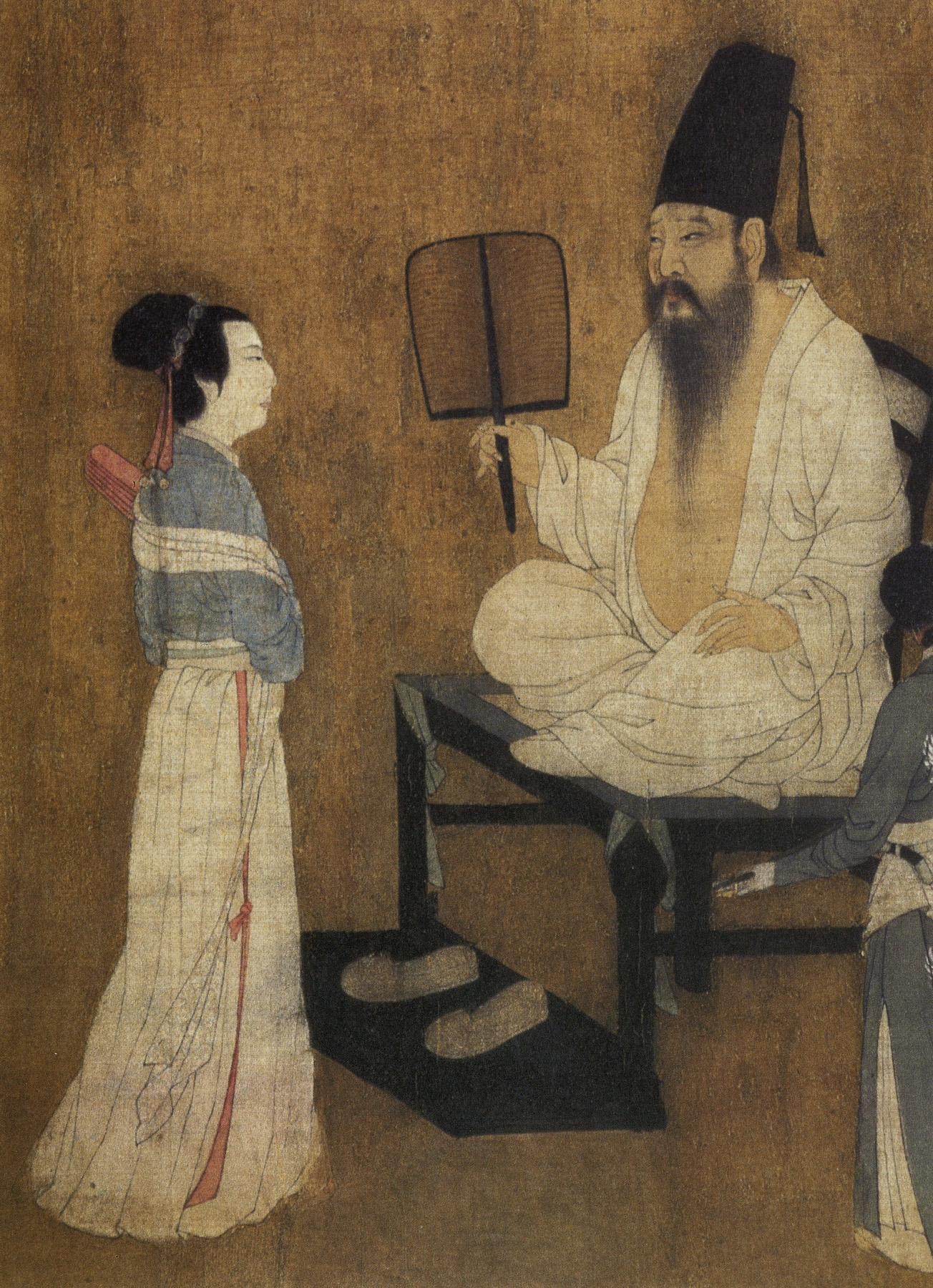
Hình đại thần Hàn Hy Tái của Nam Đường

Sau khi nắm giữ đại quyền nước Ngô, Từ Ôn nhiều lần tiến đánh nước Ngô Việt song không đạt được thành quả, đến cuối thời Hậu Lương thì mới hòa đàm. Sau khi triều Đường diệt vong, nước Ngô không thừa nhận địa vị tông chủ của Hậu Lương, vẫn tiếp tục sử dụng niên hiệu của Đường Ai Đế, song đến năm 919 thì nước Ngô cải nguyên, chính thức cắt đứt quan hệ với triều Đường không còn tồn tại. Về đối nội, Từ Ôn dần trừ bỏ hết các cựu tướng của họ Dương, củng cố thế lực của bản thân, song con trưởng là Từ Tri Huấn chuyên chính, kiêu ngạo ngang ngược, tùy tiện; thậm chí từng có lần lấn hiếp Ngô vương Dương Long Diễn, cuối cùng bị bộ hạ là Chu Cẩn sát hại. Con nuôi của Từ Ôn là Từ Tri Cáo bình định rối loạn, Từ Tri Cáo hết sức hiếu cẩn với Từ Ôn, cuối cùng trở thành người kế thừa chính quyền của Từ Ôn. Dương Long Diễn uất hận mà qua đời, con là Dương Phổ kế vị, đến năm 927 thì xưng đế, tức Ngô Duệ Đế. Năm 927, Từ Ôn qua đời, được truy phong là Tề vương, Từ Tri Cáo kế vị, trở thành người thống trị trên thực tế của nước Ngô. Từ Tri Cáo sinh hoạt tiết kiệm, tôn trọng Ngô Đế và các tướng lĩnh, rất được lòng người. Năm 937, Từ Tri Cáo soán vị Ngô Duệ Đế, kiến lập nước Tề, định đô ở Kim Lăng, gọi là Giang Ninh phủ, nay thuộc Nam Kinh của Giang Tô. Hậu Đường diệt vong cùng năm đó, hai năm sau thì Từ Tri Cáo tự xưng là hậu duệ Đường thất, đổi tên Lý Biện, kiến quốc Nam Đường, tức Nam Đường Liệt Tổ. Sau khi kiến quốc, Lý Biện chọn chính sách để dân chúng nghỉ ngơi, hữu hảo với các nước lân cận, quốc lực tiếp tục cường thịnh. Năm 943, Lý Biện qua đời, con là Lý Cảnh kế vị, tức Nam Đường Nguyên Tông. Đầu thời gian trị vì của Lý Cảnh, quốc lực Nam Đường vẫn cường thịnh, về đối ngoại thì liên minh hòa hảo với triều Liêu để áp chế Hậu Chu, đối với các quốc gia xung quanh thì thừa cơ xâm nhập, liên tiếp diệt nước Mân và nước Sở.

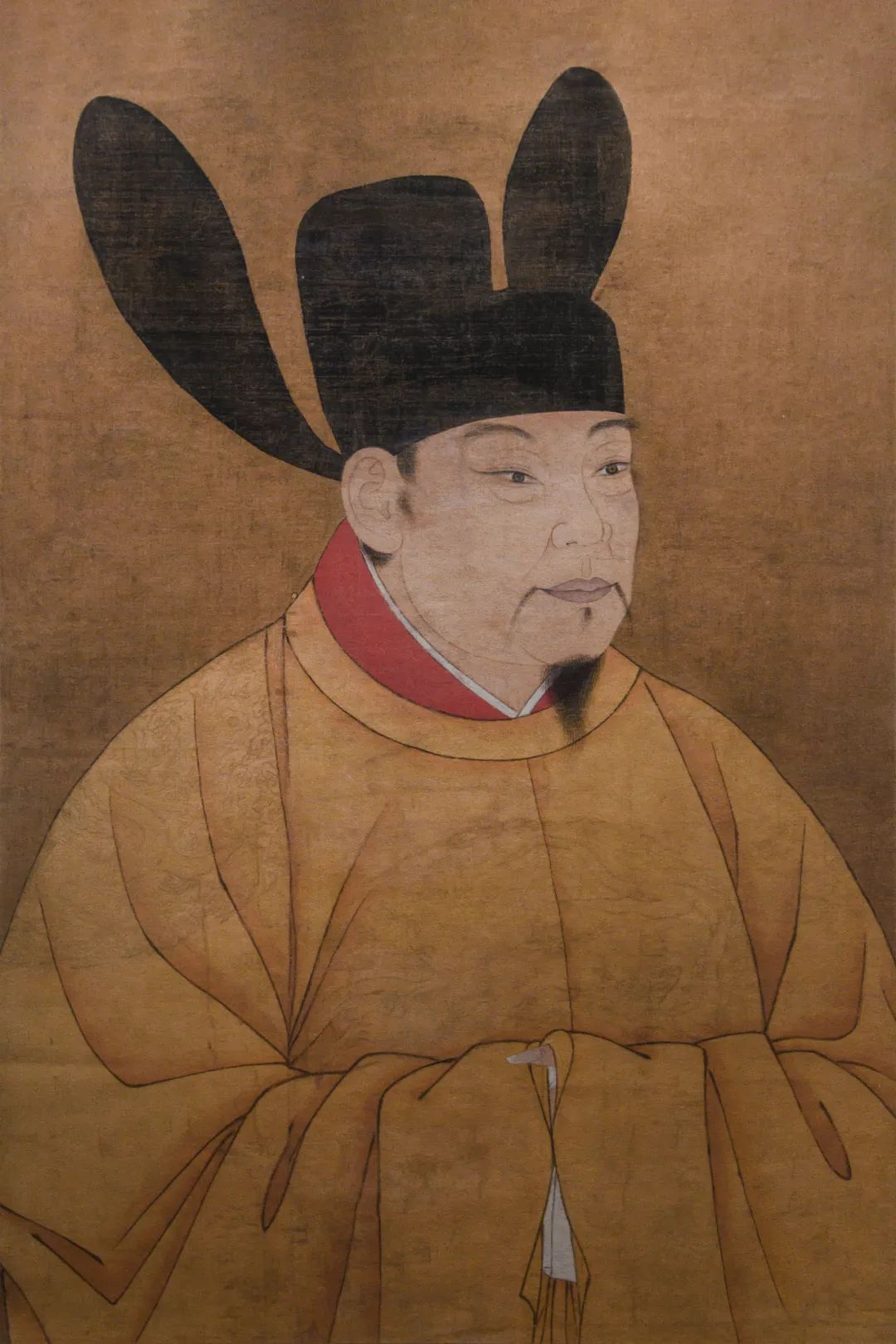
Tiền Lưu, quốc vương khai quốc của Ngô Việt

Ở đông nam của Nam Đường có nước Ngô Việt và nước Mân. Người kiến lập nước Ngô Việt là Trấn Hải-Trấn Đông tiết độ sứ Tiền Lưu, thủ đô là Hàng châu, cương vực nhìn chung tương đương với tỉnh Chiết Giang ngày nay. Năm 907, Tiền Lưu được Hậu Lương phong làm Ngô Việt vương, tức Ngô Việt Thái Tổ. Trong thời gian tại vị, Tiền Lưu thúc đẩy kinh tế, bảo vệ cương giới và yên ổn dân chúng. Về mặt đối ngoại, Ngô Việt tôn Ngũ đại là tông chủ quốc, đối đầu với Ngô rồi Nam Đường, chính sách đó được duy trì cho đến khi vong quốc. Ngoài ra, Ngô Việt còn từng phái sứ sang sách phong cho quốc vương các nước như Bột Hải Quốc, Tân La, các nước trong vùng biển lân cận đều tôn là quân trưởng. Nước Mân do Phúc Kiến quan sát sứ Vương triều kiến lập, ông ta cùng với em là Vương Thẩm Tri khống chế khu vực Phúc Châu, sau được phong làm Uy Vũ tiết độ sứ, cương vực ước đoán tương đương với tỉnh Phúc Kiến hiện nay. Sau khi Vương Thẩm Tri chấp chính, đến năm 909 thì được Hậu Lương phong làm Mân vương, tức Mân Thái Tổ. Trong thời gian tại vị, Vương Thẩm Tri đề xướng việc tiết kiệm, cho dân chúng nghỉ ngơi, xưng thần với Ngũ đại, khiến nước Mân phát triển nhanh chóng. Năm 925, sau khi Vương Thẩm Tri qua đời, những người kế vị, tông thất và đại thần nghi kị tranh đấu lẫn nhau, khiến nước Mân dần suy yếu.
Năm 943, em trai của Mân Cảnh Tông Vương Diên Hy là Vương Diên Chính xưng đế ở Kiến châu (nay thuộc Kiến Âu, Phúc Kiến), đặt quốc hiệu là "Ân". Năm sau, Vương Diên Hy bị đại thần sát hại, trong nước đại loạn. Năm 945, Vương Diên Chính cải quốc hiệu thành Mân. Cùng năm, Nam Đường Nguyên Tông Lý Cảnh thừa cơ tiến đánh nước Mân, công hạ Kiến châu, Mân diệt vong. Tuy nhiên, Ngô Việt cũng thừa cơ vượt qua ranh giới, tướng Mân là Lý Nhân Đạt đem Phúc châu nương nhờ Ngô Việt, còn Thanh Nguyên quân tiết độ sứ Lưu Tòng Hiệu chiếm cứ Tuyền châu và Chương châu. Nam Đường cuối cùng chỉ đoạt được Kiến châu và Đinh châu (nay thuộc tây bắc bộ Phúc Kiến), còn quan hệ với Ngô Việt thì tiếp tục xấu đi. Không lâu sau, Nam Đường thừa cơ Sở có nội loạn, năm 951 phái Biên Hạo đánh diệt Sở, song năm sau tướng Sở là Lưu Ngôn khởi binh phản kháng, khiến Nam Đường mất khu vực Hồ Nam. Nam Đường dụng binh trong nhiều năm, quốc lực bị tiêu hao đi rất nhiều, kết quả để mất một phần lớn lãnh địa. Lại thêm Lý Cảnh là người nhu hòa, thích nghe lời xu ninh và ghét lời nói ngay thẳng, vì vậy đám người tiểu nhân tranh nhau tiến tước, chính sự ngày một bại hoại. Năm 957, Hậu Chu thừa cơ phát binh đánh Nam Đường. Lý Cảnh chiến bại, phải cắt nhượng 14 châu Giang Bắc cho Hậu Chu, đồng thời tự bãi bỏ đế hiệu, chỉ xưng là Giang Nam quốc chủ, nguyên khí Nam Đường bị tổn hại nghiêm trọng. Thái tử Lý Hoằng Ký là người có tài năng quân sự, cho rằng thúc phụ Lý Cảnh Toại có ý muốn đoạt vị nên hạ độc giết chết, song sau đó Lý Hoằng Ký cũng qua đời. Lý Cảnh cải lập người con thứ năm là Lý Dục làm Thái tử, song Lý Dục lại có khí chất thư sinh quá lớn. Để tránh bị quân Hậu Chu và quân Ngô Việt liên hiệp xâm nhập Kim Lăng, Lý Cảnh thiên đô đến Hồng châu, tức Nam Xương phủ. Năm 961, Lý Cảnh qua đời, Lý Dục tức vị, tức Nam Đường Hậu Chủ, hoàn đô về Kim Lăng phủ. Đến lúc này, Nam Đường không còn uy hiếp được Ngũ đại, chỉ có thể bảo cảnh an dân.

### Hồ Quảng nội loạn

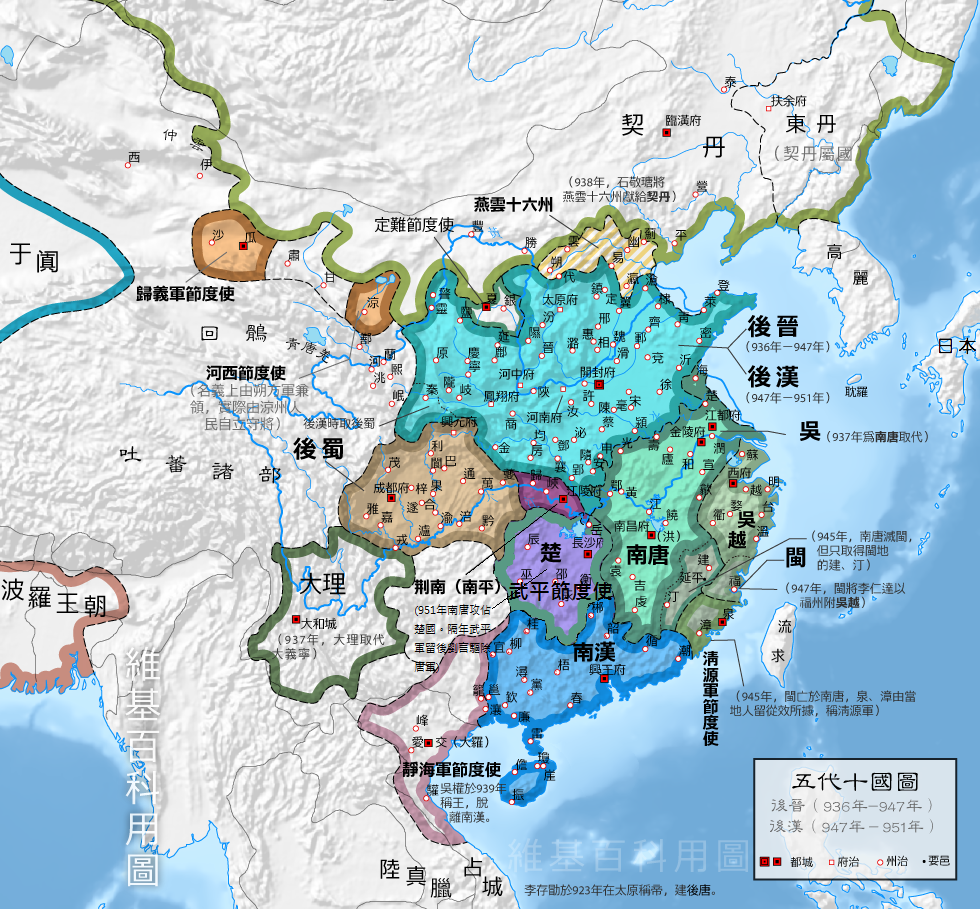
Thời nhà Hậu Tấn (936-947) và nhà Hậu Hán (947-950)
Hậu Tấn (後晉) và Hậu Hán (後漢)
Hậu Thục (後蜀)
Kinh Nam (荆南)
Sở (楚)
Nam Đường (南唐)
Ngô Việt (吳越)
Sau năm 945, lãnh thổ nước Mân trước đây bị phân chia giữa Nam Đường, Ngô Việt và Thanh Nguyên quân
Thanh Nguyên quân tiết độ sứ (清源軍節度使)
Nam Hán (南漢)

Ở vùng Hồ Quảng có các nước Kinh Nam, Sở và Nam Hán. Nước Kinh Nam còn gọi là Nam Bình hay Bắc Sở, cương vực ước chừng tương đương với tây bộ tỉnh Hồ Bắc hiện nay. Quân chủ kiến quốc của Kinh Nam là Cao Quý Hưng, ông nguyên là tướng lĩnh của Hậu Lương Thái Tổ, đến năm 907 thì được bổ nhiệm làm Kinh Nam tiết độ sứ, thủ phủ tại Giang Lăng. Kinh Nam đất hẹp nước yếu, xưng thần với các nước xung quanh. Các quân chủ Kinh Nam Cao Quý Hưng và Cao Tòng Hối ham chiếm đoạt cống phẩm của các nước nên ngăn chặn chiếm đoạt, khi bị các nước phát binh uy hiếp thì nguyện quy phục, được gọi là "Cao Lại Tử". Sau khi Hậu Lương diệt vong, Cao Quý Hưng chuyển sang xưng thần với Hậu Đường, đến năm 924 thì được Hậu Đường Trang Tông phong làm Nam Bình vương. Đến khi Hậu Đường diệt Tiền Thục, Cao Quý Hưng biểu thị ý nguyện hiệp trợ phạt Thục, song không có hành động trên thực tế, song sau đó lại thỉnh cầu Hậu Đường cắt cho một phần đất Thục. Điều này khiến cho Hậu Đường Minh Tông rất tức giận, và quyết định phát binh nam chinh, song do Giang Nam đang là mùa mưa nên quân Hậu Đường gặp khó khăn trong tiếp tế lương thảo, buộc phải triệt thoái. Quan hệ giữa Kinh Nam và Hậu Đường phải đến thời Cao Tòng Hối kế vị thì mới lại hòa hảo.
Nước Sở do Vũ An tiết độ sứ Mã Ân kiến lập. Thời loạn Tần Tông Quyền, bộ thuộc của Tần Tông Quyền là Tôn Nho tiến đánh Lưỡng Hoài của Dương Hành Mật song chiến bại bị giết, bộ tướng của Tôn Nho là Mã Ân đem một bộ phận binh mã vượt qua Giang Tây đến cát cứ ở Hồ Nam. Năm 907, sau khi Hậu Lương được kiến lập, Mã Ân xưng thần với Hậu Lương, được phong làm Sở vương, tức Vũ Mục vương. Thế lực của Mã Ân bao trùm lên khu vực nay là tỉnh Hồ Nam và bắc bộ Quảng Tây, về đối ngoại thì Sở thần phục các triều Ngũ đại, về đối nội thì bình định loạn quân, cường phiên, chọn chính sách bảo cảnh an dân, khiến quốc thế nước Sở cường thịnh. Năm 927, Hậu Đường phong Mã Ân làm Sở quốc vương, định đô ở Đàm châu, tức Trường Sa phủ. Sang thời Sở Văn Chiêu vương Mã Hy Phạm, nước Sở mở rộng đến khu vực nay là đông bắc bộ Quảng Tây, quốc thế rất thịnh. Tuy nhiên, sau khi Mã Hy Phạm qua đời năm 945, quốc thế nước Sở đại loạn, các tướng Sở ủng hộ Mã Hy Quảng kế lập, khiến một người con khác là Mã Hy Ngạc bất mãn và làm phản. Năm 950, Mã Hy Ngạc hạ được thành Trường Sa, tức Sở Cung Hiếu vương. Tuy nhiên, Mã Hy Ngạc là người túng tửu hoang dâm, khiến tướng Sở là Chu Quỳ, Chu Hành Phùng làm phản. Họ ủng hộ một người trong tông thất họ Mã là Mã Quang Huệ làm Vũ Bình tiết độ sứ, còn Lưu Ngôn là Vũ Bình quân lưu hậu, suất quân chiếm cứ Lãng châu (nay thuộc Thường Đức, Hồ Nam). Không lâu sau, Từ Uy lại ủng hộ Mã Hy Sùng làm Vũ An quân lưu hậu, trục xuất Mã Hy Ngạc. Tuy nhiên, Mã Hy Ngạc chạy đến Hành Sơn thì lại được ủng hộ lên ngôi. Sau khi nước Sở bị phân chia giữa ba phe: Mã Quang Huệ, Mã Hy Sùng, Mã Hy Ngạc, đến năm 951 thì Nam Đường Nguyên Tông Lý Cảnh thừa cơ phái Biên Hạo công chiếm Trường Sa, Mã Hy Sùng và Mã Hy Ngạc lần lượt đầu hàng, nước Sở mất. Đồng thời, Nam Hán chiếm lấy Quế châu (nay là khu vực Quế Lâm, Quảng Tây), chiếm cứ toàn địa khu Lĩnh Nam. Năm sau, Vũ Bình quân lưu hậu Lưu Ngôn không muốn đầu hàng, quyết định phái Vương Quỳ và Chu Hành Phùng đánh hạ Đàm châu, đến lúc này Nam Đường quyết định rút hoàn toàn khỏi khu vực Hồ Nam. Lưu Ngôn được Hậu Chu phong làm Vũ Bình tiết độ sứ, song do đối lập với Vương Quỳ nên bị Vương Quỳ và Chu Hành Phùng truất phế và giết chết. Tuy nhiên, Vương Quỳ tham lam vô độ, bị bộ hạ là Phan Thúc Tự sát hại, cuối cùng Chu Hành Phùng trở thành người cai quản Vũ Bình quân. Chu Hành Phùng loại bỏ những điều xấu xa trong nền chính trị của Sở trước đây, yêu thương và bảo hộ bách tính, đề xướng liêm khiết, nghiêm khắc với tướng lĩnh. Khu vực Hồ Nam khôi phục tình hình bình ổn, kéo dài cho đến khi Chu Hành Phùng qua đời vào năm 962.
Nam Hán do Thanh Hải tiết độ sứ Lưu Ẩn đặt nền móng, năm 907, Lưu Ẩn được Hậu Đường phong làm Bành quận vương, cuối cùng được phong làm Nam Hải vương. Sau khi ổn định vững chắc Lĩnh Nam, Lưu Ẩn trọng dụng sĩ nhân địa phương, đặt cơ sở cho việc kiến quốc trong tương lai. Năm 911, Lưu Ẩn qua đời, em là Lưu Nghiễm kế vị. Năm 919, sau khi thống nhất Lĩnh Nam, Lưu Nghiễm xưng đế, tức Nam Hán Cao Tổ; đặt quốc hiệu là "Đại Việt", định đô ở Phiên Ngung, hiệu Hưng vương phủ; năm sau cải quốc hiệu thành Hán, tức Nam Hán. Lưu Nghiễm hòa hảo với các nước lân cận, mở rộng chế độ khoa cử. Tuy nhiên, bản thân Lưu Nghiễm lại tàn khốc xa xỉ, thường giết người để làm trò tiêu khiển, sủng hạnh hoạn quan, chính sự không yên ổn. Năm 942, Nam Hán Cao Tổ qua đời, con là Lưu Phần kế vị, tức Nam Hán Thương Đế. Lưu Phần tham lam, thích hưởng lạc, đương thời có cuộc nổi dậy của Trương Ngộ Hiền, năm sau thì Lưu Phần bị em là Lưu Thịnh giết chết. Lưu Thịnh tự lập làm hoàng đế, tức Nam Hán Trung Tông. Trong thời gian tại vị, Lưu Thịnh đoạt được Dung châu (nay thuộc Bắc Lưu, Quảng Tây) và Ung châu (nay thuộc Nam Ninh, Quảng Tây) của Sở, đề xướng việc sử dụng hình phạt nghiêm khắc để lập uy, là một người tàn bạo, tiến hành đồ sát hoàng tộc và các đại thần tướng lĩnh, Nam Hán chỉ còn lại hoạn quan và cung nữ chấp chính. Năm 958, sau khi Lưu Thịnh qua đời, con là Lưu Sưởng kế vị, tức Nam Hán Hậu Chủ.

### Khiết Đan xâm nhập

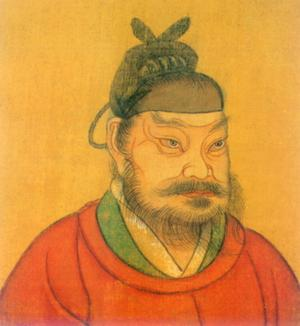
Hậu Tấn Cao Tổ Thạch Kính Đường cắt đất xưng con với Hoàng đế Khiết Đan

Trong lúc Thập quốc dần dần suy yếu hoặc chỉ còn có thể tự bảo vệ mình, Hậu Tấn liên tục bị uy hiếp từ Khiết Đan Quốc ở phía bắc. Đương thời, Hậu Tấn mới thành lập, tài chính thiếu thốn, phiên trấn không muốn phục tùng. Để giải quyết nguy cơ tài chính, Hậu Tấn Cao Tổ nghe theo kiến nghị của Tang Duy Hàn, tiến hành phương thức an phủ phiên trấn, cung cẩn Khiết Đan, cũng xem trọng nông nghiệp, thương nghiệp để nâng cao kinh tế. Tuy nhiên, mặc dù Khiết Đan Quốc được Hậu Tấn xoa dịu, song các quan viên cũ tại vùng Yên Vân thập lục châu như Ngô Loan, Quách Sùng Uy lấy làm hổ thẹn khi làm thần của Khiết Đan, không muốn đầu hàng. Phiên trấn các nơi hầu như không phục triều đình Hậu Tấn, một số còn có ý lôi kéo Khiết Đan Quốc để đoạt vị, triều đình Hậu Tấn phải nhờ vào những người như Đỗ Trọng Uy, Lý Thủ Trinh để bình định. Năm 937, Thiên Hùng quân (tức Ngụy Bác quân) tiết độ sứ Phạm Đình Quang làm phản ở Ngụy châu, tướng Trương Tòng Tân được phái đi bình loạn thì quay sang làm phản, giết chết hoàng tử Thạch Trọng Tín và Thạch Trọng Nghệ. Cuối cùng, đến khi liên quân Phạm-Trương tiến sát Khai Phong thì bị Hầu Ích và Đỗ Trọng Uy suất quân đánh tan. Dương Quang Viễn dựa thế có trọng binh mà can dự triều chính, Hậu Tấn Cao Tổ thường miễn cưỡng nghe theo. Sau đó, Dương Quang Viễn câu kết với Khiết Đan Quốc mà nổi dậy, bị Lý Thủ Trinh đánh bại. Năm 942, Thành Đức quân tiết độ sứ An Trọng Vinh chê trách Hậu Tấn Cao Tổ tôn Khiết Đan làm cha, yêu cầu thảo phạt Khiết Đan Quốc. Tuy nhiên, An Trọng Vinh trên thực tế vẫn ngầm qua lại với Khiết Đan, mưu đồ đoạt vị. Hậu Hấn Cao Tổ phái Đỗ Trọng Uy suất quân đánh bại An Trọng Vinh, sử gọi là trận Tông Thành, đưa đầu An Trọng Vinh đến Khiết Đan Quốc. Cùng năm ở phía bắc có Thổ Dục Hồn bộ, song không muốn đầu hàng Khiết Đan Quốc, thủ lĩnh Bạch Thừa Phúc suất bộ chạy trốn đến chỗ Hà Đông tiết độ sứ Lưu Tri Viễn, Khiết Đan Quốc sai sứ đến hỏi tội. Hậu Tấn Cao Tổ buồn tức nên qua đời, đại thần Phùng Đạo, Cảnh Diên Quảng thấy quốc gia có nhiều nguy nan, tôn Thạch Trọng Quý lên kế vị ở Nghiệp Đô (nay thuộc Đại Danh, Hà Bắc), tức Hậu Tấn Xuất Đế.
Do tướng lĩnh và bách tính Hậu Tấn thấy bất mãn trước việc cúi mình tôn thờ ngoại tộc, Hậu Tấn Xuất Đế nghe theo kiến nghị của Cảnh Diên Quảng, bỏ xưng thần mà chuyển sang xưng là cháu với Khiết Đan Quốc. Cảnh Diên Quang có thái độ thù địch mãnh liệt với người Khiết Đan, ông ta giết hại thương nhân Khiết Đan, bắt giữ sứ giả Khiết Đan, nhiều lần gây hấn với Khiết Đan. Những điều này khiến Khiết Đan khả hãn Da Luật Đức Quang phẫn nộ, đến năm 944 thì suất quân nam chinh. Đương thời, Hà Bắc đại hạn, châu chấu tàn phá, quân Khiết Đan đánh chiếm Bối châu (nay thuộc Thanh Hà, Hà Bắc) và những nơi khác rồi quay trở lại. Năm sau, Hậu Tấn Xuất Đế phái Đỗ Trọng Uy suất quân bắc phạt, Da Luật Đức Quang hay tin thì suất đại quân tiến về phương nam, Đỗ Trọng Uy đánh tan quân Khiết Đan tại Bạch Câu (giữa Định Hưng, Tân Thành thuộc Hà Bắc). Tuy nhiên, sau trận Bạch Câu, Hậu Tấn Xuất Đế ngày càng kiêu ngạo xa xỉ, lại cho Phùng Ngọc chấp chính, hối lộ trở nên công khai, triều chính bại hoại. Năm 946, Hậu Tấn Xuất Đến lại phái Đỗ Trọng Uy suất quân bắc phạt, hội chiến với Da Luật Đức Quang tại Hô Đà Hà. Đương thời, Đỗ Trọng Uy có ý muốn đoạt vị, quay sang đầu hàng Da Luật Đức Quang. Da Luật Đức Quang thừa cơ đem liên quân tiến thẳng đến gần Khai Phong, đại tướng Hậu Tấn là Lý Thủ Trinh và Trương Ngạn Trạch liên tiếp đầu hàng, cuối cùng Hậu Tấn Xuất Đế cũng ra khỏi thành đầu hàng, Hậu Tấn diệt vong, sử gọi là chiến tranh Liêu diệt Tấn. Năm sau, Da Luật Đức Quang cải quốc hiệu thành "Đại Liêu", tức Liêu Thái Tông, chính thức kiến lập triều Liêu. Liêu Thái Tông vốn rất có thành tâm trong việc mưu hoạch phát triển Trung Quốc, song do thực hiện chính sách "đả thảo cốc" và cướp người làm đầy tớ, khiến cho bách tính Trung Nguyên hợp lại phản kháng. Ở Hà Đông, Lưu Tri Viễn nghe theo kiến nghị của Trương Ngạn Uy, lấy lý do Trung Nguyên vô chủ mà xưng đế, kiến quốc Hậu Hán, tức Hậu Hán Cao Tổ. Liêu Thái Tông không áp chế nổi cục diện, lấy lý do thời tiết nóng nực mà suất quân trở về phương Bắc. Liêu Thái Tông để Tiêu Hàn lưu thủ Khai Phong, Đỗ Trọng Uy lưu thủ Nghiệp Đô; cuối cùng qua đời ở Sát Hồ Lâm (nay là Loan Thành, Hà Bắc), cháu trai là Da Luật Ngột Dục kế vị, tức Liêu Thế Tông.
Sau khi quân Liêu quay về phía bắc, Hậu Hán Cao Tổ bắt đầu thu phục Trung Nguyên. Sau khi biết tin, Tiêu Hàn bắt ép một người thuộc tông thất Hậu Đường là Lý Tòng Ích xưng đế tại Khai Phong, sau đó trở về phương Bắc. Hậu Hán Cao Tổ giết chết Lý Tòng Ích, định đô tại Khai Phong, đồng thời phái Cao Hành Chu cùng Mộ Dung Ngạn Siêu hàng phục Đỗ Trọng Uy trong trận Ngụy châu, các trấn nối tiếp nhau quy phục. Năm 948, Hậu Hán Cao Tổ qua đời, con là Lưu Thừa Hựu kế vị, tức Hậu Hán Ẩn Đế, đồng thời cho Dương Bân, Quách Uy, Sử Hoằng Triệu, và Vương Chương làm đại thần phụ quốc. Đương thời, Hà Trung tiết độ sứ Lưu Thủ Trung nổi dậy, song bị Quách Uy bình định. Sau khi trưởng thành, Hậu Hán Ẩn Đế nghi kỵ các đại thần phụ quốc, cùng Quách Doãn Minh hiệp nghị, năm 950 nhân quân Liêu tiến công Hà Bắc, phái Quách Uy trấn thủ Nghiệp Đô, sau đó đại sát các đại thần như Dương Bân, Sử Hoằng Triệu và Vương Chương, cũng giết người nhà của Quách Uy, triệu Thái Ninh quân tiết độ sứ Mộ Dung Ngạn Siêu cấp tốc nhập kinh. Quách Uy nghe theo kiến nghị của Ngụy Nhân Phổ nên quyết định khởi binh tiến về phương nam, đồng thời phái con nuôi là Sài Vinh trấn thủ Nghiệp Đô. Năm sau, Quách Uy đánh tan quân của Mộ Dung Ngạn Siêu, đánh vào Khai Phong, Hậu Hán Ẩn Đế bị giết. Quách Uy vốn có ý muốn lập con của Lưu Sùng (em Hậu Hán Cao Tổ) là Lưu Vân làm hoàng đế, do vậy trước tiên để Lý thái hậu lâm triều. Đương thời, quân Liêu xâm nhập, Quách Uy xuất quân chống lại, nhưng khi đại quân đến Thiền châu (nay thuộc Bộc Dương, Hà Bắc), quân sĩ ủng hộ Quách Uy xưng đế, đại quân quay trở về Khai Phong. Năm 951, Quách Uy xưng đế, kiến quốc Hậu Chu, tức Hậu Chu Thái Tổ, Hậu Hán mất.

### Hậu Chu quật khởi, Bắc Tống thống nhất

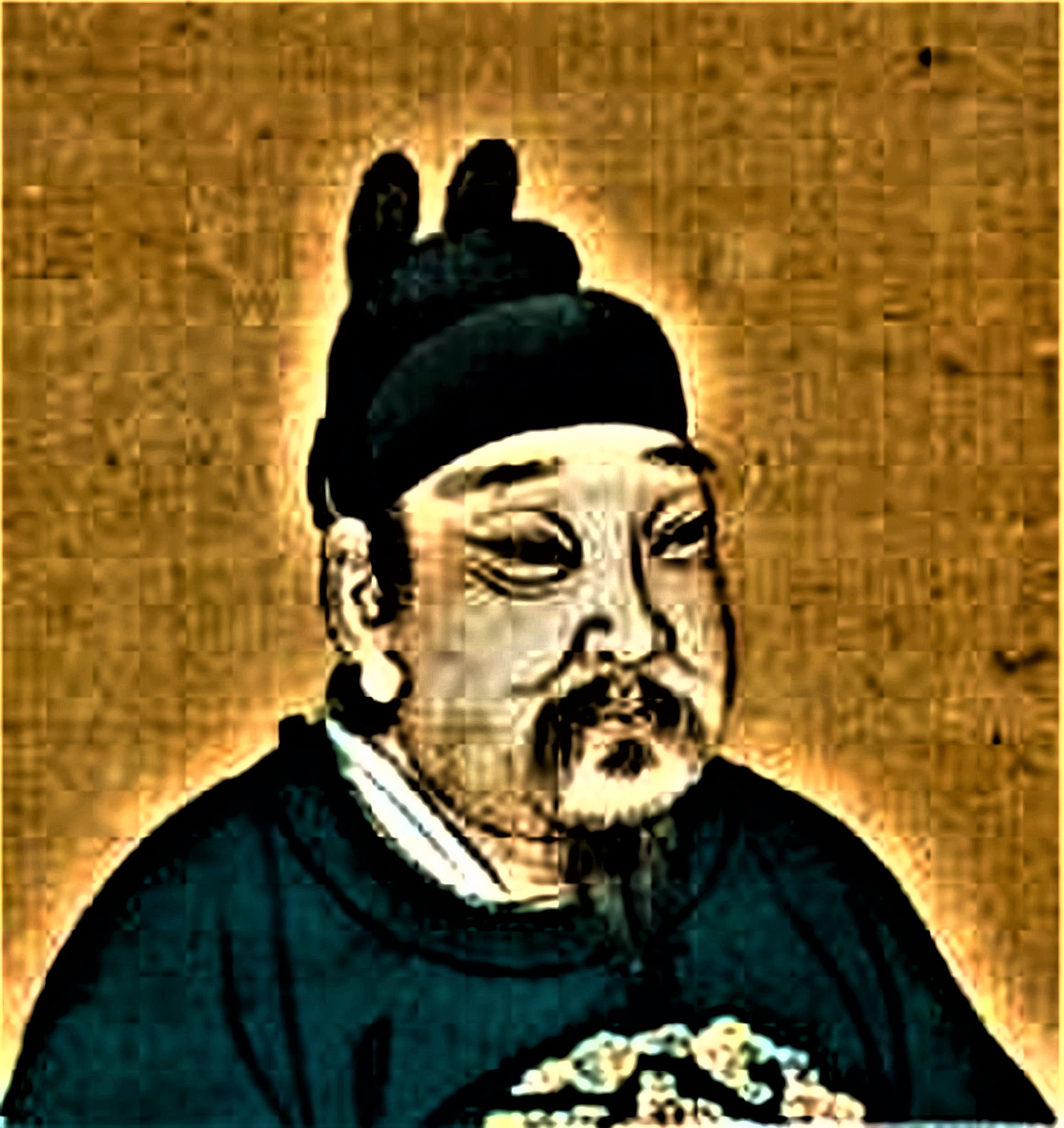
Hậu Chu Thế Tông Sài Vinh, Đệ Nhất minh quân Ngũ đại

Sau khi Hậu Chu Thái Tổ đăng cơ, Hậu Chu giảm trừ nhược can hà chính, khuyến khích thi hành tiết kiệm, khuynh hướng nhân khẩu chuyển dịch từ đi xuống phía nam thành trở về Trung Nguyên. Tuy nhiên, do Lưu Vân bị giết, khiến các cựu tướng Hậu Hán sau đó không phục triều đình Hậu Chu. Sau khi Hà Đông tiết độ sứ Lưu Sùng biết tin Quách Uy xưng đế, ông ta cũng tự lập làm hoàng đế, kiến quốc Bắc Hán. Lưu Sùng dựa vào viện trợ của người Liêu, tự xưng là "chất hoàng đế" (hoàng đế cháu), chờ cơ hội phạt Hậu Chu. Cựu tướng Hậu Hán là Củng Đình Mỹ và Mộ Dung Ngạn Siêu có ý đồ nổi dậy, song liên tiếp bị Hậu Chu Thái Tổ bình định.
Năm 954, Hậu Chu Thái Tổ qua đời, Sài Vinh kế vị, tức Hậu Chu Thế Tông. Hậu Chu Thái Tông là "đệ Nhất danh quân" thời Ngũ đại Thập quốc, mới kế vị đã phải đương đầu với việc Hoàng đế Bắc Hán Lưu Sùng cùng tướng Liêu Dương Cổn (tức Da Luật Địch Lộc) liên hiệp tiến về phía nam. Đương thời, triều đình Hậu Chu kinh sợ, đại đa số chủ trương hành sự thận trọng, tuy nhiên sau đó Hậu Chu Thế Tông có thể tự thân đánh tan liên quân Liêu-Bắc Hán, đồng thời xử trảm các tướng lĩnh sau khi lâm trận mà thoái, sử gọi là trận Cao Bình. Kể từ sau đó, Hậu Chu cải cách chế độ quân sự, tinh giản cấm quân trung ương, bổ sung binh sĩ khỏe mạnh, hình thành cấm quân "điện tiền chư ban". Trên phương diện nội chính, Hậu Chu Thế Tông chiêu phủ dân lưu vong, giảm thiểu trưng thu thuế, ổn định kinh tế trong nước. Hậu Chu chỉnh đốn việc quan lại xử trị ở các địa phương, tuyển mộ văn nhân, trừ bỏ chính trị võ nhân, khiến chính trị Hậu Chu trở nên trong sạch. Năm 955, Hậu Chu Thế Tông phế bỏ Phật tự trong Thiên hạ, thu được một lược đồng lớn dùng để chỉnh đốn kinh tế.

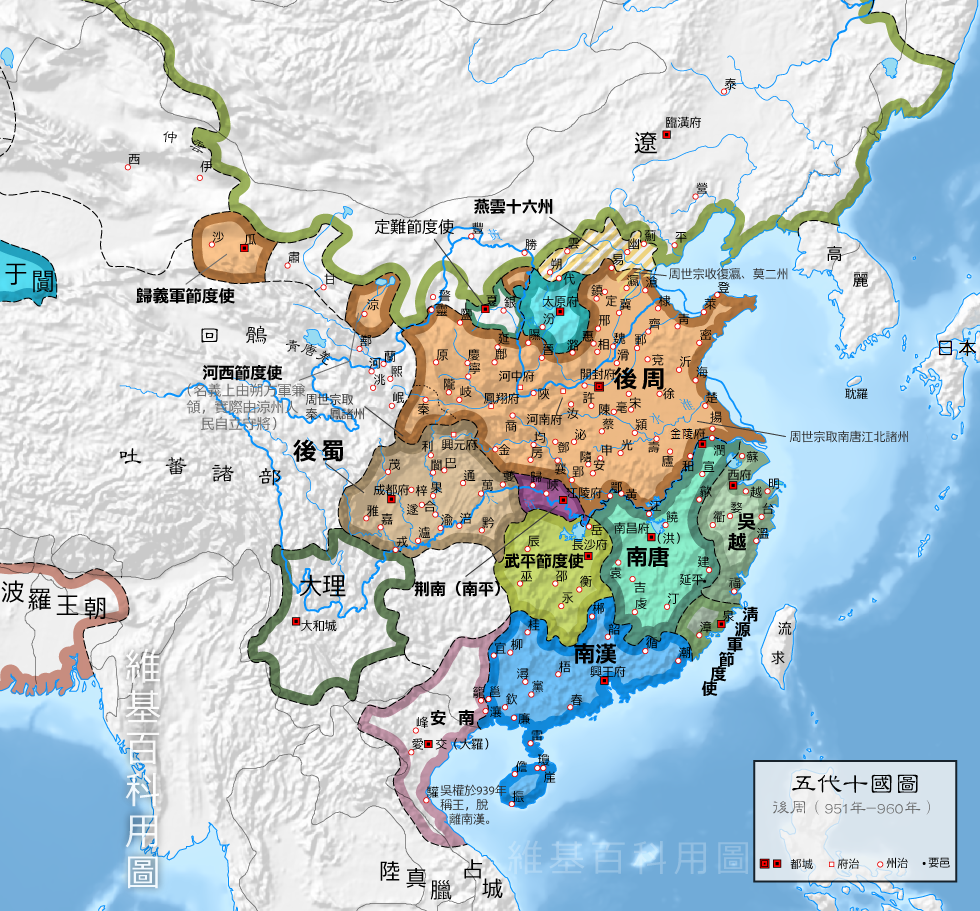
Thời nhà Hậu Chu (951–960)
Hậu Chu (後周)
Bắc Hán
Hậu Thục (後蜀)
Kinh Nam (荆南)
Vũ Bình tiết độ sứ (武平節度使)
Nam Đường (南唐)
Ngô Việt (吳越)
Thanh Nguyên quân tiết độ sứ (清源軍節度使)
Nam Hán (南漢)

Sau khi ổn định được quốc nội, Hậu Chu Thế Tông có ý đồ thống nhất Thiên hạ, ông lấy "mười năm mở mang Thiên hạ, mười năm dưỡng bách tính, mười năm đạt tới thái bình" làm mục tiêu. Năm 955, Hậu Chu Thế Tông suất quân đánh tan quân Hậu Thục, chiếm được khu vực Tần châu, Hán Trung. Năm 956, Hậu Chu Thế Tông suất binh đánh tan quân Nam Đường, giành được đất Giang Bắc, bách Nam Đường xưng thần. Năm 959, Hậu Chu Thế Tông suất quân bắc phạt triều Liêu, nhằm thu phục Yên Vân thập lục châu, quân Hậu Chu đánh chiếm Doanh châu, Mạc châu và các nơi khác. Đến khi ông chuẩn bị sẵn sàng để thu phục U châu, thì đột nhiên sinh bệnh, buộc phải đem quân về. Không lâu sau, Hậu Chu Thế Tông qua đời, ấu tử Sài Tông Huấn tức vị, tức Hậu Chu Cung Đế. Năm 960, lãnh tụ cấm quân là Triệu Khuông Dận lấy lý do hai châu Trấn-Định bị Bắc Hán và Liêu xâm nhập, suất quân tiến về phía bắc chống lại, nhưng sau đó lại phát sinh binh biến Trần Kiều, Triệu Khuông Dận được cấm quân ủng hộ làm hoàng đế. Triệu Khuông Dận đem quân về Khai Phong, phế truất Hậu Chu Cung Đế, Hậu Chu diệt vong, Ngũ đại kết thúc. Triệu Khuông Dận kiến lập triều Tống, tức Tống Thái Tổ.
Lúc Tống Thái Tổ soán vị, Thập quốc vẫn còn Hậu Thục, Bắc Hán, Nam Đường, Ngô Việt, Nam Hán, Kinh Nam, cùng Vũ Bình quân tiết độ sứ Chu Hành Phùng ở Hồ Nam, Thanh Nguyên quân tiết độ sứ Lưu Tòng Hiệu ở Mân Nam, các quốc gia hoặc phiên trấn này hầu hết đều tôn triều Tống là tông chủ hoặc thần phục. Tống Thái Tổ đối diện với uy hiếp từ triều Liêu ở phương bắc, chọn tuân theo sách lược của Triệu Phổ là "tiên dị hậu nan, tiên nam hậu bắc" (dễ trước khó sau, nam trước bắc sau) trong việc thống nhất Trung Quốc. Năm 962, quốc chủ Kinh Nam Cao Bảo Úc qua đời, cùng năm Chu Hành Phùng ở Hồ Nam cũng qua đời, chúa mới của hai nước đều nhỏ tuổi chưa có năng lực lãnh đạo. Năm sau, Tống Thái Tổ lấy lý do bình loạn Hồ Nam mà phái binh nam hạ thôn tính Hồ Nam, học theo "Giả đạo phạt Quắc mà thôn tính luôn Kinh Nam. Sau khi biết tin Hồ Nam và Kinh Nam bị thôn tính, Hậu Thục Hậu Chủ Mạnh Sưởng liên hiệp với Bắc Hán để chống lại quân Tống. Tuy nhiên, trong những năm cuối Mạnh Sưởng xa hoa hưởng lạc, không chỉnh trị triều chính, quân đội đều không có lực mà chiến đấu. Năm 965, Tống Thái Tổ phái Vương Toàn Bân, Thôi Ngạn Tiến từ Phượng châu (nay thuộc Phượng huyện, Thiểm Tây); Lưu Quang Nghĩa và Tào Bân từ Quy châu (nay thuộc Tỷ Quy, Hồ Bắc) tiến vào đất Thục theo hai đường bắc và đông. Kết quả, không quá 60 ngày, Mạnh Sưởng đầu hàng, Hậu Thục diệt vong. Sủng phi của Mạnh Sưởng là Hoa Nhị phu nhân viết sau khi vong quốc: "Quân vương trên thành thụ hàng, thiếp ở thâm cung nào có biết, 14 vạn người cùng giải giáp, chẳng lẽ không ai là nam nhi". Nam Hán Hậu Chủ Lưu Sưởng giao chính sự cho đám người như hoạn quan Cung Trừng Xu cùng nữ thị trung Lô Quỳnh Tiên. Do chỉ tín nhiệm hoạn quan, quan viên Nam Hán đều phải chấp nhận chịu thiến thì mới được tiến dụng. Năm 970, triều đình Tống phái Phan Mỹ đánh Nam Hán, do tướng lĩnh, đại thần, tông thất Nam Hán đều chết hết, chỉ còn hoạn quan lĩnh binh, sang năm sau thì Lưu Sưởng đầu hàng, Nam Hán diệt vong.
Nam Đường Hậu Chủ Lý Dục là cao thủ trong từ đàn, đến những ngày cuối phải lo lắng tai họa từ bên ngoài, song không thạo chính sự. Đương thời, Lý Dục có thể nhờ cậy vào những người như em trai Lý Tòng Thiện, đại thần Phan Hựu cùng tướng lĩnh Lâm Nhân Triệu, vẫn đối lập với Hậu Chu. Sau khi triều Tống được kiến lập, Lý Dục thân cận với tiểu nhân, lạm sát đại thần, thường ngày cùng bề tôi vui đùa yến tiệc, quốc thế Nam Đường hỗn loạn. Năm 975, Tống Thái Tổ lấy lý do Lý Dục xưng bệnh không nhập triều, phái Tào Bân nam chinh, đồng thời dùng quân Ngô Việt phụ giáp công, cuối cùng Lý Dục đầu hàng, Nam Đường mất. Về phần Ngô Việt, Trung Hiến vương Tiền Hoằng Tá thừa cơ nước Mân có nội loạn mà giành lấy Phúc châu, tuy nhiên lại đánh thuế nặng, dân không chịu đựng nổi. Đến thời Trung Ý vương Tiền Thục, vì rất cung thuận với triều Tống, Tống Thái Tổ không có ý muốn chiếm đất. Ở Mân Nam, Thanh Nguyên quân tiết độ sứ Lưu Tòng Hiệu cát cứ một phương, sau khi qua đời thì nhiều người tranh vị, cuối cùng về tay Trần Hồng Tiến. Năm 978, Tiền Thục và Trần Hồng Tiến dâng đất quy thuận triều Tống, nước Ngô Việt và Thanh Nguyên quân ở Mân Nam mất. Thập quốc chỉ còn lại Bắc Hán của Anh Vũ Đế Lưu Kế Nguyên, năm 979, Tống Thái Tông phái Phan Mỹ vây đánh đô thành Thái Nguyên của Bắc Hán, đánh lui viện binh triều Liêu, Lưu Kế Nguyên đầu hàng, Bắc Hán mất. Đến lúc này, thời kỳ Thập quốc kết thúc, chính thức tiến vào thời kỳ triều Tống, tuy nhiên Yên Vân thập lục châu vẫn nằm trong tay triều Liêu. Không lâu sau khi diệt xong Bắc Hán, Tống Thái Tông bất chấp phản đối của đại thần, từ Thái Nguyên tiến về phía bắc nhằm thu phục Yên Vân thập lục châu. Lúc đầu, quân Tống đánh hạ Dịch châu và Trác châu song lại thảm bại trong trận Cao Lăng Hà ở Yên Kinh và phải triệt thoái, đến lúc này lại tiến vào thời đại Tống-Liêu đối lập.

## Cương vực
Cương vực thời Ngũ đại Thập quốc về đại thể có thể phân thành Ngũ đại và Thập quốc.
Các triều Ngũ đại đại thể thống trị khu vực Hoa Bắc và Quan Trung, cũng từng cai quản Yên Vân thập lục châu, Hà Đông (nay là tỉnh Sơn Tây), đất Thục, khu vực Hoài Bắc. Thập quốc cùng các phiên trấn khác phân bố xung quanh Ngũ đại như tại Hoa Nam, Hồ Quảng, đất Thục, Cam Túc, Hà Đông, Hà Bắc; trong đó, khu vực Giang Nam và Hồ Quảng chia thành sáu nước, điều này thể hiện vùng phía nam Trường Giang đã được "khai hóa" hơn khá nhiều so với thời Tam Quốc, vì vậy có thể tự lập quốc trên một địa bàn nhỏ. Sau khi triều Tống thống nhất Trung Quốc, cương vực các nước thời Ngũ đại Thập quốc vẫn được sử dụng trong phân chia hành chính ở cấp lộ, nay trở thành ranh giới tỉnh. Hơn nữa, cương vực bị phân nhỏ song các nước vẫn không thể tự cấp tự túc, chỉ có thể sản xuất sản phẩm của bản thân, đồng thời vượt qua biên giới tiến hành giao lưu kinh tế, tạo tiền đề để thương nghiệp triều Tống trở nên phát đạt.
Hậu kỳ triều Đường và thời Ngũ đại, trung tâm chính trị vì nhân tố chiến loạn và kinh tế, di chuyển từ Trường An, Lạc Dương, qua Khai Phong. Đương thời, khu vực Quan Trung do bị chiến loạn tàn phá nên hoang phế, phiên trấn tương đối mạnh chỉ có nước Kỳ của Lý Mậu Trinh và Định Nan quân, khu vực Hà Lũng tiếp tục suy thoái, ngoại tộc như Hồi Cốt hay Thổ Phồn tranh giành hành lang Hà Tây; song khu vực Hoa Trung và Hoa Nam có kinh tế cường thịnh, nhiều phiên trấn cát cứ, thuộc phạm vi thế lực của Thập quốc. Khai Phong nằm ở vị trí trung tâm trong tuyến Đại Vận Hà thời Tùy Đường, phụ trách việc vận chuyển hàng hóa qua lại Hà Bắc, Quan Trung, Giang Nam và Hồ Quảng, là trạm trung chuyển lương thực và hóa vật của Thiên hạ. Đương thời, do Quan Trung hoang phế, Khai Phong là nơi tích trữ tài phú của Thiên hạ nên có địa vị hàng đầu đối với Ngũ đại, khiến cho triều Tống và các Triều đại sau này đều chọn các nơi ven Đại Vận Hà như Bắc Kinh, Khai Phong, Nam Kinh và Lâm An làm thủ đô. Ngoài ra, chiến tranh thời Ngũ đại phần nhiều là đối đầu giữa Khai Phong với Hà Đông tiết độ sứ ở Thái Nguyên, ví dụ như Tấn của Lý Khắc Dụng và Hậu Lương, Hậu Tấn và Hậu Đường, Hậu Hán và triều Liêu đang chiếm cứ Trung Nguyên, Bắc Hán và Hậu Chu. Điều này là do Thái Nguyên nằm ở vùng núi Thái Hành Sơn với vị trí dễ thủ khó công, nếu sau lưng được ngoại tộc ở phía bắc tiếp viện, thì có đủ khả năng tranh vị với Khai Phong ở bình nguyên.
Phạm vi Ngũ đại Thập quốc và triều Đường lúc hậu kỳ có sự tương đồng, bị thu lại rõ ràng, nhỏ hơn một chút so với phạm vi của Trung Quốc bản thổ, ngoại tộc chiếm giữ các vùng lãnh thổ lớn xung quanh Trung Quốc bản thổ, cuối cùng kiến lập triều Liêu và Tây Hạ. Khu vực Hà Tây bị Quy Nghĩa quân, Cam Châu Hồi Cốt, cùng các bộ tộc Thổ Phồn chiếm lĩnh. Năm 938, Yên Vân thập lục châu bị Hậu Tấn Cao Tổ Thạch Kính Đường cắt nhượng cho Khiết Đan Quốc (sau là triều Liêu), khiến cho tuyến quốc phòng phía bắc từ thời Hán-Đường toàn bộ phải rút về phía sau, phía bắc Hoàng Hà hầu như không còn rào cản. Thêm vào việc trung tâm chính trị của Trung Quốc di chuyển về phía đông, khiến cho Ngũ đại và triều Tống phải chịu áp lực từ triều Liêu. Họ Khúc kiểm soát Tĩnh Hải quân, cát cứ ở khu vực Tĩnh Hải quân, đồng thời sau khi Ngô Quyền đánh bại quân Nam Hán trong trận Bạch Đằng, khu vực Việt Nam chính thức thoát ly khỏi lịch sử Trung Quốc. Ở Hạ châu thuộc Thiểm Bắc, Định Nan quân cát cứ, đến thời Tống thì độc lập, trở thành Tây Hạ.

## Hành chính
Phân chia hành chính thời Ngũ đại Thập quốc kế thừa hình thức hậu kỳ triều Đường, tức ba cấp: đạo (tiết độ sứ), châu (phủ), huyện. Ngũ đại chú trọng đến việc khảo thí quan viên địa phương, bổ nhiệm những người trung thành giữ chức, thời Hậu Lương và Hậu Đường, hoàng đế đều chiếu dụ Lại bộ chú ý quan lại châu huyện phải chọn người có thực tài, bất kể tư tình.
Chế độ tiết độ sứ bắt đầu được thiết lập từ thời Đường, còn gọi là phiên trấn, chủ quản quân sự, hành chính và tài chính của địa phương, có địa vị cao và quyền hạn lớn. Trong thời gian xảy ra loạn An Sử, triều đình Đường bổ nhiệm nhiều tiết độ sứ để đối phó với loạn quân. Sau loạn An Sử, triều đình Đường sách phong một lượng lớn hàng tướng Đại Yên làm tiết độ sứ tại địa phương để an phủ, họ tự cầm binh và cát cứ giống như vương ở phiên trấn, hình thành cục diện phiên trấn cát cứ thời Đường mạt. Thời Ngũ đại, việc bổ nhiệm tiết độ sứ thay đổi, có khi chức tiết độ sứ do thân vương hoặc tể tướng lĩnh song vẫn ở cách xa địa phương (diêu lĩnh). Các tiết độ sứ nắm giữ binh quyền thường rất tùy tiện độc đoán, làm bất cứ điều gì họ muốn. Trong đó, người có quyền cao gọi là tiết độ sứ, người có quyền ít gọi là phòng ngự sứ (sau là quan sát sứ), sau loạn An Sử thì đạo là khu vực quản hạt của tiết độ sứ. Khi người đứng đầu phiên trấn có lòng dạ khác, thường thừa cơ cử binh đi nhằm lật đổ trung ương, hiện tượng này bắt đầu xuất hiện từ hậu kì triều Đường, và thường xuyên phát sinh trong nội bộ các triều Ngũ đại hoặc Thập quốc, là nguyên nhân dẫn đến tình trạng hỗn loạn thời Ngũ đại Thập quốc. Một số địa phương khác cũng thiết lập "quân", trở thành cơ cấu hành chính cấp thứ nhất. Như năm 907, Hậu Lương thiết lập Sùng Đức quân tại Đãng Sơn huyện thuộc Huy châu, năm 939 Hậu Tấn đổi Uy châu cũ thành Thanh Viễn quân, năm 954 Hậu Chu lấy Lai Vu giám đổi thành Quảng Lợi quân.
Do tiết độ sứ chức cao quyền lớn, thời Ngũ đại cũng có thân vương diêu lĩnh, như con của Hậu Đường Mạt Đế là Lý Tòng Mỹ diêu lĩnh Thành Đức quân tiết độ sứ, em của Hậu Hán Cao Tổ là Lưu Huân lĩnh Sơn Nam Tây đọa tiết độ sứ; cũng có khi tể tướng được diêu lĩnh, như thời Hậu Đường Trang Tông có thị trung giám sứ Quách Sùng Thao kiêm lĩnh Thành Đức quân tiết độ sứ. Sang thời Tống, chế độ tiết độ sứ bị phân cấp hành chính "lộ" thay thế, phân chia quyền quân sự, hành chính và tài chính để phòng ngừa xuất hiện việc binh biến.
Cấp hành chính thứ hai là châu, đặt chức thứ sử; cấp hành chính thứ ba là huyện, đặt chức huyện lệnh. Một số châu do có địa vị hay địa thế trọng yếu nên được thăng thành phủ, ví dụ như tại Biện châu đặt Đông Kinh Khai Phong phủ, Trường An đặt Tây Kinh Kinh Triệu phủ, Ngụy châu đặt Đại Danh phủ, góp phần quan trọng trong việc hình thành Ngũ kinh chế triều Tống. Thập quốc và các phiên trấn khác cũng lập phủ ở thủ đô hoặc châu trọng yếu, như Dương châu-Giang Đô phủ của Ngô, Thăng châu-Kim Lăng phủ và Hồng châu-Nam Xương phủ của Nam Đường, Đàm châu-Trường Sa phủ của Sở, Quảng châu-Hưng vương phủ của Nam Hán, Thái Nguyên phủ của Bắc Hán, Thành Đô phủ và Hưng Nguyên phủ của Tiền Thục và Hậu Thục, Giang Lăng phủ của Kinh Nam. Ngoài ra, còn có việc đặt "đại đô đốc phủ" ở những yếu địa về quân sự, như Hậu Lương đặt đại đô đốc phủ tại Tống châu, Phúc châu; Hậu Đường thiết lập 10 đại đô đốc phủ trên toàn quốc. Vào thời kỳ này, số lượng châu huyện ở phương nam tăng lên do cục thế chính trị ổn định, kinh tế phát triển và nhân khẩu gia tăng. "Thái bình hoàn vũ ký" viết rằng vào thời Ngũ đại Thập quốc, toàn Trung Quốc thiết lập mới 59 huyện, tuyệt đại bộ phần là ở phương nam, như Thục lập 5 huyện, Ngô Việt lập 5 huyện, Mân tăng thêm 13 huyện, Nam Đường lập mới 26 huyện.

## Thể chế chính trị

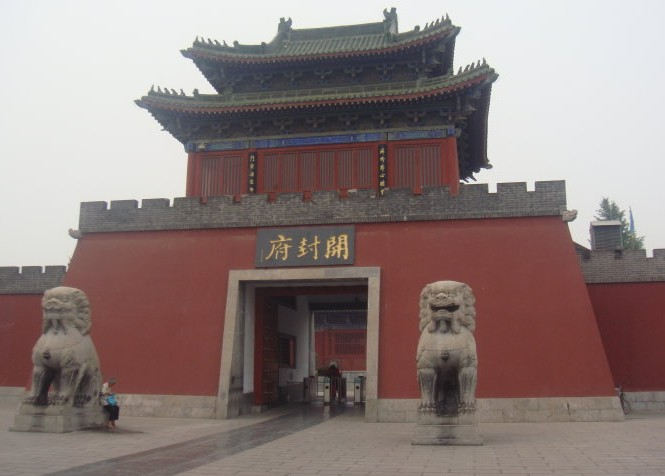
Trung tâm chính trị của Ngũ đại: Biện châu-Khai Phong phủ

Chế độ chính trị thời Ngũ đại Thập quốc nhìn chung kế thừa chế độ của triều Đường, song các triều có biến hóa rất nhiều, quan chức đương thời thường bị phế lập bất thường, chế độ khá hỗn loạn. Triều đình thiết lập tam tỉnh lục bộ để chủ quản việc hành chính, tam ty chủ quản tài chính và xu mật viện chủ quản quân sự. Do thời Ngũ đại Thập quốc chiến tranh không ngớt, quyền lực của xu mật viện thường lớn hơn so với tam tỉnh, vì vậy đương thời có khi tể tướng kiêm lĩnh xu mật viện. Thời Ngũ đại Thập quốc, nhiều tên chức quan có chữ "sứ", theo "Ngũ đại hội yếu" ghi lại thì có đến 30 loại như Sùng chính viện sứ, Tuyên huy viện sứ, Phi long sứ, Hàn lâm sứ, Ngũ phường sứ. Trong số Thập quốc, mặc dù có chính quyền thần phục các triều Ngũ đại, song về chế độ thì là một quốc gia độc lập, cơ cấu chính trị tương đồng với Ngũ đại. Do quân chủ thời Ngũ đại Thập quốc đại đa số đều xuất thân là tiết độ sứ, họ thường bổ nhiệm những phụ tá dưới trướng lúc trước nắm giữ các chức vụ trong triều đình. Những người từng phục vụ tiền triều chỉ được cấp cho hư chức như tam sư, tam công. Đương thời, tướng sĩ lập công sẽ được thưởng quan tước và danh hiệu, triều Tống kế thừa việc này và dẫn đến tình trạng thừa quan.
Tam tỉnh lục bộ
Cơ cấu hành chính Trung ương có tam tỉnh lục bộ; tam tỉnh gồm: thượng thư tỉnh, môn hạ tỉnh, trung thư tỉnh; Trung thư tỉnh được phân thành lục bộ, phân sở quan làm việc. Hậu Lương lại thiết lập Thượng thư lệnh vốn đã trống từ thời Đường, đồng thời định vào hàng chính nhất phẩm, đổi Thượng thư tả-hữu thừa thời Đường thành Tả-hữu thư thị lang. Thời Hậu Đường, khôi phục thể chế cũ của triều Đường, đồng thời thiết lập Tả-hữu bộc xạ, cùng Thượng thư tả-hữu thừa đều thuộc hàng chính tứ phẩm. Hậu Lương lại thiết lập "trung thư môn hạ tỉnh", đặt chức trung thư môn hạ bình chương sự, cải ty chính điện thành kim loan điện, cho 1 người làm đại học sĩ, cho Sùng chính viện sứ Kính Tường làm Kim loan điện đại học sĩ. Về Trung thư tỉnh và Môn hạ tỉnh, phẩm cấp quan viên đều cao hơn so với dưới triều Đường, trưởng quan Thị trung trước thời Đường Đại Tông thuộc hàng chính tam phẩm, đến thời Hậu Tấn thì Trung thư lệnh và Thị trung đều thuộc hàng chính nhị phẩm, Tả hữu thường thị từ hàng tam phẩm được thăng lên chính tam phẩm, Môn hạ thị lang được thăng từ chính tứ phẩm lên chính tam phẩm. Về phía Thập quốc, Đại thừa tướng của Ngô, Tả hữu thừa tướng của Sở và Ngô, Tam tri chính sự của Ngô và Nam Hán, Tham tướng phủ sự của Ngô Việt đều tương đương với chức tể tướng.
Tam ty
Tam ty chịu trách nhiệm chuyên quản tài vụ, đến thời Ngũ đại mới được xác định. Ngay từ thời Đường, Hộ bộ, Độ chi, Diêm-thiết phân quản tô thuế, thu chi tài vụ và độc quyền muối và sắt, vận chuyển vật tư. Đường Chiêu Tông cho tể tướng Thôi Dận kiêm lĩnh Tam ty sứ, từ đó xuất hiện chức Tam ty sứ. Hậu Đường từng đặt ra chức Tô dung sứ để quản hạt Tam ty, cuối cùng chính thức đặt ra Tam ty sứ và phó sứ để quản lý tài vụ triều đình, tài chính địa phương cũng phải nghe theo mệnh lệnh của Tam ty sứ. Sau đó, các Triều đại không phế bỏ mà kế thừa, việc triều Tống thiết lập Tam ty cũng là tiếp nối từ Ngũ đại.
Xu mật viện
Ngũ đại Thập quốc cũng thiết lập Xu mật viện để quản lý quân sự, song đại đa số người đứng đầu là võ tướng. Xu mật sứ quản lý quân sự, trong thực tế quyền lực thường vượt quá tể tướng, có thể trực tiếp hạ lệnh bổ nhiệm và miễn nhiệm tại phiên trấn. Người đứng đầu Xu mật viện do vậy thường là quan lại hết sức thân tín với hoàng đế, có khi tể tướng kiêm nhiệm chức Xu mật sứ. Ví dụ như năm 959, Hậu Chu Thế Tông mệnh Tư đồ bình chương sự Phạm Chất và Lễ bộ thượng thư bình chương sự Vương Phổ tham gia quản lý sự vụ của Xu mật viện, qua đó tăng cường chế độ quan lại văn nhân. Ngay từ thời Đường Đại Tông đã cho hoạn quan quản lý xu mật, Tả-hữu Thần Sách quân hộ quân trung úy và hai Xu mật xứ được gọi chung là "Tứ quý". Sau đó, hoạn quan thường xâm đoạt tướng quyền, thậm chí phế lập hoàng đế. Hậu kì triều Đường, Chu Ôn đại sát hoạn quan, từ đó bắt đầu bổ nhiệm triều thần nhậm chức Xu mật sứ. Sau khi kiến lập Hậu Lương, Hậu Lương Thái Tổ cải Xu mật viện thành Sùng chính viện, cải Xu mật sứ thành Sùng chính sứ. Năm 923, Hậu Đường Trang Tông lấy lại tên gọi Xu mật viện, đồng thời đặt ra chức Xu mật sứ và phó sứ. Hậu Tấn từng cho Tuyên huy sứ thay thế song không lâu sau lại khôi phục. Phương thức để Trung thư và Xu mật nắm quyền quản lý văn võ sau đó được triều Tống kế thừa. Thập quốc và các phiên trấn khác nói chung cũng thiếp lập chức Xu mật sứ hoặc chức quan khác tương đương.
Pháp luật
Hình pháp thời Ngũ đại Thập quốc về cơ bản tiếp tục sử dụng cách thức và biên sắc luật lệnh triều Đường, song những khi thay đổi Triều đại lại có sắc điều mới được ban ra, khiến xảy ra mâu thuẫn hay trùng lặp khó hiểu. Năm 957, Hậu Chu Thế Tông lệnh các đại thần tiến hành chỉnh lý, tăng cường chú thích những điều luật Đường tối nghĩa, loại bỏ các sắc lệnh phiền toái, biên soạn "Đại Chu hình thống" gồm 21 quyển, "Tống hình thống" được biên soạn vào những năm đầu Bắc Tống cũng là do được chỉnh lý từ thư tịch này mà hình thành.

## Ngoại giao
Ngay từ thời Đường, ngoại tộc quy phụ triều đình đã tiến vào Trung Nguyên định cư, sau loạn An Sử thì khu vực Hà Bắc, Thiểm Bắc và hành lang Hà Tây liên tiếp trở thành phạm vi thế lực của ngoại tộc, khiến chính cục Trung Nguyên dễ dàng chịu ảnh hưởng từ ngoại tộc. Ví dụ như người thuộc tộc Sa Đà, tộc Đảng Hạng được triều đình Đường sách phong làm tiết độ sứ, tộc Sa Đà lĩnh Hà Đông quân và sang thời Ngũ đại thì kiến lập Hậu Đường, Hậu Tấn và Hậu Hán. Nhưng tộc Khiết Đan có ảnh hưởng lớn nhất, nhiều lần viện trợ cho người soán lập ở Trung Nguyên. Sau khi tộc Khiết Đan lập Khiết Đan Quốc, đến năm 946 thì tiến vào làm chủ Trung Nguyên, kiến quốc triều Liêu. Tuy nhiên, cuối cùng triều Liêu lại phải rút về khu vực Yên Vân, song vẫn còn ảnh hưởng nhất định đối với khu vực Trung Nguyên.

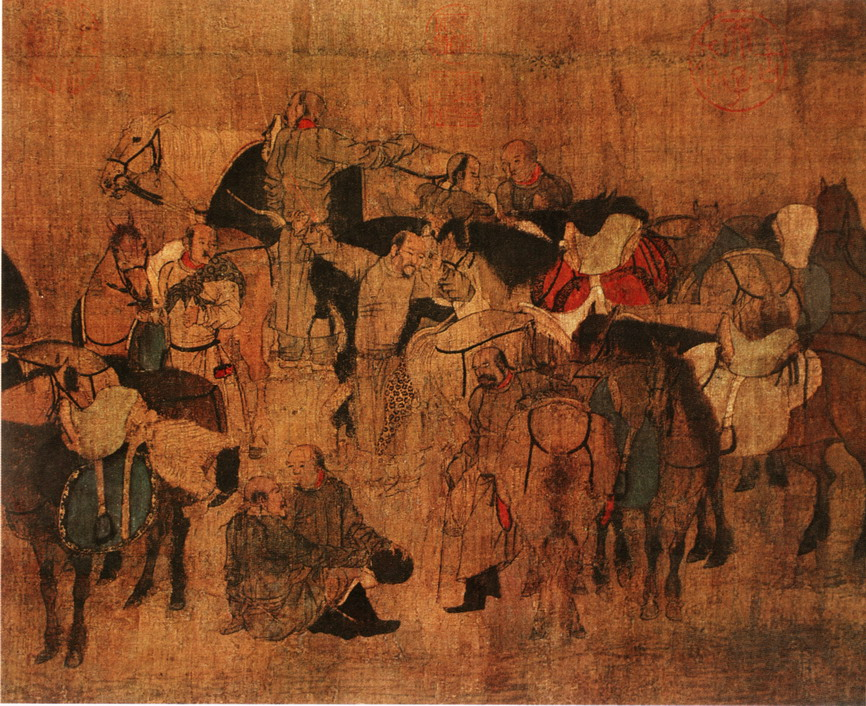
Trác Hiết đồ (một phần); miêu tả cảnh khả hãn, yên chi và bộ hạ tộc Khiết Đan tụ tập ăn uống sau khi ra ngoài săn bắn

Thời Ngũ đại, ở phương bắc thì tộc Khiết Đan là mạnh nhất. Thời Đường, tộc Khiết Đan được triều đình thụ phong là Tùng Mạc đô đốc phủ, đến hậu kỳ triều Đường, thủ lĩnh Điệt Thứ bộ của tộc Khiết Đan là Da Luật A Bảo Cơ nổi lên và chinh phục các bộ khác, đến năm 907 thì tức khả hãn vị. Ông lần lượt trấn áp các cuộc phản loạn quý tộc Khiết Đan và chinh phục các bộ lạc tộc Hề, Thất Vi, Hiệt Kiệt Tư, Trở Bốc tại khu vực Mạc Bắc, về mặt quân sự và kinh tế đều rất cường thịnh. Năm 915, Da Luật A Bảo Cơ sau khi xuất chinh và giành được thắng lợi trước tộc Thất Vi thì về nước, song bị buộc phải giao lại hãn vị. Không lâu sau, ông kiến thành ở ven bờ Loan Hà, sang năm sau thì kiến lập Khiết Đan Quốc, tức Liêu Thái Tổ. Khiết Đan Quốc bắt người Trung Nguyên, tiếp nhận lưu dân đến tị nạn chiến tranh ở Hà Bắc, tin dùng những người Hán như Hàn Diên Huy, Hàn Tri Cổ, Khang Mặc Kỳ và Lô Văn Tiến, xem như công thần. Năm 925, Khiết Đan Quốc đông chinh Bột Hải Quốc, sau có ý đồ tiến xuống phía nam chiếm cứ Trung Nguyên. Sau khi Da Luật Đức Quang kế vị, thừa cơ Hậu Đường phát sinh nội loạn, tiếp nhận thỉnh cầu của Thạch Kính Đường mà xuất binh hiệp trợ giúp Kính Đường diệt trừ Hậu Hán và kiến quốc Hậu Tấn, Khiết Đan Quốc thu được Yên Vân thập lục châu. Đến khi Hậu Tấn Xuất Đế kế vị, Hậu Tấn lại không muốn xưng thần với Khiết Đan, lạm sát thương nhân Khiết Đan. Do vậy, Da Luật Đức Quang xuất binh nam chinh song chưa thu được thành quả, sau do nhờ đại tướng Đỗ Trọng Uy của Hậu Tấn đầu hàng, Da Luật Đức Quang chiếm Biện châu, kiến quốc triều Liêu, tức Liêu Thái Tông. Tuy nhiên, sau đó quân Liêu tịch thu cỏ và ngũ cốc, lạm sát người Hán, khiến người Trung Nguyên khởi binh kháng Liêu, Liêu Thái Tông trở về phía bắc và qua đời ở Sát Hồ Lâm. Sau đó, triều Liêu sút kém đi nhiều, song sau đó vẫn phù trì cho Bắc Hán, chiến tranh với Hậu Chu thì thua nhiều thắng ít, cuối cùng đến năm 959 thì bị Hậu Chu Thế Tông đoạt mất Doanh châu, Mạc châu. Sau khi triều Tống thành lập và tiêu diệt Bắc Hán, thống nhất Trung Quốc, trong cùng năm bắc phạt triều Liêu. Các danh tướng Liêu như Da Luật Sa, Da Luật Hưu Ca, Da Luật Tà Chẩn giao chiến với quân Tống ở Cao Lương Hà (nay bên ngoài Tây Trực Môn của Bắc Kinh), kết quả quân Liêu thành công trong việc đánh bại quân Tống.
Ngoài ra, vào thời Ngũ đại ở phía bắc và đông bắc còn có các nước Hề, Thổ Dục Hồn, Thất Vi, Bột Hải. Thời Đường, Hề Quốc được thụ phong Nhiêu Lạc đô đốc phủ, đến trung hậu kỳ triều Đường thì nhiều lần xâm nhập biên cương Đại Đường. Sau này, Hề Quốc bị Khiết Đan Quốc chinh phục, người Khiết Đan kiến lập Trung Kinh để thống trị, rồi dần dần đồng hóa tộc Hề. Bột Hải Quốc là một cường quốc vào hậu kỳ triều Đường, đến năm 926 thì bị quân Khiết Đan tiêu diệt, Khiết Đan Quốc thành lập Đông Đan Quốc trên lãnh thổ cũ của Bột Hải Quốc, cho Thái tử Khiết Đan Da Luật Bội nhậm chức "hoàng vương". Sau khi Liêu Thái Tông kế vị, ông phế trừ Đông Đan Quốc, kiến lập Đông Kinh để quản lý. Thổ Dục Hồn bộ nguyên định cư ở khu vực Thanh Hải, song sau khi bị Thổ Phồn tiêu diệt thì tiến về phía đông đến khu vực Sóc Phương, Hà Đông, sang thời Ngũ đại thì phân tán như tại Uý châu. Năm 936, Hậu Tấn cắt nhượng Yên Vân thập lục châu cho Khiết Đan Quốc, khiến một bộ phận tộc Thổ Dục Hồn thần phục Khiết Đan, song có không ít người chạy đến Thái Nguyên, đến chỗ Hà Đông tiết độ sứ Lưu Tri Viễn.

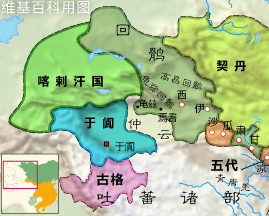
Vùng Hà Tây thời Ngũ đại
Khách Lạt hãn quốc
Vu Điền
Hồi Cốt
Cổ Cách
Khiết Đan

Hậu kỳ triều Đường, ở phương Tây thì Thổ Phồn là tối cường song vì nội bộ phân liệt nên suy yếu. Sang thời Ngũ đại, hành lang Hà Tây bị nhiều tộc như Hồi Cốt, Thổ Phồn, Đảng Hạng chiếm cứ, với Cam Châu Hồi Cốt, Lục Cốc bộ Thổ Phồn, Hoàng Đầu Hồi Cốt, tộc Đảng Hạng thống lĩnh Định Nan quân ở Thiểm Bắc, Định Nan tiết độ sứ là tiền thân của Tây Hạ. Khi đó, chính quyền của người Hán chỉ gồm Quy Nghĩa tiết độ sứ ở Sa châu và Qua châu, Sóc Phương tiết độ sứ cùng Hà Tây tiết độ sứ là thuộc địa của Ngũ đại và quản lý khu vực Lương châu và Lan châu. Thủ lĩnh tộc Đảng Hạng là Thác Bạt Tư Cung do có công bình loạn nên được Đường Hy Tông sách phong. Tuy nhiên, Định Nan quân độc lập tự chủ, về đối ngoại thì thần phục các triều Ngũ đại và Bắc Hán. Thời Ngũ đại, Hậu Đường Minh Tông có ý đồ thôn tính Định Nan quân, do vậy lệnh hoán đổi Đình Châu quân của An Trọng Tiến và Định Nan quân của Lý Di Siêu, cuối cùng Lý Di Siêu đẩy lui thành công quân Đường của An Trọng Tiến. Cuối cùng, sang thời Tống, Định Nan quân thôn tính vùng Hà Tây, lập quốc Tây Hạ. Khu vực Tây Vực lại có các nước như Tây Châu Hồi Cốt, Cao Xương Hồi Cốt, Quy Từ Hồi Cốt, Vu Điền và Khách Lạt hãn quốc, trong đó Vu Điền và Khách Lạt hãn quốc là hai nước lớn. Vu Điền quản lý một lãnh thổ rộng lớn ở nam bộ lòng chảo Tarim, Phật giáo thịnh hành ở nước này, quân chủ thuộc gia tộc Uất Trì, bắt đầu nắm quyền từ thời Hán. Thời Đường, nước Vu Điền từng thuộc Bì Sa đô đốc phủ, quốc vương Vu Điền khi đó là Uất Trì Phục Đồ Hùng kiêm nhiệm đô đốc. Sang thời Ngũ đại, Vu Điền theo xu hướng Hán hóa, quốc vương Lý Thánh Thiên (Uất Trì Ô Tăng Ba) tự xưng là "Đường chi tông thuộc", trong nước thì thi hành tục cũ của triều Đường, đồng thời phái người sang triều cống triều đình Trung Nguyên, Hậu Tấn phong là "Thái Bảo Vu Điền quốc vương". Khách Lạt hãn quốc là thế lực Hồi giáo đông tiến chủ yếu, nhiều lần phát sinh chiến tranh với Vu Điền, song cuối cùng đều thất bại. Đầu thế kỷ XI, Quy Nghĩa quân và Vu Điền bị Tây Hạ tiêu diệt.
Năm 905, Khúc Thừa Dụ chiếm lấy thủ phủ Đại La của Tĩnh Hải quân, tự xưng là Tiết độ sứ, sau được triều đình thừa nhận. Năm 907, Khúc Thừa Dụ qua đời, con là Khúc Hạo kế vị, thực hiện cải cách hành chính, củng cố quyền hành ở Tĩnh Hải quân. Đến thời Khúc Thừa Mỹ, ông chủ trương thân thiết với triều đình Hậu Lương, công khai gọi nước Nam Hán là "ngụy đình". Năm 930, Nam Hán Cao Tổ Lưu Nghiễm khiển bộ tướng Lương Khắc Trinh và Lý Thủ Phu tiến công Giao châu- thủ phủ của Tĩnh Hải quân; bắt được Khúc Thừa Mỹ, Tĩnh Hải quân về tay Nam Hán, chấm dứt quyền lực của họ Khúc. Lương Khắc Trinh còn tiến công Chiêm Thành, cướp vật quý của nước này rồi rút lui. Lưu Nghiễm khiển bộ tướng Lý Tiến đi cai quản Giao châu. Sau khi họ Khúc bị lật đổ, đến năm 931, Dương Đình Nghệ bao vây Giao châu. Lưu Nghiễm khiển Trình Bảo đem binh cứu viện, song thành bị chiếm trước khi Trình Bảo đến nơi. Năm 937, Dương Đình Nghệ bị Kiều Công Tiễn giết chết, Kiều Công Tiễn đoạt lấy quyền cai quản Tĩnh Hải quân. Năm 938, một tướng cũ của Dương Đình Nghệ là Ngô Quyền nổi dậy lại Ái châu và sau đó tiến công Giao châu, Kiều Công Tiễn cầu viện Nam Hán. Lưu Nghiễm muốn nhân cơ hội này để đoạt lấy Tĩnh Hải quân, do vậy mệnh hoàng tử Lưu Hoằng Thao đem binh đến cứu Giao châu, Lưu Nghiễm tự mình đem một đội quân theo sau. Lưu Nghiễm lệnh cho Lưu Hoằng Thao suất chiến hạm theo sông Bạch Đằng tiến đến Giao châu, quân Nam Hán đại bại, sử gọi là trận Bạch Đằng. Lưu Nghiễm hay tin thì tập hợp tàn quân trở về Nam Hán. Năm 939, Ngô Quyền xưng vương, kiến lập nhà Ngô, định đô ở Cổ Loa, khu vực Việt Nam bắt đầu thoát ly lịch sử Trung Quốc, đến năm 968, nhà Đinh được kiến lập, Việt Nam chính thức đi trên con đường độc lập.
Đại Lý Quốc kế thừa Nam Chiếu tồn tại từ thời Đường, do Nam Chiếu xảy ra chiến tranh với Đường trong một thời gian dài, quốc lực ngày càng suy yếu, những năm cuối của Nam Chiếu nhiều lần xảy ra việc quyền thần soán vị. Năm 902, Thanh Bình quan Trịnh Mãi Tự bách hoàng đế Nam Chiếu là Mông Thuấn Hóa Trinh phải thoái vị, kiến quốc Đại Trường Hòa. Năm 928, Đông Xuyên tiết độ sứ (của Đại Trường Hòa) Dương Can Trinh và Thanh Bình quan Triệu Thiện Chính giết Hoàng đế Trịnh Long Dân, Triệu Thiện Chính kiến quốc Đại Thiên Hưng. Năm sau, Dương Can Trinh phế Triệu Thiện Chính, tự lập, kiến quốc Đại Nghĩa Ninh. Em trai của Dương Can Trinh là Dương Chiếu nhận thấy Hải Thông tiết độ sứ Đoàn Tư Bình có lòng dạ khác, do vậy thúc giục Dương Can Trinh phái binh truy sát. Đoàn Tư Bình liền thỉnh cầu Cao Phương che chở giúp đỡ. Sau đó, Đoàn Tư Bình hướng đông mượn binh tộc Thoán Đen, cùng em là Đoàn Tư Lương và quân sư Đổng Già La cất binh phản kháng. Năm 937, Đoàn Tư Bình diệt Đại Nghĩa Ninh, kiến lập Đại Lý Quốc, quốc đô là thành Đại Lý.

## Chế độ quân sự
Chế độ quân sự Ngũ đại Thập quốc kế thừa chế độ tiết độ sứ từ hậu kỳ triều Đường, đương thời phiên trấn địa phương thường cất binh nhằm lật đổ triều đình trung ương. Để giải quyết vấn đề này, triều đình dần tăng cường cấm quân trung ương để áp chế địa phương, đến triều Tống thì phát triển thành chính sách "Cường cán nhược chi". Đơn vị quân sự tối cao thời Ngũ đại Thập quốc là Xu mật viện, đại đa số là do võ tướng đảm nhiệm. Do Ngũ đại trọng quân sự, khinh văn nhân, có khi cũng cho tể tướng kiêm chức Xu mật sứ để củng cố chính quyền.

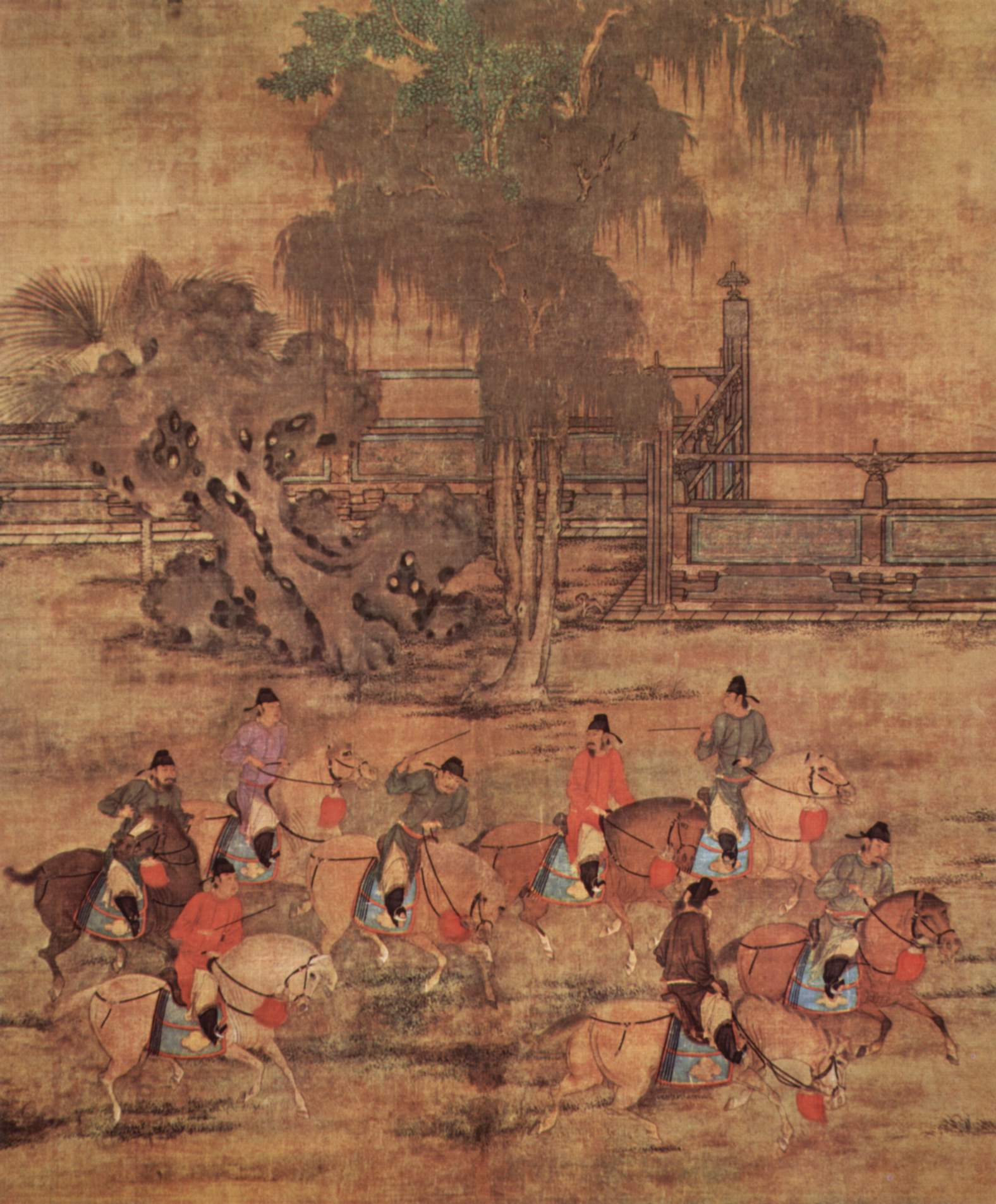
"Bát đạt xuân du đồ", miêu tả sinh hoạt cung đình, Triệu Sở triều Hậu Lương vẽ

Từ trung kỳ triều Đường trở đi, các tiết độ sứ có binh lực lớn mạnh, quản lý quân sự và dân chính tại địa phương. Họ có địa vị cao và quyền lực lớn, rất tùy tiện làm càn, khi đó thường phát sinh việc phát binh nhằm lật đổ triều đình, sử gọi là phiên trấn cát cứ. Cuối cùng, triều Đường bị Tuyên Vũ tiết độ sứ Chu Toàn Trung soán vị, những người kiến quốc khác thời Ngũ đại Thập quốc phần nhiều cũng là các tiết độ sứ. Trong thời Ngũ đại Thập quốc, việc phát binh soán vị xảy ra nhiều, sau khi Hậu Tấn Cao Tổ cắt nhượng Yên Vân thập lục châu thì càng trở nên kịch liệt. Quân chủ Ngũ đại thường bị thay thế, cuối cùng hình thành loạn thế 9 họ 15 vua. Các quân chủ này do vậy lựa chọn thực hiện chính sách "cường cán nhược chi" như kiến lập cấm quân, điều động tiết độ sứ địa phương, để làm suy yếu phe nhóm thực lực địa phương. Cấm quân phụ trách bảo vệ thủ đô và hoàng cung, có khi đến trú phòng các nơi để áp chế phiên trấn địa phương; ví dụ như Hậu Lương, Hậu Đường từng dùng cấm quân để áp chế, làm suy yếu Hà Bắc tam trấn. Sau này, Tống Thái Tổ cũng sử dụng cấm quân trong việc thống nhất Trung Quốc. Ngoài ra, triều đình cũng thường xuyên điều động tiết độ sứ, thay đổi trú địa của họ, ngăn cản việc họ chiếm cứ địa phương trong một thời gian dài và hình thành thế lực cát cứ.
Bên cạnh việc các triều Ngũ đại thường mở rộng cấm quân, quan chế quân sự cũng có nhiều biến đổi. Đội quân thân cận nhất của Hậu Lương Thái Tổ là "thính tử đô", đội quân này được trang bị rất tốt, hung hãn dị thường, quân Tấn rất sợ hãi. Sau khi lập quốc, quân Tuyên Vũ được mở rộng thành cấm binh, chọn những người tinh nhuệ trong cấm quân để thành lập thị vệ thân quân. Tại thủ đô, thiết lập Tả-hữu long hổ quân, Tả-hữu vũ lâm quân, Tả-hữu thần vũ quân, Tả-hữu long tương quân, đều cho thân vương làm quân sứ, về sau danh xưng có biến đổi. Cấm quân thời Hậu Đường tiền thân là quân Hà Đông, Lý Khắc Dụng dùng nhiều con nuôi làm cốt cán mà kiến lập "Nghĩa nhi quân", là đội quân tinh nhuệ Nhất. Bộ binh chủ lực trong việc chinh chiến là 'Ngụy Bác ngân thương hiệu tiết quân' được thu biên vào năm 915, khi diệt Hậu Lương đã phát huy tác dụng to lớn. Sau khi kiến quốc, tại thủ đô kiến lập các đội quân như Nghiêm vệ tả-hữu quân, Phủng thánh tả-hữu quân. Thời Hậu Đường Minh Tông, thành lập thị vệ thân quân làm cấm quân, lấy binh sĩ từ khi khởi sự ở Nghiệp Đô làm cốt cán, còn gọi là Tùy giá quân. Trong số các quân chủ Ngũ đại, Thạch Kính Đường từng đảm nhiệm chức Thị vệ thân quân Mã bộ quân đô chỉ huy sứ kiêm Lục quân đô vệ phó sứ. Hậu Tấn cũng thiết lập Hộ thánh tả-hữu quân tại thủ đô, bộ phận chủ yếu nguyên là đội quân theo Thạch Kính Đường từ khi khởi sự ở Hà Đông, bộ thuộc Lưu Tri Viễn đảm nhiệm chức Thị vệ mã bộ quân đô chỉ huy sứ. Quân chế Hậu Hán kế thừa Hậu Tấn, không có cải biến quá lớn. Hậu Chu thiết lập Long tiệp tả-hữu quân, Hổ tiệp tả-hữu quân tại thủ đô. Thời Hậu Chu Thế Tông, Hậu Chu tiến hành cải cách chế độ quân sự, thực thi chế độ luyện tuyển, tinh giản cấm quân trung ương, bổ sung binh sĩ khỏe mạnh, đặt chức quân quan cao cấp như Điện tiền đô chỉ huy sứ, Thủy lục đô bổ thự, Điện tiền đô điểm kiểm, hình thành cấm quân "Điện tiền chư ban". Trong đó, "Điện tiền đô điểm kiểm" nắm giữ thực quyền quân sự, về sau người đảm nhiệm chức này là Triệu Khuông Dận đã phát động binh biến Trần Kiều, soán vị mà thiết lập triều Tống. Sau đó, Tống Thái Tổ mệnh cho Binh bộ thượng thư Trương Chiêu Viễn chế định ra quân pháp mới để tạo ra kỷ luật nghiêm minh trong quân đội, cuối cùng hạn chế quyền lực của phiên trấn bằng các biện pháp như cấm chỉ sản xuất binh khí hay cấm can dự quân chính.
Do chiến tranh liên miên, gánh nặng binh dịch trở nên trầm trọng. Đương thời, để ngăn chặn binh sĩ chạy trốn, các binh sĩ bị thích chữ theo quân hiệu của họ lên mặt, để các cửa ải và bến đò có thể thuận tiện mà nhận diện, truy bắt binh sĩ đào ngũ. Ngoài ra, các nơi cũng bắt nam nữ phải tham gia vào việc vận chuyển, vô số người và gia súc kiệt sức đến chết trên đường. Lưu Nhân Cung ở U-Yên bắt nam giới trên 15 tuổi, dưới 70 tuổi tự chuẩn bị quân lương tòng quân, tổng cộng có 20 vạn quân. Bắc Hán quy định nam giới trên 17 tuổi đều phải nhập binh tịch làm binh. Nam Đường còn từng lệnh cho toàn bộ quốc nhân, trừ những ai già yếu, đều phải tòng quân. Ngô Việt vương Tiền Thục buộc hết dân đinh trong nước làm binh. Ở Hồ Nam, Mã Hy Ngạc bắt toàn bộ đinh tráng Lãng châu làm hương binh. Vào hậu kỳ, nước Mân bắt dân làm binh, trưng dụng sức dân không ngưng. Ngoài binh dịch, người dân còn phải lao dịch xây dựng. Hậu Đường Trang Tông từng bắt dân xây dựng doanh lâu, "một ngày có vạn người lao dịch". Kinh Nam tu sửa ngoại quách thành Giang Lăng, bắt hơn vạn binh lính và dân lao dịch. Mân Chủ xây dựng dinh quan cung điện, "bách dịch phồn hưng". Với việc lao dịch nghiêm ngặt nặng nề, phương Bắc bị chiến tranh tàn phá gặp khó khăn trong việc phục hồi, tiến trình phát triển kinh tế ở phương nam cũng gặp trở ngại rất lớn.

## Nhân khẩu

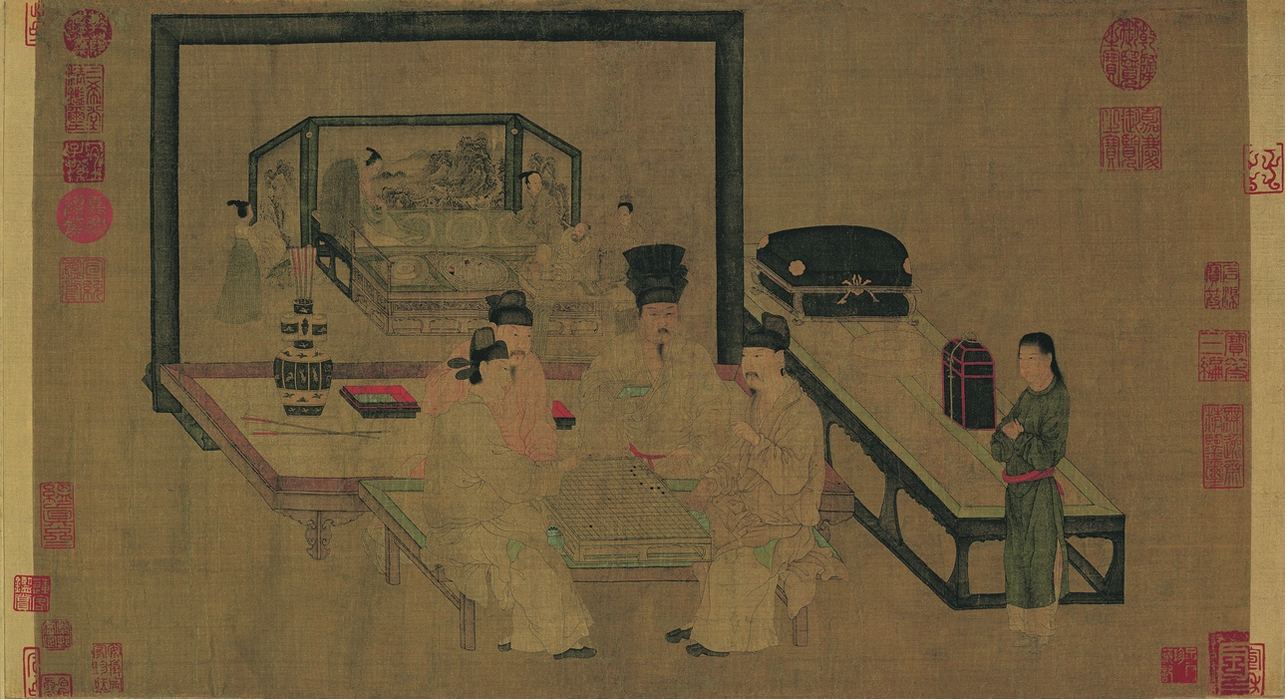
"Trọng bình hội kì đồ" của Chu Văn Củ, biểu hiện cảnh sinh hoạt cung đình hoặc văn sĩ Nam Đường

Từ hậu kỳ triều Đường đến thời Ngũ đại Thập quốc, do chiến loạn kéo dài và thiên tai nên kinh tế khu vực Trung Nguyên bị tàn phá rất nặng. Sau loạn Hoàng Sào, trong suốt 60-70 năm, chiến sự lớn nhỏ không dừng. Binh dịch và các loại lao dịch ở khu vực Hoa Bắc rất nặng nhọc. Những người thống trị xem nhân mạng như cỏ rác, quần chúng vô tội thường bị thảm sát. Chiến tranh và lao dịch nặng nhọc khiến hàng vạn người chết đói hoặc lưu tán tha hương. Giả dụ như vào hậu kỳ triều Đường, Tần Tông Quyền từ Thái châu đánh ra tứ phía, từng đánh chiếm Đông Đô, hình thành tình huống "nhìn xa nghìn lý, không thấy khói lửa". Khi Chu Ôn giao chiến với Thì Phổ ở Từ châu, nông nghiệp ba châu Từ, Tứ và Hào bị phá hoại. Khi Chu Ôn giao chiến với Lưu Nhân Cung ở Hà Bắc, một dải từ Ngụy châu đến Thương châu bị phá hoại, trận chiến ở Định châu khiến cho hơn 6 vạn người tử thương. Khu vực Trường An, Lạc Dương vốn là nơi tập trung tinh hoa của triều Đường, song khi Chu Ôn buộc Đường Chiêu Tông đông thiên, ông ta cũng buộc người dân phải thiên di, đồng thời phá bỏ phòng ốc, đốt cháy hoàn toàn, không đầy 100 hộ trở về. Sau đó, xảy ra chiến sự giữa Hậu Lương và Tấn, khiến cho vùng Tấn Nam-Dự Bắc có không ít địa phương "làng không thóc lúa, ấp không khói lửa". Để ngăn chặn quân Tấn, Hậu Lường từng vài lần làm vỡ đê Hoàng Hà, khiến vùng Hà Nam và Sơn Đông nước lụt tràn ngập, dân không kham nổi. Đến giữa thời kỳ Hậu Đường và Hậu Tấn, khu vực Hoa Bắc bị Khiết Đan Quốc tiến đánh và quấy nhiễu; đất Yên châu Lô Long nhiều lần bị kị binh Khiết Đan cướp bóc đốt phá, trong vài nghìn lý "dân vật đãi tận". Đặc biệt là sau khi quân Khiết Đan nam hạ đánh chiếm Biện châu, trong phạm vi hàng trăm lý giữa Khai Phong và Lạc Dương, dân cư chỉ còn rất ít, bách tính Tương châu có đến hơn vạn người bị giết chết. Thời Hậu Hán, các phiên trấn như Hà Trung và Phượng Tường phản lại triều đình, thi thể người chết trận và chết đói có trên 20 vạn. 12 châu của Bắc Hán vào thời Thịnh Đường có đến 28 vạn hộ, song vào lúc Bắc Hán mất nước thì chỉ có hơn 3 vạn hộ, tức là chỉ còn lại 1/8 so với thời thịnh Đường. Năm 838, thời Đường Văn Tông, Đại Đường có 4,99 triệu hộ, đến khi triều Tống thống nhất Trung Quốc thì có 3,79 triệu hộ, tức trong vòng 140 năm giảm đi 120 vạn hộ, qua đó có thể thấy thời Đường mạt và Ngũ đại, chiến loạn kịch liệt còn dân sinh thì thống khổ.
Hậu kỳ triều Đường, phương nam chịu ảnh hưởng từ biến Bàng Huân và loạn Hoàng Sào, tuy nhiên sang đến thời Thập quốc thì có tương đối ít các cuộc chiến tranh lớn, chính cục tương đối ổn định, có lợi cho việc khôi phục và phát triển kinh tế- xã hội. Lại thêm việc sau khi triều Đường suy yếu, Trung Nguyên bất ổn định, có không ít người nối tiếp nhau tiến về phương nam để đến Giang Nam, Hồ Quảng và Ba Thục, xa nhất đến tận đất Lưỡng Quảng. Quan Nội đạo, Hà Nam đạo, Hà Bắc đạo đều có hộ khẩu giảm sút rất nhiều; song ở các nơi phương nam như Tô châu, Ngạc châu, Hồng châu, Nhiêu châu, Cát châu, Tương châu, Dĩnh châu, Đường châu, Hành châu, Quảng châu đều có hộ khẩu tăng đáng kể. Theo cách nói đương thời, thì trong số hộ khẩu tại Tô châu, một phần ba là từ phương bắc đến; ở Vũ Xương số hộ khẩu tăng gấp ba lần chỉ trong vòng hai năm, đều phản ánh việc có nhiều người di cư về phương nam, khiến phân bổ nhân khẩu khá tập trung ở phương nam. Việc ổn định lâu dài có lợi cho phát triển sản xuất, khiến phủ khố của Thập quốc dần trở nên đầy đủ. Mạt kỳ Ngũ đại Thập quốc, hộ khẩu Hậu Chu và Bắc Hán không quá 100 vạn, các nước phương nam thì lại đạt đến trên 270 vạn hộ. Trong số các nước, đông nhất là Nam Đường với khoảng 65 vạn hộ, tiếp đến là Ngô Việt với khoảng 55 vạn hộ, Hậu Thục có khoảng 53 vạn hộ. Tổng nhân khẩu của ba nước này đương thời chiếm một nửa dân số toàn Trung Quốc. Đến khi triều Tống thống nhất Trung Quốc, khu vực Hoa Bắc nguyên thuộc Hậu Chu và Bắc Hán có khoảng 100 vạn hộ, song khu vực phương nam nguyên thuộc chín nước thì có 230 vạn hộ. Những năm đầu Bắc Tống, tỉ lệ nhân khẩu nam bắc đại ước là 6:4.
| Niên đại                                           | Số hộ        | Số khẩu                             | Ghi chú                                |
| -------------------------------------------------- | ------------ | ----------------------------------- | -------------------------------------- |
| Đường Ai Đế năm Thiên Phục thứ 3 (907)             |              | Ước tính toàn quốc 20.000.000 người | triều Đường diệt vong                  |
| Hậu Chu Thế Tông năm Hiển Đức thứ 6 (959)          | 2.309.812 hộ |                                     |                                        |
| Tống Thái Tông năm Thái Bình Hưng Quốc thứ 4 (979) | 3.790.000 hộ | 32.500.000 khẩu                     | Bắc Tống thống nhất Trung Quốc bản thổ |

## Kinh tế
Hậu kỳ triều Đường, do các nhân tố như loạn An Sử, phiên trấn cát cứ và loạn Hoàng Sào, khiến phương bắc chiến loạn bất kham, nhân khẩu di chuyển xuống phương nam, ruộng vườn hoang vu. Đến thời kỳ Ngũ đại Thập quốc, phương bắc thường xuyên đổi chủ và ngọn lửa chiến tranh vẫn chưa tắt, do vậy mà kinh tế khá lạc hậu. Cho đến hậu kỳ triều Hậu Chu, kinh tế phương bắc mới dần khôi phục, song vẫn không theo kịp phương nam. Trong khi đó, phương nam ổn định hơn, tiếp nhận dòng di dân từ phương bắc, đem lại cho phương nam một lực lượng lao động lớn cùng với kỹ thuật canh tác và dệt tiên tiến, đẩy nhanh tốc độ phát triển kinh tế của phương nam. Đến thời kỳ Ngũ đại Thập quốc, các nước phương nam thoát khỏi gánh nặng về kinh tế với phương bắc, hơn nữa các quân vương lại xem trọng phát triển sản xuất, phát triển một số đại thành thị trở thành các trung tâm kinh tế khu vực. Đất Thục là nơi nông nghiệp, công thương nghiệp phát đạt, kho lương no đầy. Vùng Giang Nam Lưỡng Hoài mạnh về canh tác, trồng dâu nuôi tằm, trồng chè, thủy lợi và thương nghiệp mậu dịch; trong đó Ngô Việt, Mân và Nam Hán có hoạt động mậu dịch hưng thịnh nhất. Hồ Quảng dựa vào bán trà và vận chuyển trà đến khu vực Hoàng Hà, trao đổi y liệu và chiến mã để thu lợi nhuận. Các nước phương nam bổ sung các mặt hàng mà nước khác không có với nhau, đồng thời thông thương mậu dịch với Hoa Bắc, ngoại quốc rất hưng thịnh. Phương nam đến thời điểm này hoàn toàn thay thế phương bắc để trở thành trung tâm kinh tế của toàn Trung Quốc.

### Nông nghiệp

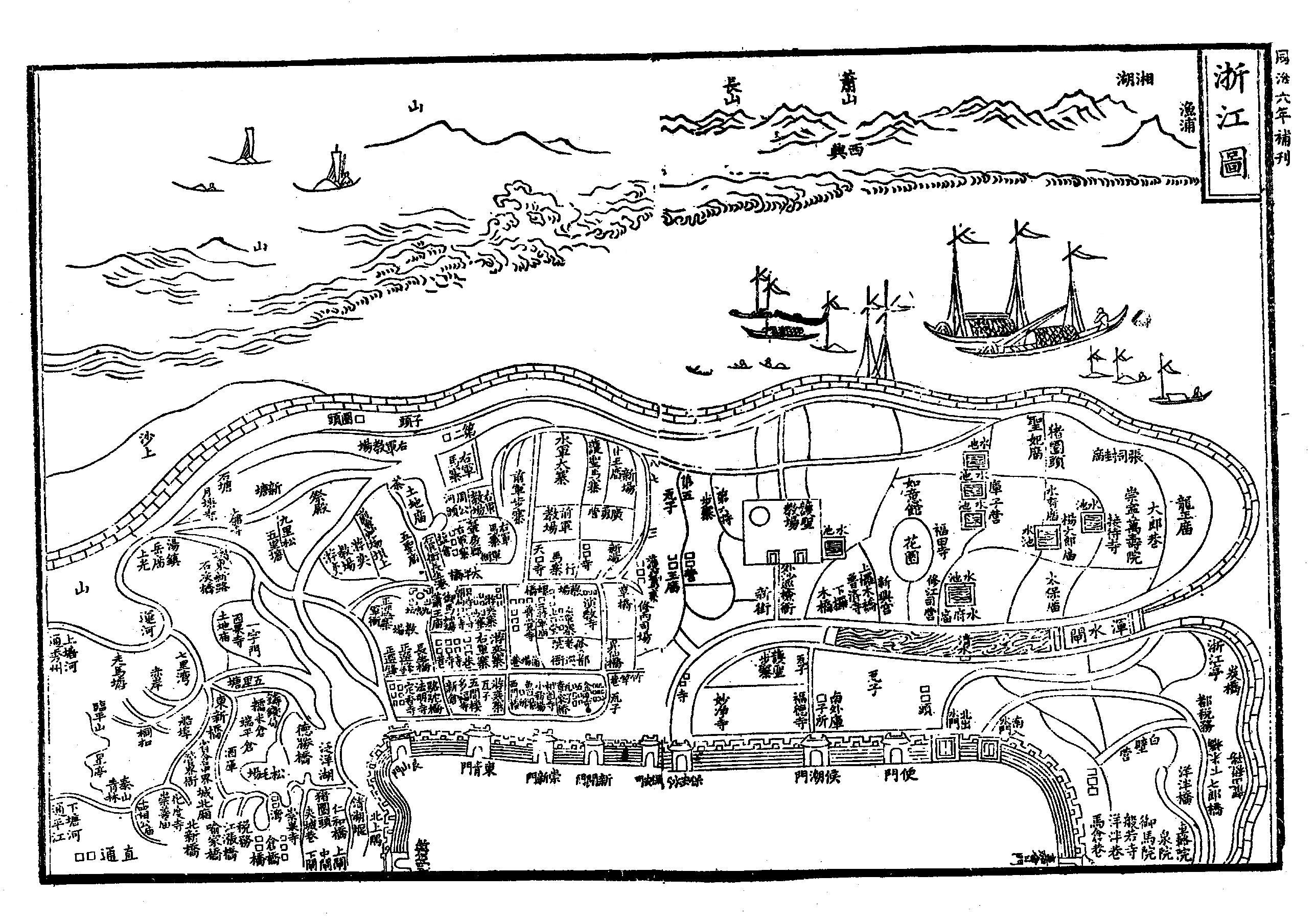
Địa đồ thành Hàng châu và Tiền Đường Giang thời Bắc Tông, thành này và đê đá Tiền Đường Giang là do Ngô Việt vương Tiền Lưu cho xây dựng

Từ hậu kỳ triều Đường đến thời kỳ Ngũ đại Thập quốc, do chiến loạn và thiên tai kéo dài, kinh tế khu vực Trung Nguyên chịu tàn phá rất nhiều, Hà Bắc, Hà Nam, Sơn Đông và Quan Trung đều là vùng chiến loạn. Giả dụ như vào năm 943 thời Hậu Tấn Xuất Đế, vào xuân hạ thì chịu nạn hạn hán, đến thu đông thì chịu thủy tai, bùng nổ nạn châu chấu, đến lá trúc cũng bị châu chấu ăn mất; lại thêm quyết định phá vỡ đê Hoàng Hà vì mục đích quân sự, các châu như Biện, Ngạc ngập chìm trong nước, khiến hoạt động sản xuất ở phương bắc chịu sự phá hoại nghiêm trọng. Một cách tương đối thì từ thời Hán-Ngụy-Lục triều trở đi, vùng Giang Nam, Hồ Quảng và Ba Thục khá bình ổn và kinh tế tiếp tục phát triển, trở thành nơi nhân dân Trung Nguyên chạy đến lánh nạn. Cộng thêm việc Hoa Nam được chia thành một số quốc gia, các nước tăng cường sức mạnh kinh tế và mưu hoạch phát triển kinh tế một cách thận trọng, điều này khiến cho sức mạnh kinh tế của Thập quốc vượt xa so với Ngũ đại trọng vũ lực.
Thời Ngũ đại chiến tranh không ngừng, song có không ít vị vua thúc đẩy kinh tế. Sau khi xưng đế, Hậu Lương Thái Tổ xem trọng nông nghiệp, ông bổ nhiệm Trương Toàn Nghĩa làm Hà Nam doãn, nhằm khôi phục sản xuất ở khu vực Hà Nam. Đến năm 908 ông lại lệnh cho các châu diệt châu chấu để làm lợi cho làm ruộng và trồng dâu nuôi tằm. Trong thời gian Hậu Đường Minh Tông chấp chính, ông đề xướng tiết kiệm, tu sửa công trình thủy lợi, quan tâm đến nỗi thống khổ của bách tính, khiến bách tính có thể nghỉ ngơi. Đến thời Hậu Chu, Hậu Chu Thái Tổ cho giảm nhẹ áp lực đối với nông dân, vào năm 952 tiếp tục đem binh đến đóng tại doanh điền ban cho điền hộ, nhằm tăng số thuế thu được; đồng thời phế trừ việc thi hành "ngưu tô" từ thời Hậu Lương Thái Tổ, khiến nông dân được miễn trừ gánh nặng thuế trâu/bò chết. Đến thời Hậu Chu Thế Tổ, triều đình kiến lập điền chế công bằng, trưng thuế theo số mẫu ruộng chiếm hữu trên thực tế. Điều này khác với chế độ cũ thời Tùy-Đường, song cùng là hai cách đánh thuế sản được thực hành phổ biến sau này.
Các nước phương nam đề xướng phát triển kinh tế, đồng thời lại xem trọng việc xây sửa công trình thủy lợi, phòng thủy để ngăn ngừa thiệt hại; giả dụ như Ngô Việt và Nam Đường khích lệ làm ruộng trồng dâu; Mân và Nam Hán xúc tiến mậu dịch với hải ngoại; Tiền Thục và Hậu Thục đều phát triển cày cấy và dệt lụa, những điều này đều khiến cho kinh tế phương nam phát triển. Ba Thục từ thời Đường đã có sản vật rất dồi dào, dân số đông đúc, được gọi là "Thiên phủ chi quốc". Sau khi trải qua chiến loạn, Tiền Thục của Vương kiến và Hậu Thục của cha con Mạnh Tri Tường-Mạnh Sưởng đều mưu hoạch phát triển kinh tế, chính trị tương đối ổn định. Họ cũng chú trọng xây dựng công trình thủy lợi, mở rộng diện tích đất canh tác, ở khu vực Bao Trung lại lập ra đồn điền, khiến cho sản xuất nông nghiệp khá phát triển. Thời Hậu Thục, "bách tính no đủ", "một đấu gạo tam tiền". Khu vực Lưỡng Quảng tiếp nhận không ít dân thiên cư, những năm Ngũ đại, khu vực phía nam Nam Lĩnh bình yên vô sự, phủ khố Nam Hán dần đủ đầy.
Khu vực Lưỡng Hoài, Giang Nam và Thái Hồ thuộc Ngô/Nam Đường và Ngô Việt từ thời Tùy-Đường đã rất phồn vinh, là trọng trấn lương thực của triều Đường. Trải qua biến Bàng Huân và loạn Hoàng Sào, các khu vực này dần hồi phục, triều đình ủng hộ khai khẩn đất hoang đại quy mô tại đây, đồng thời xây đắp nên các thủy đạo. Ngô và Nam Đường khơi thông Luyện Hồ ở Đan Dương, khơi thông hồ Giáng Nham ở Cú Dung, đắp đê Bạch Thủy ở Sở châu, đắp đê An Phong ở Thọ châu, ít công trình nào mà chỉ tưới cho vài nghìn khoảnh ruộng, đa số tưới tiêu cho trên vạn khoảnh ruộng. Ngô Việt vương cho xây đắp đê đá Tiền Đường Giang để phòng thủy triều từ biển xâm nhập,, đồng thời khơi thông nạo vét Tây Hồ, Thái Hồ và Giám Hồ, cũng mộ dân khai khẩn ruộng hoang, miễn thu thuế ruộng, khiến khu vực Hàng Châu trở thành một nơi giàu có ở Giang Nam. Khu vực Phúc Kiến vào hậu kỳ triều Đường không có kinh tế mạnh, song huynh đệ Vương triều và Vương Thẩm Tri sau khi chiếm lĩnh và lập ra nước Mân, họ khuyến khích dân chúng cày cấy và trồng dâu, cho xây đê Xa Hồ ở huyện Liên Giang, có thể tưới cho 4 vạn dư khoảng ruộng. Nông dân Nam Đường và Ngô Việt cũng xây dựng một kiểu đê ngăn nước tại ruộng gọi là "vi điền". Khi hạn thì mở đập dẫn nước vào ruộng, khi lụt thì đóng đập để ngăn nước, biến các vùng trũng thấp hay bị úng nước trở thành đất ruộng tốt. Ở đất Hồ Quảng, từ thời Đông Tấn-Nam-Bắc triều trở đi đã rất hưng thịnh. Sau khi Mã Ân cát cứ Hồ Nam và kiến lập nước Sở, sản lượng lương thực của Tương Trung và Tương Tây không ngừng tăng lên. Đến thời Chu Hành Phùng cát cứ Hồ Nam, nhân dân "chuyên tâm cấy gặt, trong vòng 4-5 năm, kho lương đầy ắp". Các khu vực ở trung hạ du Trường Giang đều trở nên dư thừa lương thực "Cấp ra cho Thiên hạ, Giang Nam chiếm đến 9/10", sang thời Tống, có câu nói "Tô (hay Hồ) thường được mùa thì Thiên hạ no đủ".
Ngoài sản xuất lương thực ra, các ngành kinh tế khác ở phương nam như trà, dệt lụa, bông cũng rất hưng thịnh, tiến lên mức chuyên nghiệp hóa. Đương thời, trà ngoài các giống ở vùng núi, cũng có các giống trồng ở vùng đất bằng hay gò đồi. Căn cứ theo ghi chép tại "Tứ thời toản yếu", đương thời vườn trà Giang Nam rất phát đạt. Thời Thập quốc, nước Sở của Mã Ân đối với các ngành như trà, trồng dâu nuôi tằm, bông đều rất hưng thịnh, dẫn đến thương nghiệp và mậu dịch của Sở cũng phát đạt. Nước Mân phát triển kinh tế sản vật trà, lại khuyến khích mậu dịch trên biển, có tác dụng thúc đẩy rất lớn đối với kinh tế bản địa.

### Thủ công nghiệp

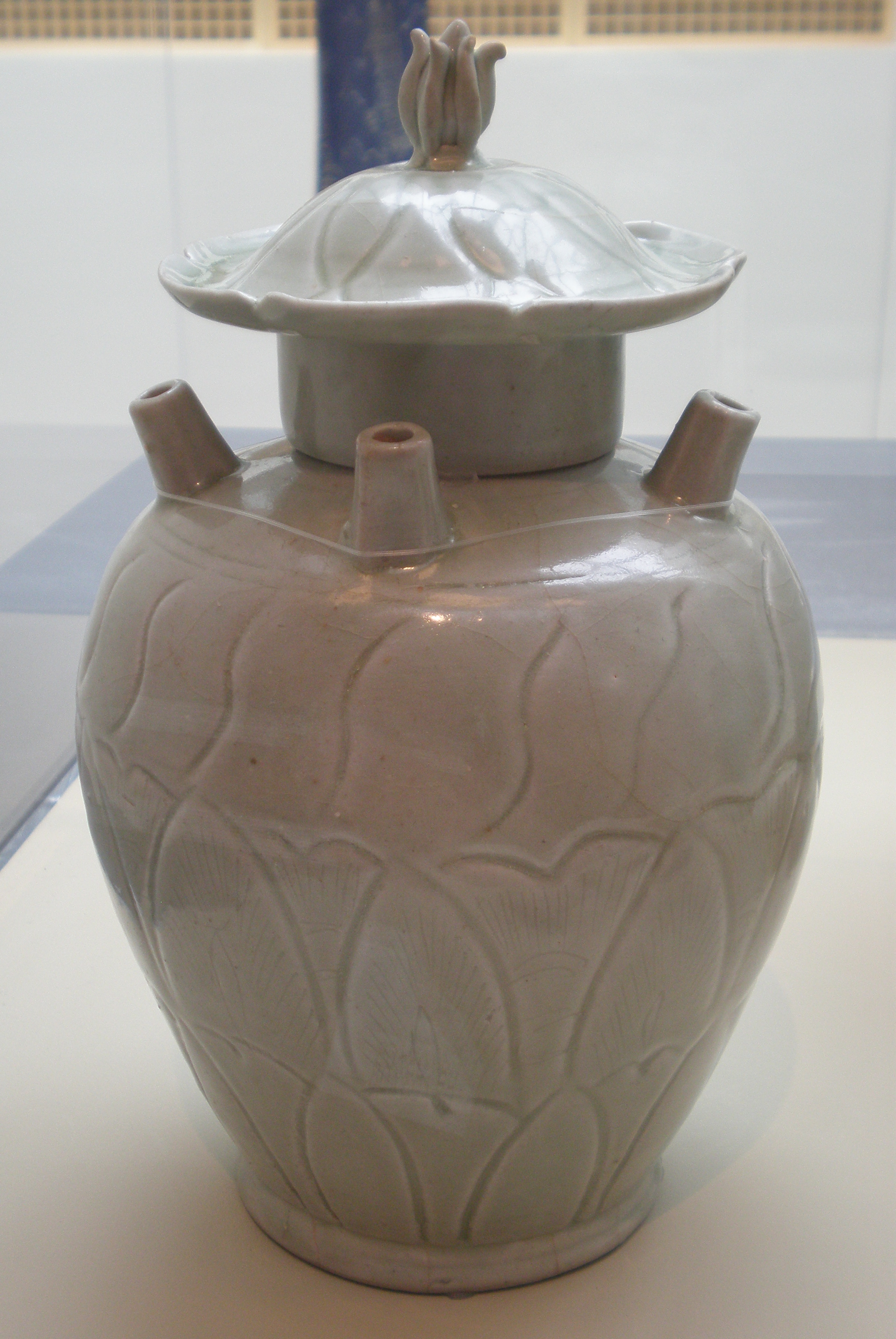
Đồ sứ trắng đỉnh sen bốn vòi thời Ngũ đại

Các nước hỗn chiến khiến kinh tế-xã hội bị phá hoại nghiêm trọng, song sản xuất xã hội không bị gián đoạn. Thậm chí ở khu vực Hoa Bắc, đầu thời Hậu Lương Thái Tổ trị vì, và thời Hậu Đường Trang Tông tại vị, họ đều thi hành biện pháp để khôi phục sản xuất. Thời Hậu Chu, thủ công nghiệp như xe sợi dệt vải, làm giấy, làm trà, làm muối đều có sự phát triển, nghề xe sợi dệt vải ở phương nam đã vượt qua phương bắc.
Điêu bản ấn loát (in bằng bản được chạm trắc từ trước) đầu tiên được lưu hành trong dân gian, song vào thời Ngũ đại Thập quốc thì đặc biệt phổ biến, trong đó hai nơi là Giang Nam và Ba Thục khá phát triển, không chỉ dùng để in sách kinh Phật hoặc sách dùng hàng ngày trong dân gian, mà còn dùng để in các kinh điển Nho giáo vốn chỉ phục vụ cho tầng lớp sĩ đại phu. Điêu bản ấn loát ở Tiền Thục khá phát triển, các sản phẩm in chủ yếu là sách xem bói hay tự điển. Đến thời Hậu Thục, người ta thông thạo việc in ấn, khiến cho "trong Thục, văn học phục thịnh". Năm 932, tể tướng Hậu Đường Phùng Đạo đề nghị chính thức chọn cách dùng điêu bản để in Cửu kinh như Thi Kinh, Thư Kinh, Kễ Kỳ, xuất hiện việc in ấn chính thức trên quy mô lớn. Kế hoạch này do Quốc tử giám thực hiện, không vì chiến loạn mà đình chỉ, đến năm 953 vào thời Hậu Chu thì mới hoàn tất việc khắc ấn, tổng cộng mất tới 22 năm. Kể từ đó, khắc bản "Cửu kinh" được lưu truyền rộng rãi. Sau đó, triều đình khắc ấn kinh thư với số lượng tăng thêm, nhiệm vụ này lại giao cho Quốc tử giám phụ trách, bản khắc sách được thu giữ trong Quốc tử giám và được gọi là "giám bản".
Ngũ đại cũng là thời kỳ chuyển đổi trọng yếu của nghề gốm, do dân gian chuyển sang lò gốm quan. Đồ gốm dân và đồ gốm quan mỗi bên theo một hướng, "tranh kỳ đấu diễm", hình thành thời kỳ thịnh hành đồ sứ đơn sắc. Quan phương cho dựng lên lò gốm quan, chuyên môn cung ứng sản phẩm cho hoàng thất và quan viên sử dụng. Ở phương bắc, có "ngự diêu" (đồ gốm dành cho vua dùng) thời Hậu Đường và Hậu Chu, ở phương nam có đồ gốm bí sắc ở nước Ngô Việt, có lò gốm quan ở Tiền Thục và Hậu Thục. Dân gian vẫn duy trì truyền thống làm ra đồ gốm tốt, giả dụ như Định Diêu ở Hà Bắc rất hưng thịnh. "Việt khí" ở Ngô Việt có kỹ thuật thiêu chế tốt, rất có danh tiếng. Thời Ngũ đại, thợ thầy đồ gốm có các cải biến sáng tạo, truyền thế tạo thành một sự tiên phong lớn trong lịch sử nghề đồ gốm Trung Quốc cổ đại. Kỹ thuật làm đồ gốm cũng được truyền ra nước ngoài, vào năm 918 dưới thời Hậu Lương, Cao Ly do học được kỹ thuật làm đồ sứ của Trung Quốc nên thiết lập xưởng gốm ở Khang Tân (Gangjin), sau đó kỹ thuật đồ gốm Trung Quốc lại tiếp tục truyền bá sang Nhật Bản và các nước Tây Dương.
Trừng Tâm Đường chỉ là tên một loại giấy và thời Ngũ đại Thập quốc, Nam Đường Hậu Chủ Lý Dục là người thiện tả thi từ, thích thu thập và cất giữ các thư tịch và giấy, do vậy chuyển một căn phòng của quan phủ Kim Lăng thành "Trừng Tâm Đường", dùng làm nơi sáng tác thơ và chứa sách. Nam Đường Hậu Chủ còn lệnh cho đưa thợ làm giấy giỏi của Tứ Xuyên đến Trừng Tâm Đường, phỏng theo cách làm giấy của người Thục mà tạo thành một loại giấy mới có chất lượng tốt, đặt tên là "Trừng Tâm Đường chỉ". Do chất lượng của Trừng Tâm Đường chỉ quá tốt, nên một trang giấy giá 100 tiền, nổi bật trong số các loại giấy. Sau này, triều Tống, triều Thanh đều học theo kỹ thuật của Nam Đường, sản xuất và sử dụng loại giấy này.

### Thương nghiệp
Do phương bắc chiến loạn không dứt, nông nghiệp bị phá hoại, khiến thương nghiệp cũng gặp khó khăn trong việc phát triển. Tuy nhiên, kinh tế Hoa Nam không chịu sự phá hoại quá lớn, chính cục các nước phương nam tương đối ổn định hơn so với phương bắc, ngoài sản xuất lương thực đầy kho ra, một vài nước cũng sản xuất các mặt hàng như trà, tơ lụa và bông trên quy mô lớn, trong khi vận chuyển theo Trường Giang hoặc bằng đường biển đều rất tiện lợi. Các nước trao đổi mặt hàng mà mình còn thiếu với nhau, một số còn mậu dịch với ngoại quốc, khiến cho thương nghiệp mậu dịch rất phát đạt. Hoa Bắc cần một lượng lớn trà, thương nhân buôn trà ở các nước phương nam như Sở, Nam Đường hay Mân cũng muốn đem trà đến Hà Nam hay Hà Bắc; do vậy nước Kinh Nam trở thành trung tâm vận chuyển trà, thương nhân phương nam bán trà rồi mua tơ lụa hay chiến mã. Một phần nhu cầu muối ăn của phương nam dựa vào cung ứng từ phương bắc. Các thế lực phương bắc như Ngũ đại hay Bắc Hán, Yên, Kỳ mua ngựa của người Khiết Đan, Hồi Cốt, Đảng Hạng; Tiền Thục và Hậu Thục cũng mua ngựa từ ngoại tộc ở biên cương phía tây. Các nước thần phục Ngũ đại ở phương nam đều sử dụng phương thức triều cống để tiến hành mậu dịch với phương bắc. Nam Đường, Ngô Việt và Mân mậu dịch với phương bắc chủ yếu thông qua đường biển; từ Cao Ly và Nhật Bản ở phía đông, đến Đại Thực ở phía tây, Chiêm Thành và Tam Phật Tề ở phía nam đều có giao dịch thương nghiệp. Đương thời, có không ít đại cảng mậu dịch, như Dương châu, Minh châu, Quảng châu, trong đó Hàng châu, Phúc châu và Tuyền châu đều được phát triển mở rộng trong thời kỳ này. Ngô Việt vương Tiền Lưu cho mở rộng thành Hàng châu, Mân vương Vương Thẩm Tri mở rộng thành Phúc châu, Thanh Nguyên tiết độ sứ Lưu Tòng Hiệu mở rộng thành Tuyền châu. Ngô Việt, Ngô và Nam Đường sử dụng "mãnh hỏa du" từ hải ngoại truyền đến, còn theo đường biển mà tiếp tục đem đến triều Liêu. Song có thể nói trên phạm vi toàn Trung Quốc, do không thống nhất về chính trị, giao thông cách trở, kinh tế ít có tiến bộ, do vậy việc phát triển thương nghiệp chịu sự hạn chế, như pháp lệnh của Tiền Thục quy định không cho hàng hóa tốt được xuất về phía đông. Hậu Chu quy định không được vận chuyển muối và lương thực để bán quá Chương Hà. Tuy nhiên, thông thương mậu dịch vẫn rất hưng thịnh.

## Văn hóa
Thời Ngũ đại Thập quốc có địa vị trọng yếu trong lịch sử văn hóa Trung Quốc, chủ yếu biểu hiện ở sự phát triển của sự nghiệp in ấn, sự nổi lên của từ và một số phương diện khác. Do phương nam khá giàu có và ổn định so với phương bắc, nên văn học, hội họa, công nghệ kim loại, phù điêu, dệt, đồ gốm đều phổ biến ở phương nam.

#### Tư tưởng học thuật
Thời Ngũ đại, quốc chính về cơ bản vẫn dựa trên học thuyết Nho gia, song tầm ảnh hưởng xã hội-chính trị của nó suy giảm đáng kể. Tuy nhiên, do phép tắc quan lại và trật tự tiêu chuẩn dựa theo Nho giáo, nó trở nên quan trọng hơn nhiều so với Phật giáo và Đạo giáo. Đương thời, các triều Ngũ đại liên tiếp thay thế nhau, Nho học bị tổn hại, tầm ảnh hưởng của tư tưởng Nho học suy giảm đáng kể. Trong các sắc lệnh, Hậu Đường Minh Tông đã chỉ ra tình trạng các trường học bị bỏ nhiều, điển tịch ít được truyền bá. Thời Hậu Chu Thế Tông, triều đình còn tiến hành một số nỗ lực để khôi phục Nho học, khiến truyền thống Nho học không đến mức đứt đoạn. Đồng thời, việc giảng học tư nhân trong dân gian cũng hết sức phổ biến, nuôi dưỡng không ít nhân tài Nho học, là yếu tố quan trọng dẫn đến việc Nho học hưng phát vào thời Tống.
Do các nhân tố xã hội nhiễu động và thời đại ngắn gấp, thời Ngũ đại thường xảy ra các vụ việc binh biến phản loạn hay hành thích, quân vương trọng võ khinh văn, còn sĩ nhân thì trọng thực khinh hư, khiến cho thời kỳ này hiếm có học giả hay tư tưởng gia kiệt xuất, nhà nho có danh tiếng chỉ có Phùng Đạo. Phùng Đạo là chính trị gia, quản lý việc khắc in "Cửu kinh" đại quy mô, phụng sự 15 vị quân chủ thuộc 9 họ, làm quan trong hơn 40 năm. Việc này xét theo quan điểm Nho giáo là bất trung quân, song lại giúp bản thân và giúp dân.
Do loạn thế gây tai họa, con người không thể nắm giữ tiền đồ của mình, đại đa số kẻ sĩ chọn theo tư tưởng tị thế tiêu cực, một bộ phận nhà Nho và bách tính hướng sang Phật giáo và Đạo giáo. Có cũng người nghiên cứu đạo tịch, song cũng có người ẩu náu nơi rừng núi, lòng không quan tâm đến danh lợi, chú trọng dưỡng sinh cá nhân, có câu "Ngũ quý chi loạn, tị thế nghi đa". Trong đó, học giả Đạo giáo Đàm Tiễu kế thừa thuyết pháp "đạo" là bản nguyên của thế giới do Lão Tử đề xương. Ông cho rằng vạn vật giữa Trời đất đều do "đạo" diễn hóa mà hình thành, nhưng bản chất của "đạo" lại là hư không, nhiều quan điểm bao hàm nhân tố nhân dân, dân chủ. Đàm Tiễu có soạn "Hóa Thư", trong "Đạo Hóa thiên" ghi rằng: "ủy đạo thì hư hóa thần, thần hóa khí, khí hóa hình, hình sinh nên vạn vật do vậy mà tắc. Dụng đạo thì hình hóa khí, khí hóa thần, thần hóa hư, hư minh nên vạn vật thông".

### Văn học và sử học

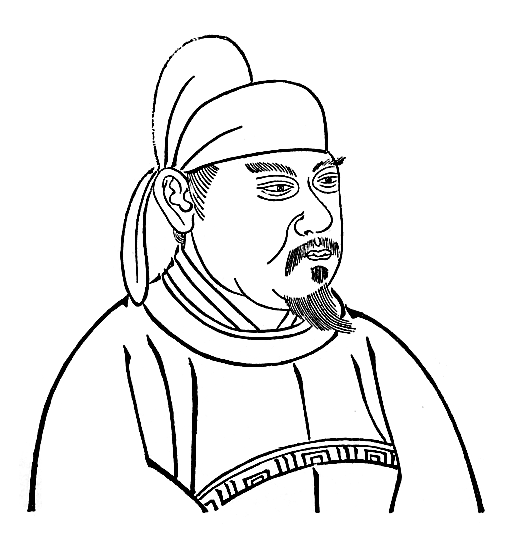
Nam Đường Hậu Chủ Lý Dục là từ nhân tối trọng yếu vào thời Ngũ đại Thập quốc

Văn nhân Ngũ đại trải qua tình cảnh thế sự nhiều biến hóa, thơ văn do vậy thể hiện sự thống thiết. Trong đó, thi nhân nước Ngô Việt La Ẩn với các bài thơ theo thể ngũ thất ngôn tương đối ưu tú, nổi tiếng có "La Ẩn Giáp Ất tập"- góp nhặt các sáng tác thơ của ông song nay đã thất truyền. Tiền kỳ Ngũ đại, có rất nhiều văn nhân học sĩ lưu vong tứ phương, như Tư Không Đồ, Vi Trang, Đỗ Quang Đình, đều là những nhân vật có thành tựu văn học phi thường.
Ngũ đại Thập quốc là thời kỳ phát triển trọng yếu của thể loại văn học từ, chủ yếu mô tả cảnh sinh hoạt hưởng lạc của hoàng thất và quý tộc. Thể loại này có đề tài dung tục, khung cảnh chật hẹp, phong cách nhu mĩ, có thể lấy đại biểu là Hoa Gian phái. Đến hậu kỳ, xuất hiện lối miêu tả sáng sủa kín đáo, tình cảnh sinh động, để lại dư vị cho người đọc, có ảnh hưởng cực lớn đối với Tống từ. Hoa Gian phái có nguồn gốc từ Ôn Đình Quân thời vãn Đường, Vi Trang thời Vãn Đường-Tiền Thục, trong đó Ôn Đình Quân được hậu nhân gọi là "Hoa Gian tị tổ", các tác phẩm nổi danh như "Bồ Tát Man", "Mộng Giang Nam"; Vi Trang có "Nữ Quan Tử", "Bồ Tát Man"; đều mang phong cách tươi mới. Sau đó, từ phát triển ở Ngũ đại, có tương đối nhiều từ nhân ở đất Thục và Nam Đường, mặt bằng tương đối cao, do đó trở thành hai trung tâm. Đất Thục có những người như Vi Trang hay Âu Dương Quýnh thời Hậu Thục, các tác phẩm của họ về sau được Triệu Sủng Tộ tập hợp trong "Hoa Gian tập". Âu Dương Quýnh từ có phong cách rất dịu dàng uyển chuyển, nổi danh có "Nam Hương Tử".
Một trung tâm khác của từ là Nam Đường, với những người như Phùng Diên Tị, Trung Chủ Lý Cảnh, Hậu Chủ Lý Dục. Tác phẩm của Phùng Diên Tị có "Thải Tang Tử", hay "Yết Kim Môn", phong cách tinh tế kín đáo, có ảnh hưởng đến từ nhân Bắc Tống như Yến Thù hay Âu Dương Tu, để lại "Dương Xuân tập". Có thể lấy "Than Phá Hoán Kê Sa" làm đại biểu cho các tác phẩm của Lý Cảnh, nội dung sâu lắng, không có cảm giác diễm lệ hư ảo, tác phẩm của phụ tử Lý Cảnh được hậu nhân tập hợp lại thành "Nam Đường Nhị Chủ từ". Lý Dục là một từ nhân quan trọng thời Ngũ đại Thập quốc. Các tác phẩm thời kỳ đầu của ông cũng giống như "Đồng Hoa Gian phái", chủ yếu là mô tả cảnh sinh hoạt diễm lệ trong cung đình như "Ngọc Lâu Xuân", Bồ Tát Man". Tuy nhiên, sau khi mất nước và bị bắt, các tác phẩm từ của ông miêu tả tình cảnh của bản thân, hoặc than thở thân thế, hoặc luyến tiếc quá khứ, hình tượng tươi đẹp, ngôn ngữ sinh động, tả tình thương cảm rất sâu sắc và chân thành, đại biểu có "Ngu Mỹ Nhân", "Lang Thao Sa" (浪滔沙), "Ô Dạ Đề". Đây là một bước đột phá so với khuôn mẫu chuyên tả phong hoa tuyết nguyệt hay tình cảm nam nữ từ thời vãn Đường, trên cả phương diện nội dung và ý cảnh đều có sự sáng tạo mới mẻ, là lĩnh vực được phát triển khai thác trong các tác phẩm từ vào thời Bắc Tống.

### Sử học
Sử học từ thời Đường đã rất phát triển, vẫn tiếp tục thịnh hành vào thời Ngũ đại Thập quốc. Trong các sử liệu được biên soạn vào thời Ngũ đại Thập quốc, có tiếng nhất là "Cựu Đường thư" tức "Đường thư" và "Đường hội yếu", có giá trị quan trọng trong việc mô tả sự kiện lịch sử, nhân vật, điển chế, hưng vong thịnh suy triều Đường. Đường thư là tư liệu tổng hợp phong phú, ngay từ thời Hậu Lương, Mạt Đế Chu Hữu Trinh đã hạ chiếu tập hợp các gia truyện, chương sớ công tư thời Đường; đến thời Hậu Đường Minh Tông lại đặt chức Tam Xuyên sư phóng đồ tịch sứ, sai đến khu vực Thành Đô để sưu tầm thực lục thời Đường, đồng thời ra lệnh bảo vệ các bia khắc. Cuối cùng, Hậu Tấn Cao Tổ vào năm Thiên Phúc thứ 6 (941) đã hạ lệnh biên soạn, đến năm Khai Vận thứ 2 (945) thì hoàn thành "Đường thư". Đường thư lần lượt do Trương Chiêu Viễn, Giả Vĩ, Triệu Hy và những người khác soạn, giám tu ban đầu là Triệu Hy và cuối cùng là Lưu Hú. Cựu Đường thư bảo tồn được nhiều sử liệu nguyên thủy về sự kiện nhân vật, giả dụ như "thảo Tùy Dạng Đế hịch văn" của Lý Mật, được các sử học giả hậu thế xem trọng. Tuy nhiên, do việc biên soạn diễn ra vội vàng, thiếu đi việc xử lý các tài liệu nguyên thủy, trước thời Đường Hiến Tông phần nhiều sao chép quốc sử, thực lục, phần sau thời Đường Mục Tông lại biên tập theo tạp thuyết, truyện ký, do vậy đến thời Tống lại xuất hiện Tân Đường thư.
"Đường hội yếu" do Vương Phổ thời Hậu Chu biên soạn, chia ra từng loại theo sự tiến triển và biến thiên các hạng chế độ, điển chương và văn vật thời Đường, tái hiện phong mạo triều Đường, là tác phẩm chuyên biệt "hội yếu" số một trong lịch sử Trung Quốc. Bút ký lịch sử vào thời Ngũ đại Thập quốc rất phát triển, chủ yếu là tự thuật sự vật đời Đường. "Khai Nguyên Bảo Di Sự Ký" của Vương Nhân Dụ ghi lại dật sự triều dã thời Đường Huyền Tông, "Đường Chích Ngôn" của Vương Định Bảo tường thuật chế độ tiến cử người tài thời Đường, Lưu Sùng Viễn soạn "Kim Hoa Tử" ghi lại cố sự triều dã thời Đường mạt, "Bắc Mộng Tỏa Ngôn" của Tôn Quang Hiến ghi lại dật sự sĩ nhân thời Đường và Ngũ đại.

### Nghệ thuật

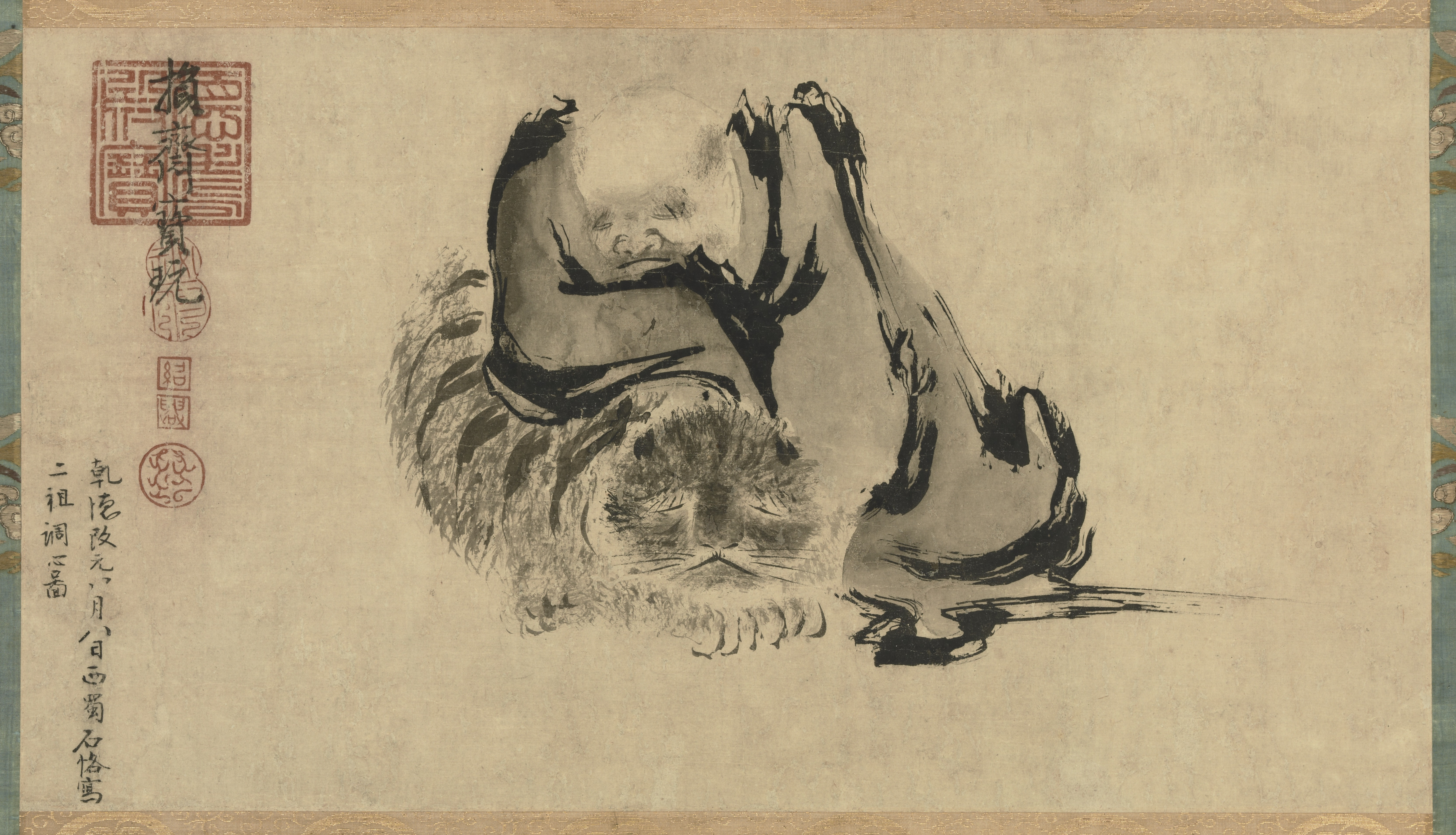
"Nhị Tổ điều tâm đồ" do Thạch Khác nước Hậu Thục vẽ

Nền hội họa thời Ngũ đại Thập quốc chủ yếu kế thừa hội họa triều Đường, đồng thời cũng có sự sáng tạo mới mẻ. Các nước Nam Đường, Tiền Thục, Hậu Thục, Ngô Việt có kinh tế cường thịnh, hoàng thất và sĩ nhân các nước này có đời sống giàu có, sản sinh ra họa viện cung đình, khiến nghệ thuật hội họa phát triển theo hướng ngắm nhìn thưởng thức, tập trung, trong đó cũng sản sinh ra rất nhiều gia tộc là đơn vị quần thể sáng tác. Năm 935, Hậu Thục thiết lập "Hàn lâm đồ họa viện", họa viện cung đình chính thức đầu tiên của Trung Quốc, sau đó Nam Đường cũng thiết lập đồ họa viện. Đồ họa viện tập hợp một nhóm họa gia trứ danh, cùng nhau thảo luận nghiên cứu, tạo nên nhiều thành tựu. Các chủ đề trong hội họa của họ như nhân vật, sơn thủy, chim hoa đều có sự phát triển nhất định, đặc biệt, sơn thủy họa và điểu hoa họa có ảnh hưởng lớn đến phong cách hội họa thời Tống.
Do Trung Nguyên chiến loạn liên miên, vào thời kỳ Ngũ đại Thập quốc có rất nhiều họa gia di chuyển từ Trung Nguyên đến khu vực tây nam và đông nam, đồng thời ẩn cư ở vùng thâm sơn, khiến sơn thủy họa phát triển nhanh chóng, hoa điểu họa thì nổi lên. Thủy mặc sơn thủy họa vào thời Ngũ đại đã tiến vào giai đoạn thành thục, họa gia hiểu rõ giá trị của sinh hoạt, nhận thấy điểm đặc sắc của hoàn cảnh tự nhiên, dùng các kỹ thuật không giống nhau để tái hiện, hình thành hai phái là Kinh Quan ở phương bắc và Đổng Cự ở phương nam. Với Sơn thủy họa ở phương bắc, sư đồ có danh tiếng nhất là Kinh Hạo và Quan Đồng thời Hậu Lương, Kinh Hạo đào tình lâm tuyền, ký thú đan thanh, người đời gọi là "Hồng Cốc Tử". Ông là bậc kỳ tài về việc vẽ tranh núi cao non thẳm, tác phẩm "Khuông Lư đồ" của ông được gọi là "toàn cảnh sơn thủy". Quan Đồng là bậc kỳ tài về vẽ thế sông núi, trong khung cảnh hùng hồn có thêm vẻ tan hoang trống trải của phương bắc, các tác phẩm có thể kể đến như "Quan sơn hành lữ đồ", "Thu sơn vãn thúy đồ". Sơn thủy họa phương nam có sư đồ nổi tiếng Đổng Nguyên, Cự Nhiên ở nước Nam Đường, họ đều tài giỏi trong việc vẽ tranh thủy mặc miêu tả cảnh sắc Giang Nam. Đổng Nguyên là bậc kỳ tài trong việc sử dụng "phi ma thuân", khéo dùng đạm mặc khinh lam để thoát khỏi thiên chân buồn tẻ của Giang Nam, có tiếng nhất là "Động thiên sơn đường", "Hàn lâm trọng đinh đồ". Cự Nhiên kế thừa trực tiếp họa pháp của Đổng Nguyên, các tác phẩm nổi tiếng có thể kể đến như "Vạn hác tùng phong đồ", "Tằng nham tùng thụ đồ".
Về điểu hoa họa thì có tiếng nhất là như Từ Hy nước Nam Đường hay Hoàng Thuyên nước Hậu Thục. Hoàng Thuyên giỏi vẽ các loại chim quý cỏ lạ trong cung đình, Từ Hy giỏi vẽ chim và hoa trên mặt nước sông hồ, hai người được gọi là "Hoàng-Từ", đương thời có ngạn ngữ "Hoàng gia phú quý, Từ Hi dã dật", các tác phẩm nổi tiếng có thể kể đến như "Tả sinh trân cầm đồ", "Tuyết trúc đồ".
Nhân vật họa thời Ngũ đại Thập quốc kế thừa phong cách hội họa nhân vật cung đình của Chu Phưởng và Trương Huyên thời Đường, nổi tiếng có Cố Hoành Trung, Chu Văn Củ và Thạch Khác]]. Hàn Hi Tái dạ yến đồ do Cố Toàn Trung vẽ theo lối tế nhị, mang sắc thái hoa lệ tươi vui, là tài sản nghệ thuật quý báu truyền thế. Chu Văn Củ thể hiện tình một cách sinh động khi khắc họa về nhân vật, là bậc thầy về trình độ miêu tả hình thể và tư thế, tác phẩm có "Tô lý biệt ý" và "An lạc cung nữ đồ". Thạch Khác ở Hậu Thục giỏi về nhân vật quỷ thần, hình tượng phần nhiều thể hiện dáng xấu xí kỳ dị, tác phẩm có "Nhị Tổ điều tâm đồ". Thời Ngũ đại, đạo sĩ Trương Tố Thanh giỏi về Đạo họa.

## Tôn giáo

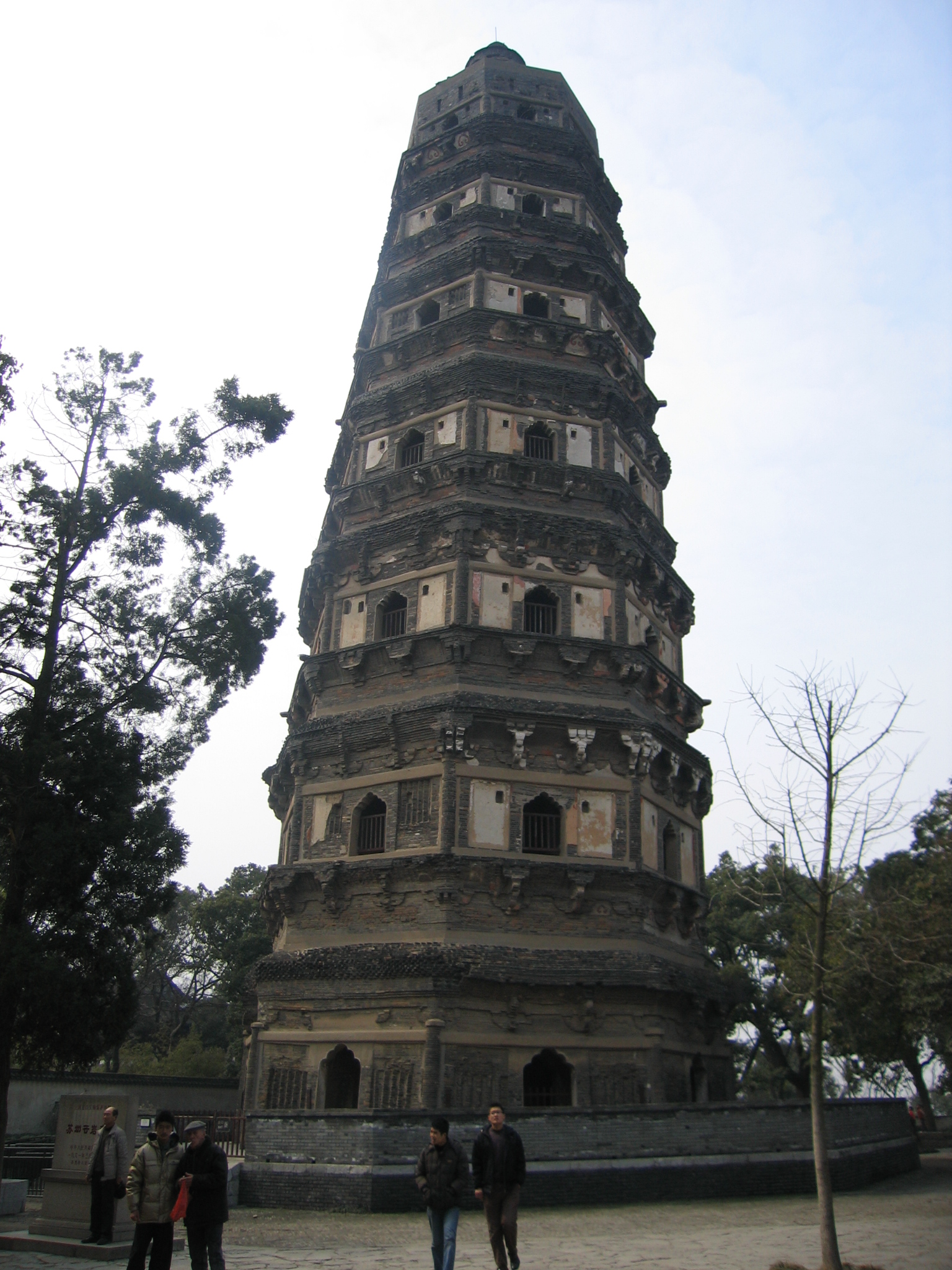
Vân Nham tự tháp, nằm trên đỉnh Hổ Khâu Sơn tại tây bắc Tô Châu, là kiến trúc trọng yếu thời Ngũ đại Thập quốc

Hậu kỳ triều Đường và thời Ngũ đại có chính cục hỗn loạn, chiến tranh không dứt, khiến cho Nho học suy thoái, rất nhiều sĩ nhân và bách tính nối tiếp nhau tìm sự an ủi trong tôn giáo. Chính sách tôn giáo từ thời trung Đường vẫn được tiếp nối, tức xu hướng sùng Đạo biếm Phật (xem trọng Đạo giáo và đè nén Phật giáo), song Phật giáo ở phương nam dần phát triển sâu rộng. Các triều Ngũ đại thi hành chính sách hạn chế việc ban thưởng cho các danh tăng và số lượng tăng nhân nhằm hạn chế Phật giáo; song các nước phương nam tôn sùng Phật giáo, không tiến hành cưỡng chế hạn chế, song lấy việc Hán hóa Thiền tông làm chủ đạo. Đạo giáo chịu hạn chế tương đối ít vào thời Ngũ đại Thập quốc, rất nhiều hoàng đế Ngũ đại tôn sùng Đạo giáo, khiến cho Đạo giáo tương đối hưng thịnh. Tuy nhiên, trong dân gian thì ảnh hưởng của Phật giáo vẫn vượt trên Đạo giáo.
Sau Hội Xương pháp nan (840-846), chỉ có Thiền Tông Nam tông dần hưng thịnh, đồng thời từ hậu kỳ triều Đường lại bắt đầu phân thành 5 tông phái. Thiền tông sau Nam Đốn Bắc Tiệm phân thành Bắc tông Thần Tú và Nam tông Huệ Năng. Huệ Năng chủ trương "đốn ngộ", "kiến tính thành Phật", sau được lưu truyền rộng rãi ở Nam Thiên Lĩnh Nam. Đệ tử của Huệ Năng là Thần Hội về Lạc Dương ở phương bắc, trong "Minh Định Nam Bắc Tổng Thị Phi Đại hội" lại đánh bại Bắc tông, khiến Thiền tông Nam tông trở thành chủ lưu của Thiền tông Trung Hoa. Tuy nhiên, Thiền tông Nam tông sau phân thành Hà Trạch tông Thần Hội, Thanh Nguyên tông Hành Tư và Nam Nhạc tông Hoài Thượng. Nam Nhạc tông đến thời Bách Trượng Hoài Hải, các đệ tử là Linh Hựu và Huệ Tịch sáng kiến Quy Ngưỡng tông, trong thời Ngũ đại rất phát triển, song sang thời Bắc Tống thì mất. Đệ tử của Bách Trượng Hoài Hải là Hi Vận và Nghĩa Huyền sáng kiến Lâm Tế tông, sang thời Bắc Tống thì trở thành lưu phái Thiền tông phát triển nhất. Văn Yển sáng lập Vân Môn tông, tư tưởng của ông có thể khái quát bằng ba câu: "Hàm cái càn khôn câu, tiệt đoạn chúng lưu câu, tùy ba trục lãng câu". Văn Ích khai sáng Pháp Nhãn tông, nhận định rằng "tam giới duy tâm, vạn vật duy thức", do vậy chủ trương "bất trước tha cầu, tận do tâm tạo". Thanh Nguyên tông đến thời Tào Sơn Bản Tịch sáng kiến Tào Động tông. Phật giáo thời Đường mạt và Ngũ đại hình thành cục diện "ngũ tông thất phái", tức Quy Ngưỡng tông, Lâm Tế tông, Vân Môn tông, Pháp Nhãn tông, Tào Động tông; cộng thêm môn hạ của Lâm Tế phân xuất thành hai phái Hoàng Long và Dương Kỳ. Tuy nhiên, Thiền tông đến hậu kỳ quá độ khai triển "đốn ngộ", thay thế chủ nghĩa hình thức và thần bí, thậm chí xuất hiện việc "ha Phật mạ Tổ". Khiến Phật giáo đi theo hướng thế tục hóa, giải thể hóa chế độ.
Các tông phái khác sau Hội Xương pháp nan phần lớn đều suy vong, điển tịch của Thiên Thai tông, Duy Thức tông bị mất. Thời Ngũ đại Thập quốc, Hoàng đế nước Ngô đón mời Đế Quan (諦觀) người Cao Ly đem theo điển tịch Thiên Thai tông, Đế Quan soạn "Tứ Giáo Nghi" (四教儀), khiến Thiên Thai phục hưng. Tịnh độ tông vốn chỉ truyền bá trong dân gian thì nay đồng thời cũng truyền hướng vào tầng lớp thượng lưu, đến các kẻ sĩ, đến hậu kỳ thì dung hợp với Thiền tông, từng có trào lưu "Thiền Tịnh nhất trí". Vào thời Hậu Chu, lại phát sinh phong trào bài Phật đại quy mô, Hậu Chu Thế Tông đối xử khinh suất với các sư tăng, bắt nộp thuế, thực hiện binh dịch, đãi bỏ tăng ni, gọi chung là "Tam Vũ Nhất Tông". Do vậy, Phật giáo ở phương bắc ngày càng suy lạc, song Phật giáo ở phương nam vẫn tiếp tục phát triển.

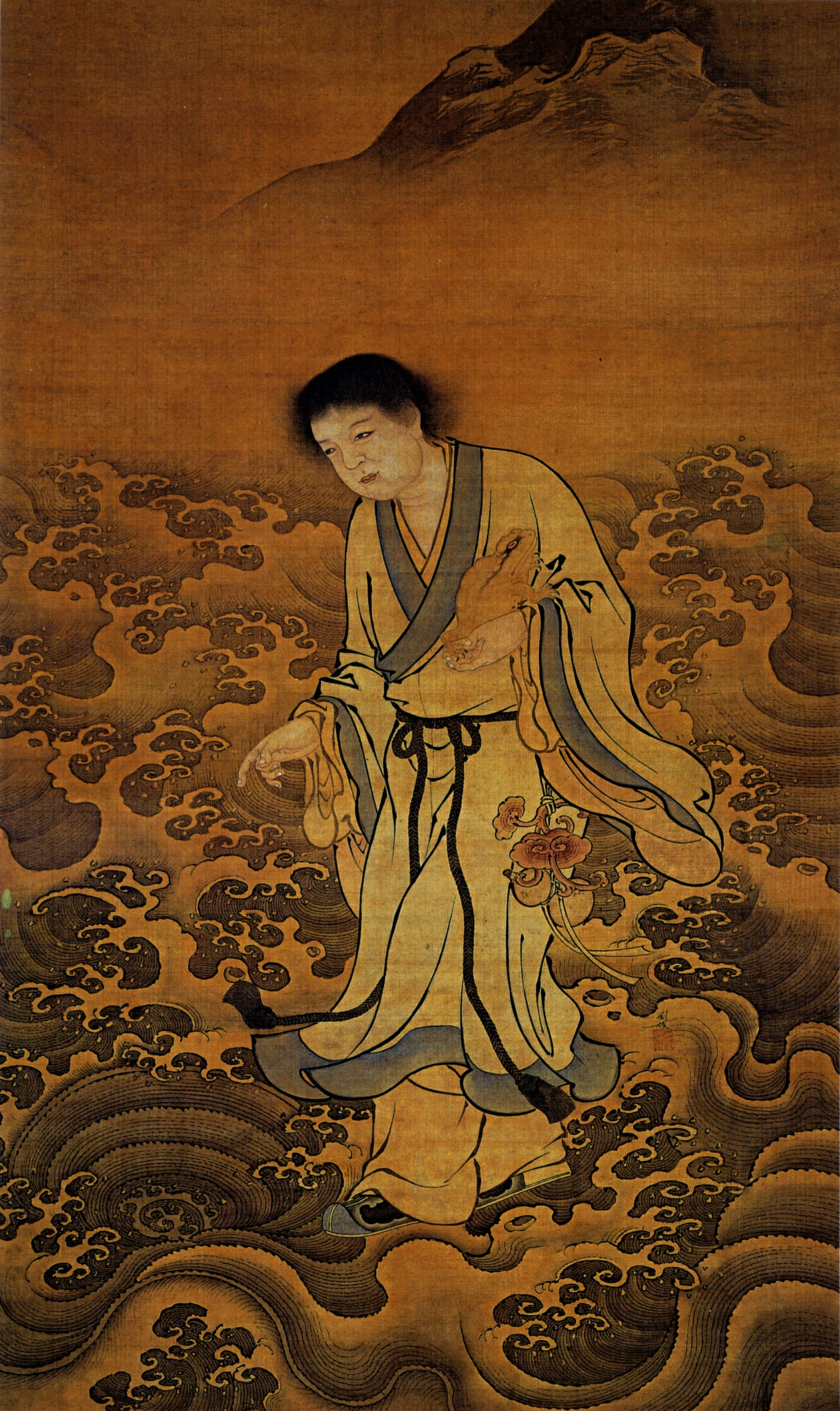
"Lưu Hải hí thiềm đồ" tương truyền Lưu Hải là một trong Toàn Chân đạo Bắc ngũ tổ của Đạo giáo

Đạo giáo vào cuối thời Đường và thời Ngũ đại Thập quốc rất phát triển, Ngoại Đan đạo dần hướng vào Nội Đan đạo. Thời Ngũ đại Thập quốc, có không ít quân vương sùng Đạo giáo, như Hậu Chu Thế Tông tiến hành "ức Phật dương Đạo". Do vậy, Đạo giáo vào thời Ngũ đại được các quân vương trợ giúp, tình trạng thịnh hành tiếp tục duy trì đến triều Tống, trở thành cơ sở cho thời kỳ đỉnh cao của Đạo giáo vào thời Tống. Các đạo sĩ có danh tiếng vào thời Ngũ đại Thập quốc có thể kể đến Đỗ Quang Đình, Đàm Tiễu, Bành Hiểu, Đàm Tử Hà, Lưu Hải. Đỗ Quang Đình chủ trương "dĩ Đạo vi bổn", "nạp Nho, Phật nhập Đạo", với các tác phẩm nổi tiếng như "Đạo đức chân kinh quảng thắng nghĩa", "Thường thanh tĩnh kinh trụ". Ông chủ trương người tu đạo đều cần "dựa nguyên khí mà thành", phương pháp của ông là "an thần khứ dục, bảo thủ tam nguyên". Ông kế thừa tác pháp của đạo sĩ Ngô Quân thời Đường Huyền Tông, nhận định tam giáo nên dung hợp không khác biệt. Đạo Thanh Tịnh của Đỗ Quang Đình có thể nói là một đại biểu điển hình cho việc Đạo giáo dung hợp Nho giáo và Phật giáo. Ngoài ra, ông còn giúp hai phái Mao Sơn tông và Thiên Sư đạo tiến hành nghi thức trai tiếu thống nhất, đồng thời tăng thêm quy phạm và chế độ hóa, được Đạo giáo hậu thế sử dụng rộng rãi. Đàm Tiễu từ nhỏ đã thích Hoàng Lão đạo, Chư Tử và Liệt Tiên truyện, quyết chí tu đạo học tiên. Ông là bậc anh tài về thuật tịch cốc dưỡng khí, tác phẩm có "Hóa thư", "Đàm Tử hóa thư", cho rằng vạn sự vạn vật đều có nguồn gốc từ "hư", "hư hóa thần, thần hóa khí, khí hóa hình", sau lại trở về hư, biến đổi vô cùng. Tác phẩm của Bành Hiểu có "Chu dịch tham đồng khiết phương thông chân nghĩa"; cả hai người đều có sức ảnh hưởng tương đối.
Các tôn giáo khác như Mani giáo, Cảnh giáo, hay Hỏa giáo cũng vì Hội Xương pháp nan mà phần nhiều suy thoái, trong đó Mai giáo chuyển hướng sang hoạt động ngầm. Sau khi Mani giáo trở thành một tôn giáo bí mật trong dân gian, nhiều khi trở thành cơ sở trong việc tập hợp lực lượng của các cuộc khởi nghĩa nông dân. Ví dụ như vào năm 920, tức thời Hậu Lương, Vô Ất cùng Đổng Ất và những người khác tại Trần châu đã lợi dụng Mani giáo để khởi sự. Hồi giáo không bị ngăn cấm sau Hội Xương pháp nan, tín đồ chủ yếu là ngoại kiều- hậu duệ của thương nhân Ả Rập, Ba Tư sinh sống ở ven biển, phần lớn họ đều tiếp thu tín ngưỡng của bậc cha chú. Các dân tộc ở vùng Tây Vực cũng vì Hồi giáo truyền bá về phía đông mà từ bỏ Mani giáo, Cảnh giáo, Hỏa giáo, Shaman giáo truyền thống, trở thành người Hồi giáo.

## Khoa học kỹ thuật
Do chiến loạn và thiên tai, khoa học kỹ thuật thời Ngũ đại Thập quốc không phát triển như dưới triều Đường, song khoa học kỹ thuật phương nam phát triển tương đối so với phương bắc. Tuy nhiên, có thể nói trong việc làm đồ sứ, khắc mộc bản, nông nghiệp, thủy lợi, và hỏa khí cũng có sự phát triển ở tầm địa phương. Sách lịch triều đình do tình trạng phiên trấn cát cứ nên không thể đến được toàn quốc, nhân dân do vậy sử dụng sách lịch dân gian. Trong đó, "Phù Thiên lịch" do Tào Sĩ thời Đường biên lưu hành vào hậu kỳ triều Đường, được sử dụng trong dân gian thời Ngũ đại và Bắc Tống. Phù thiên lịch lấy năm Hiển Khánh thứ 5 (660) làm lịch nguyên, lấy vũ thủy làm khí thủ, lấy một vạn mẫu thức thiên văn cơ bản làm căn cứ, do đó giúp giảm thiểu rất lớn công việc tính toán. Do đây không phải là sách lịch được ban bố chính thức nên bị biếm xưng là "tiểu lịch".
Trên phương diện y học, Ngũ đại xuất hiện y quan quan phương, Hậu Đường vào những năm Thanh Thái (934-936) lập thêm chức "Hàn lâm y quan". Bắc Tống sau đổi "Thái y thự" thành "Thái y cục", đồng thời thiết lập "Hàm lâm y quan viện". Hàn Bảo Thăng ở Hậu Thục là bản thảo học gia, ông quan sát tỉ mỉ các dược phẩm, hiểu biết sâu về dược tính, uống thuốc của ông liền có tác dụng kỳ diệu. Được sự hỗ trợ của hoàng đế Mạnh Sưởng, ông dựa theo "Tân tu bảo thảo" thời Đường, biên soạn lại thành "Thục trọng quảng anh công bản thảo", sử gọi là "Thục bản thảo", song đến nay không còn.
Do lũ lụt gia tăng vào thời Ngũ đại, quy mô và số lần trị hà đều khá nhiều so với thời kỳ trước. Cộng thêm việc các nước phương nam tận lực phát triển kinh tế, một số công trình đê kè ven biển và dòng sông cũng được tích cực xây dựng. Thời Ngũ đại Thập quốc cũng xuất hiện "diêu đê" (xây khá xa dòng chảy để phòng đại hồng thủy). Năm 924, Hậu Lương cho xây dựng đê sông Toan Tảo, năm sau Phù Tập tu sửa thành công. Thời Ngũ đại, người ta còn sử dụng "trừu công" để xây dựng các kiến trúc hộ ngạn, đổ khẩu, hộ đê; chủ yếu là dùng củi, tre gỗ, hay cỏ để bó đất đá vào, sau đó thì liên kết với nhau, có tác dụng đáng kể trong việc kháng thủy; cuối cùng được sử dụng rộng rãi vào thời Tống. Thời Ngũ đại Thập quốc, các nước Ngô, Ngô Việt hay Nam Đường ở Giang Nam trùng tu đê sông, tiêu nước hồ, tiếp tục phát triển hệ thống đắp đê lấn biển từ thời Đường, đồng thời xây đắp đê đá Tiền Đường Giang để ngăn hải triều xâm nhập.
Thời Ngũ đại Thập quốc, Ngô và Nam Đường thường dùng thuốc súng, mãnh hỏa du trong chiến tranh. Năm 904, quân của Dương Hành Mật khi vây thành Hồng châu (nay thuộc Nam Xương, Giang Tây), bộ tướng Trịnh Phan lệnh cho bộ thuộc "phát cơ phi hỏa, thiêu Long Sa môn, suất tráng sĩ đột hỏa tiên đăng nhập thành, tiêu chước bị thể". Năm 975, đại quân Bắc Tống nam chinh Nam Đường, tướng lĩnh Nam Đường Chu Toàn Uân dùng mãnh hỏa du phóng hỏa tiến công quân Tống, song sau đó vì hướng gió thay đổi, ngọn lửa quay lại đốt cháy quân Nam Đường.